# Emléktáblák Tapolcán
Tapolca szócikkhez kapcsolódó képgaléria, mely helyi, országos vagy nemzetközi hírű személyekkel, valamint épületekkel, műtárgyakkal, helynevekkel és eseményekkel összefüggő emléktáblákat tartalmaz.

## Galéria

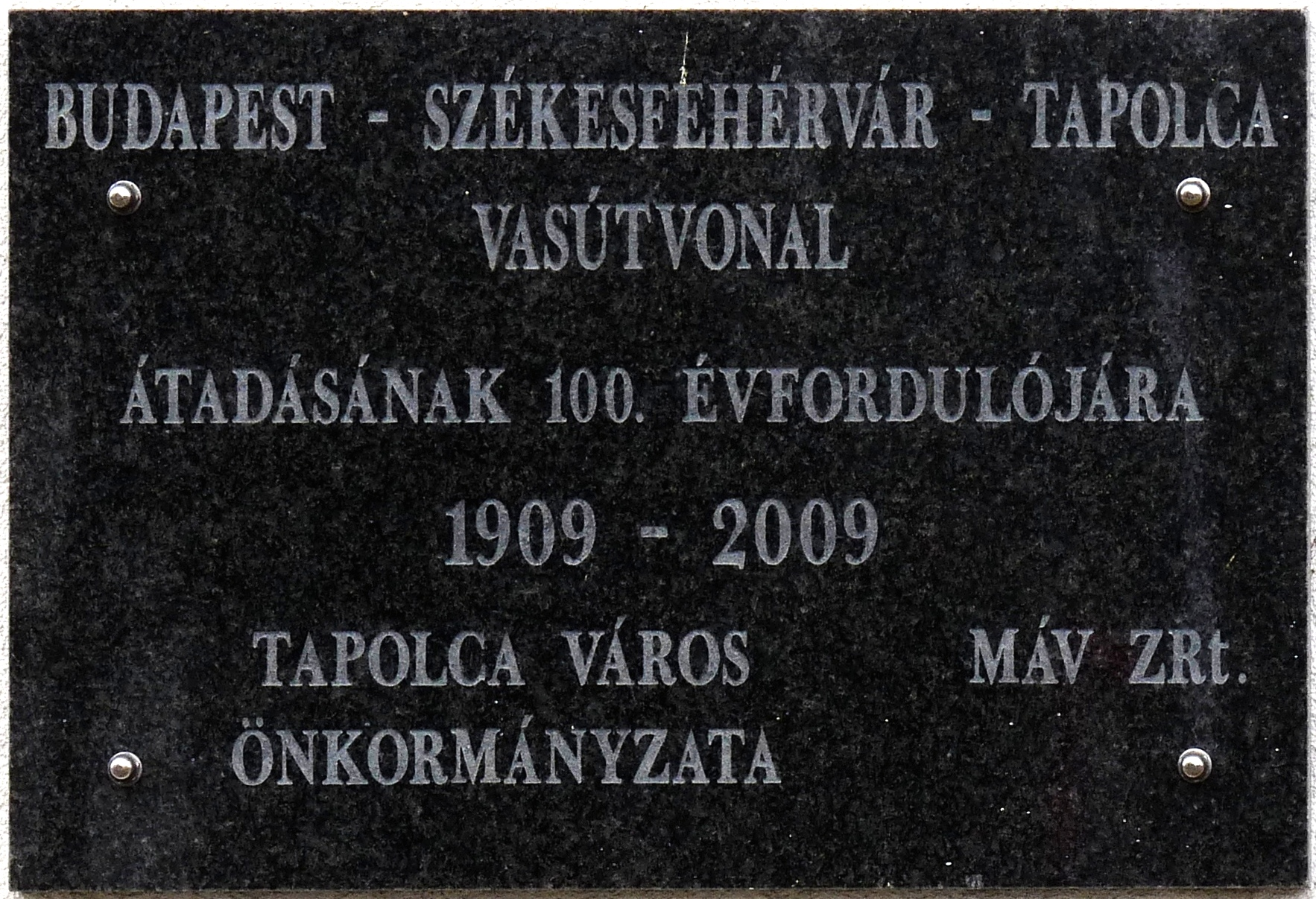
100 éves a Budapest-Tapolca vasútvonal[1] Dózsa György út 7.
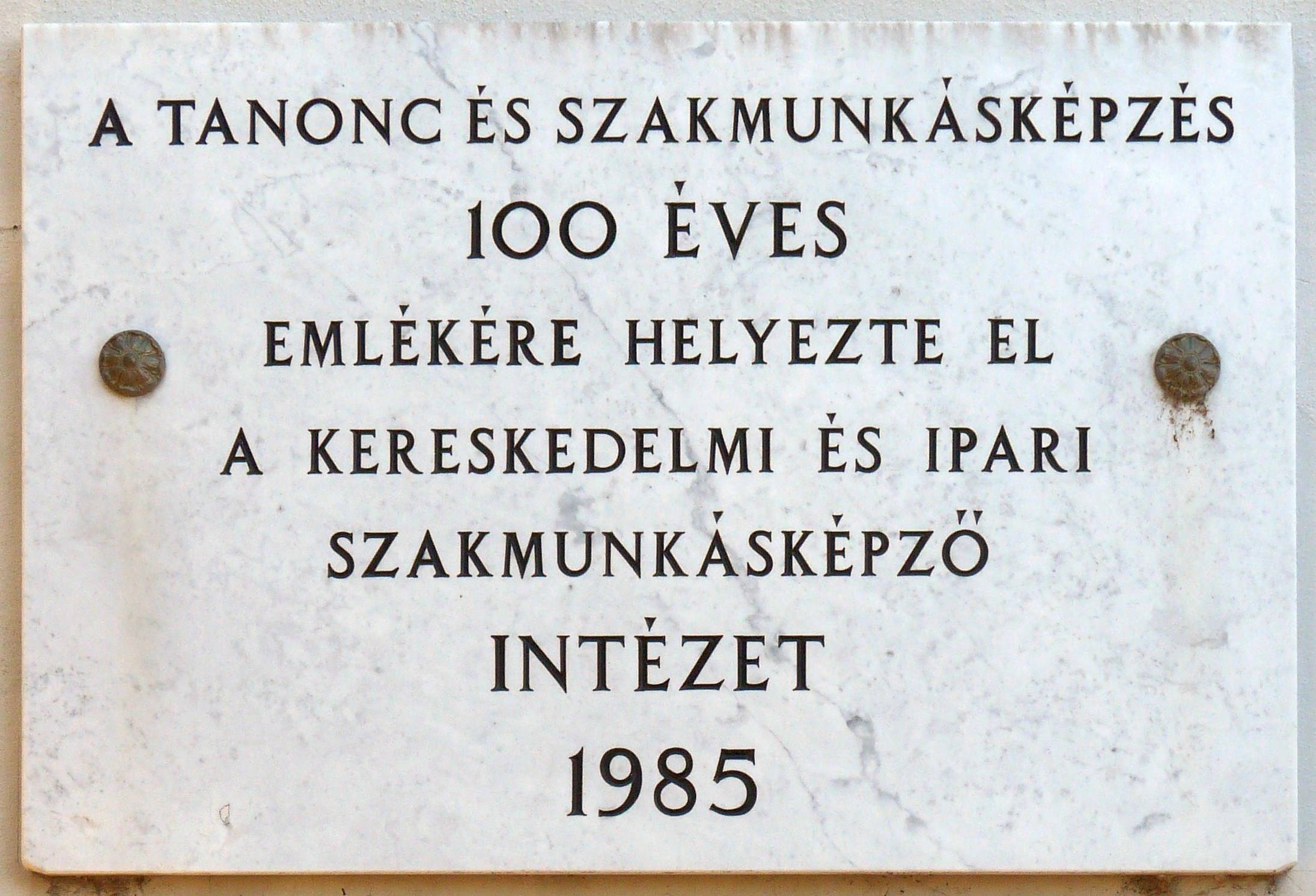
100 éves a tanoncképzés Móricz Zsigmond utca 8.
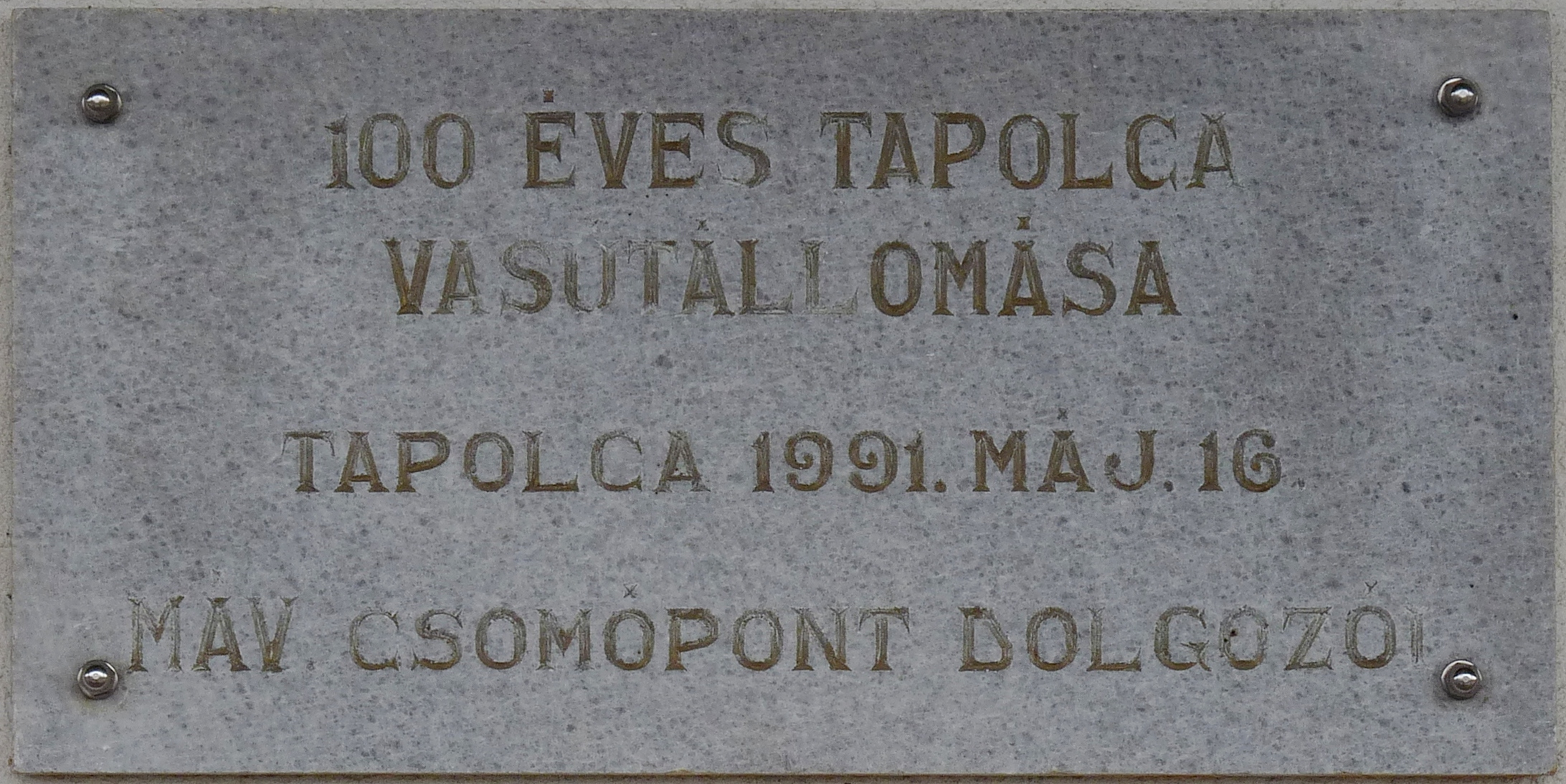
100 éves a tapolcai pályaudvar[1] Dózsa György út 7.
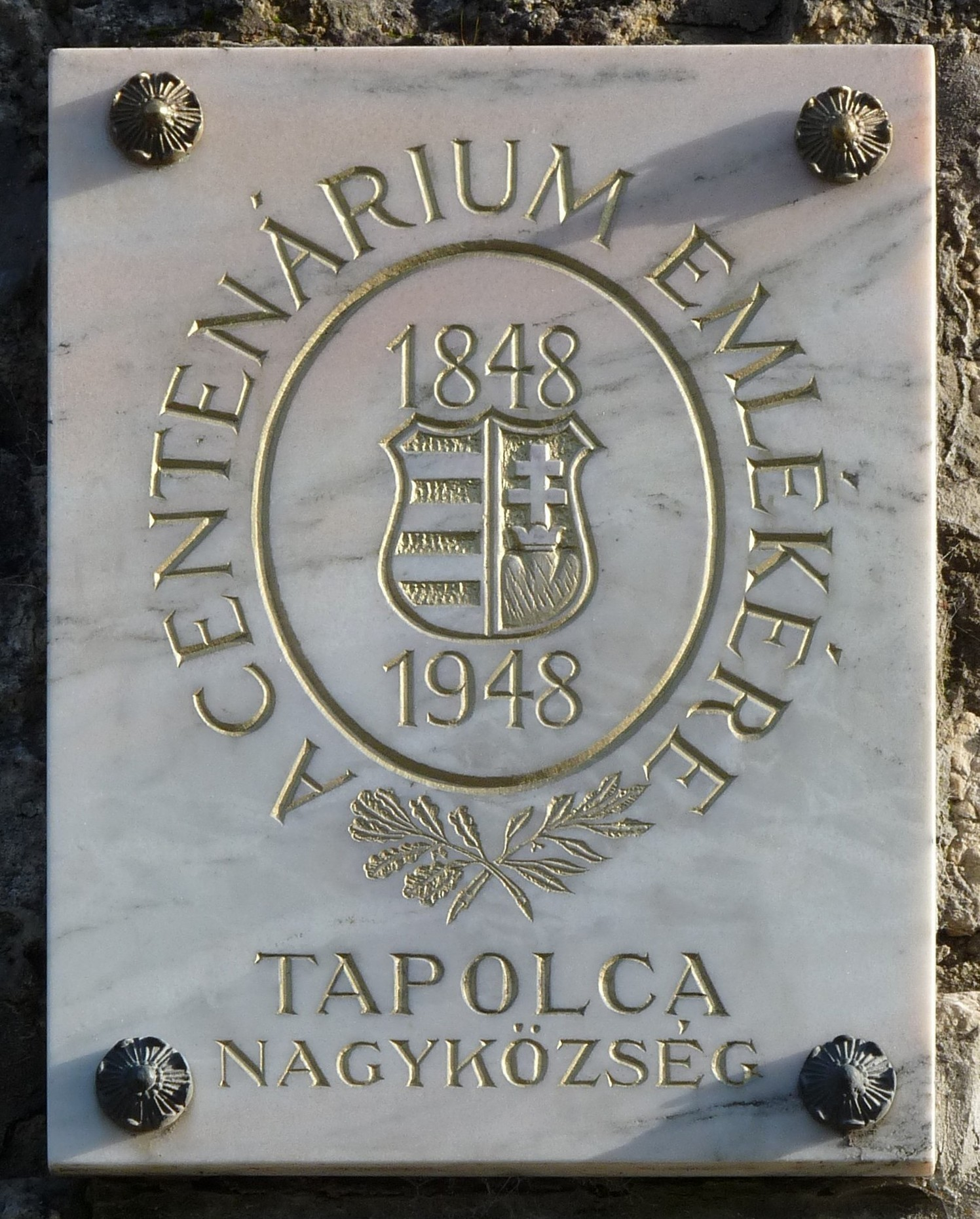
az 1848-as forradalom 100. évfordulója Batsányi János tér
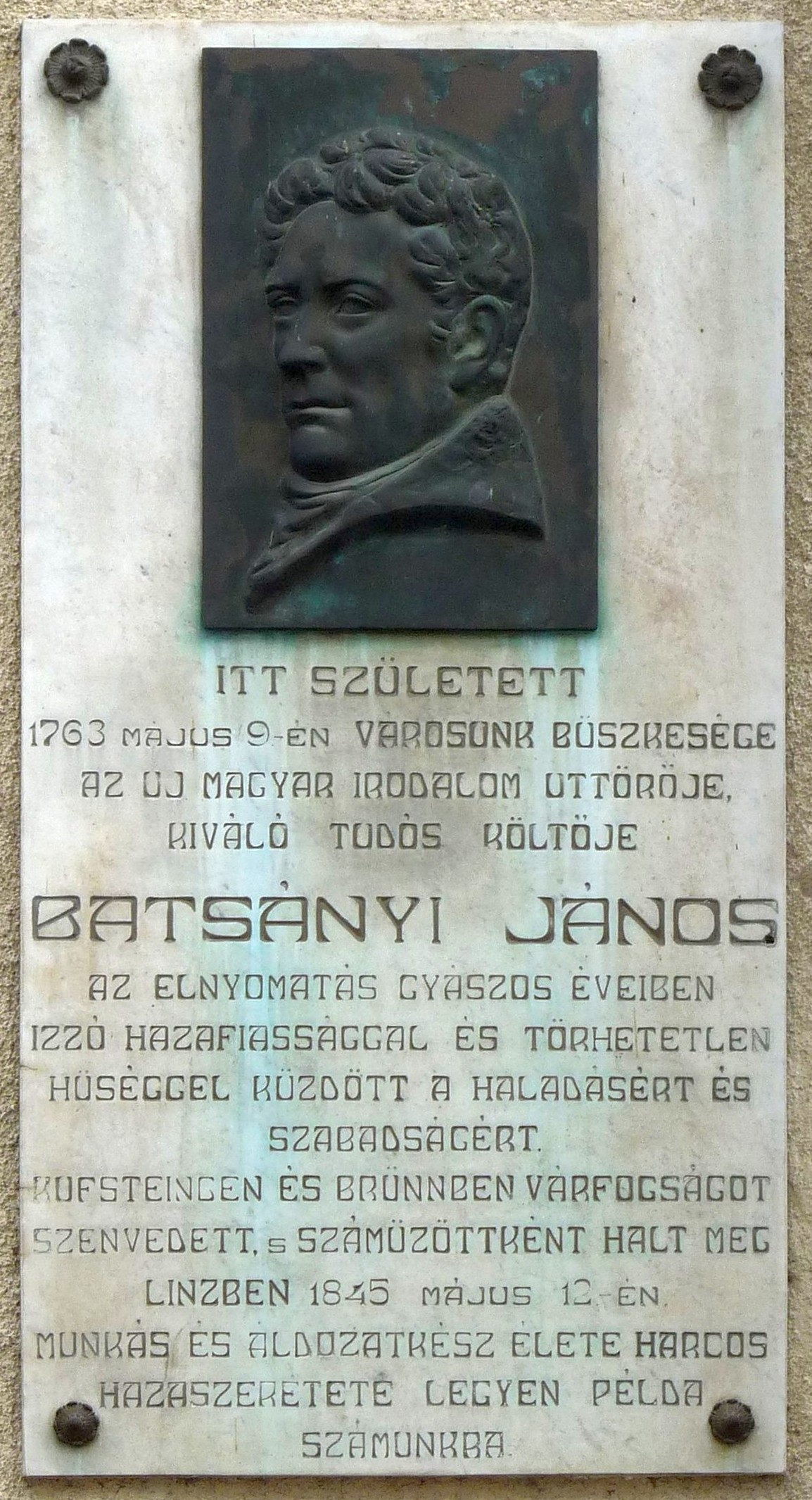
Batsányi János Batsányi János utca 12. alkotó: Szántó Géza
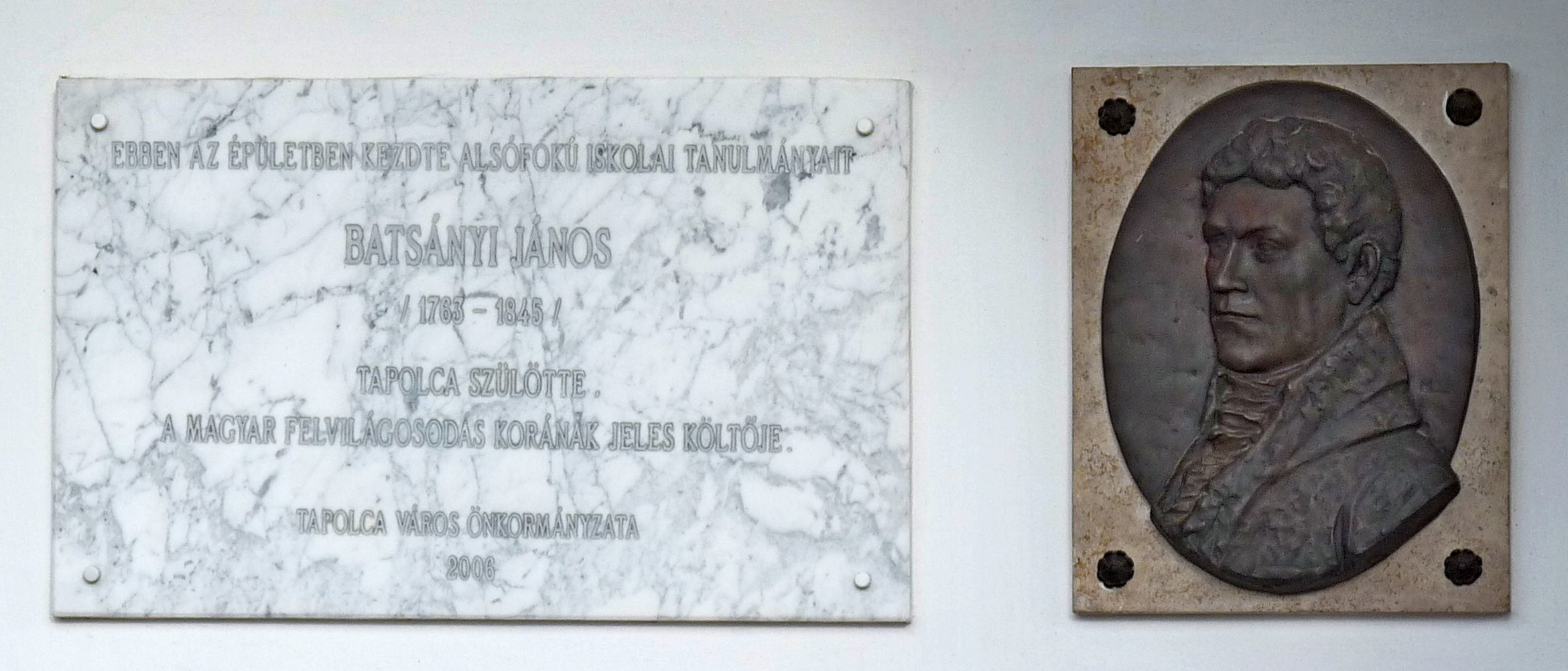
Batsányi János Templomdomb 8. alkotó: Marton László
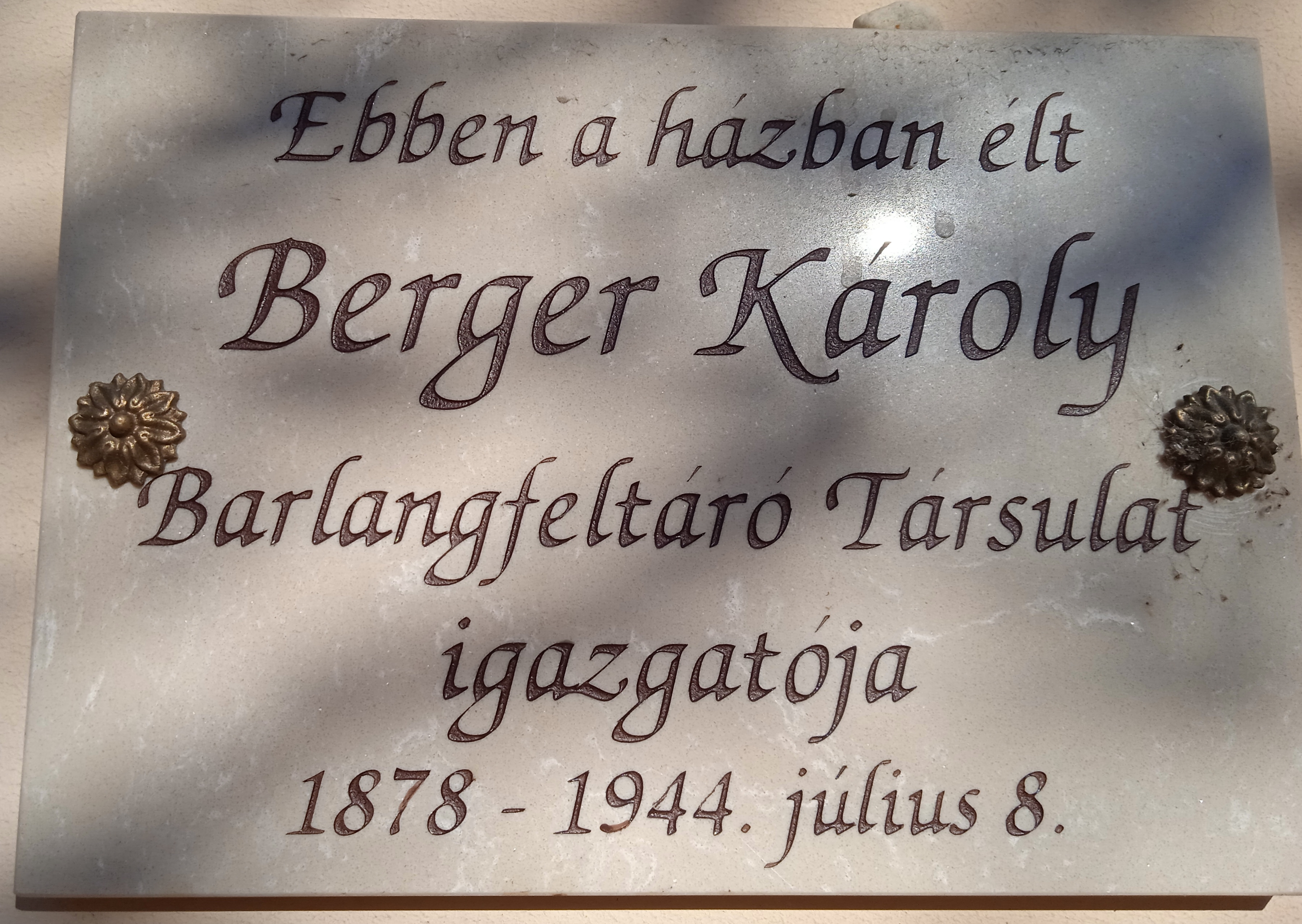
Berger Károly Fő tér 7.
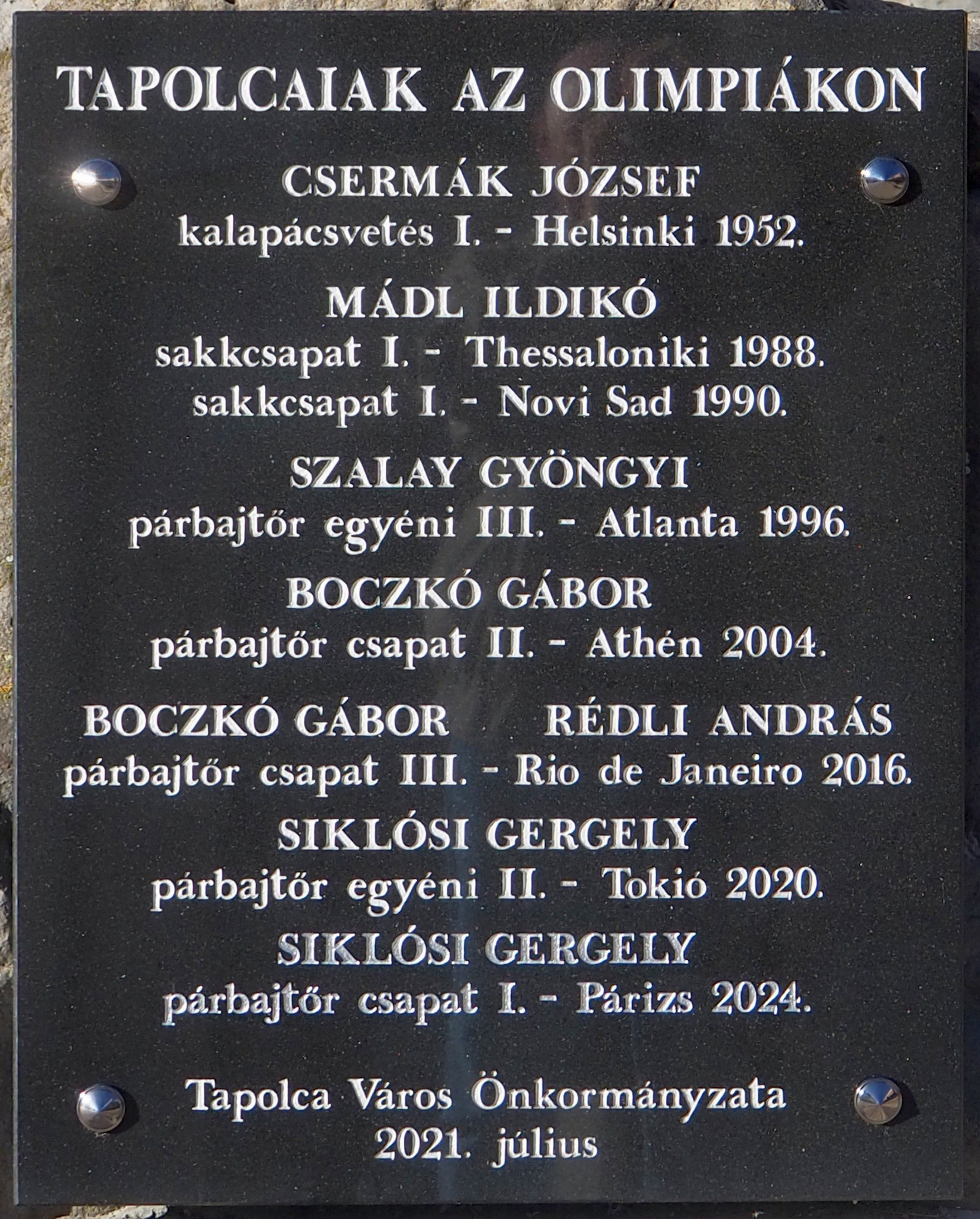
Boczkó Gábor Deák Ferenc utca 19.
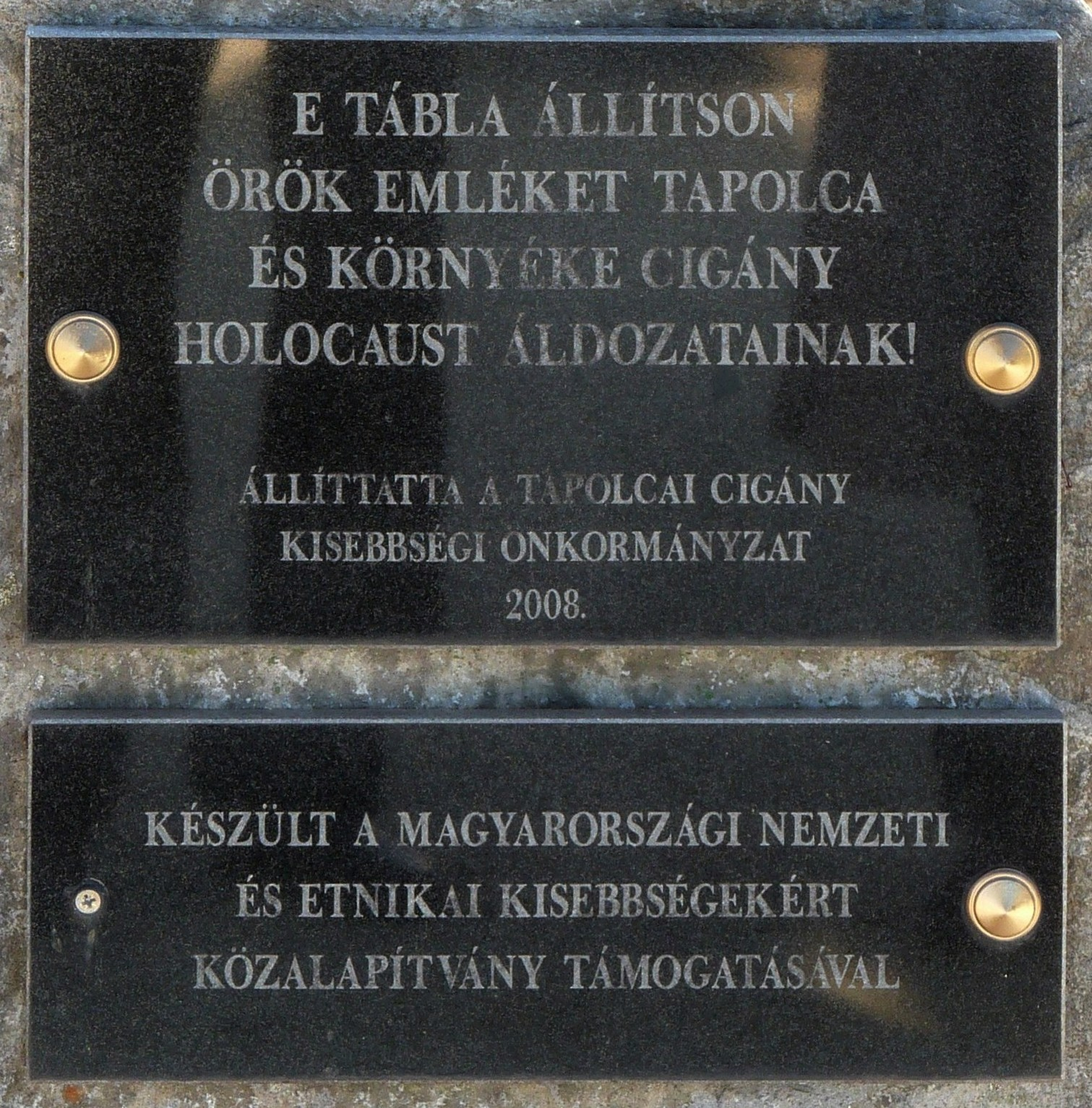
a cigány holokauszt áldozatai Dózsa György út 5.
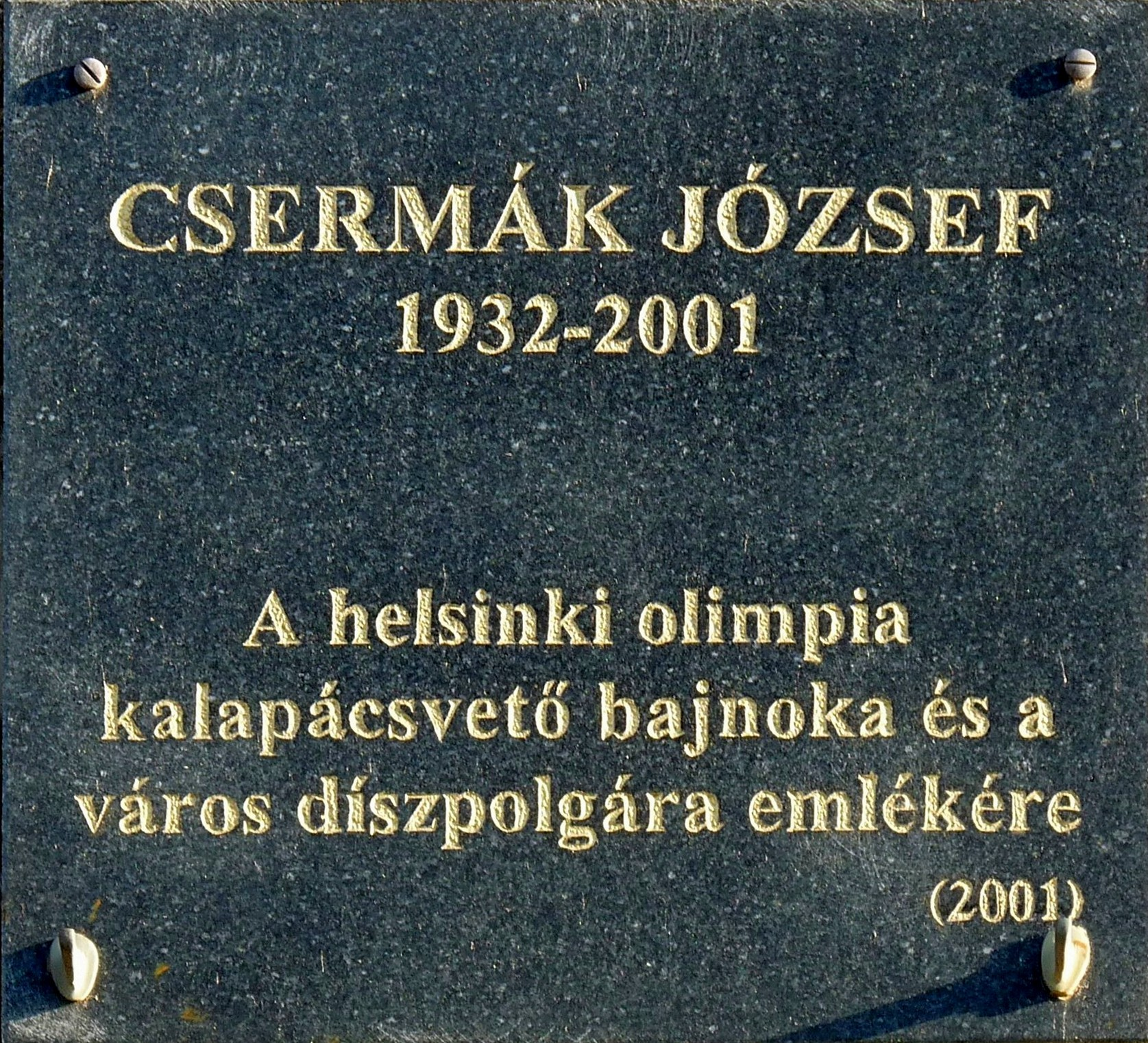
Csermák József Batsányi János tér
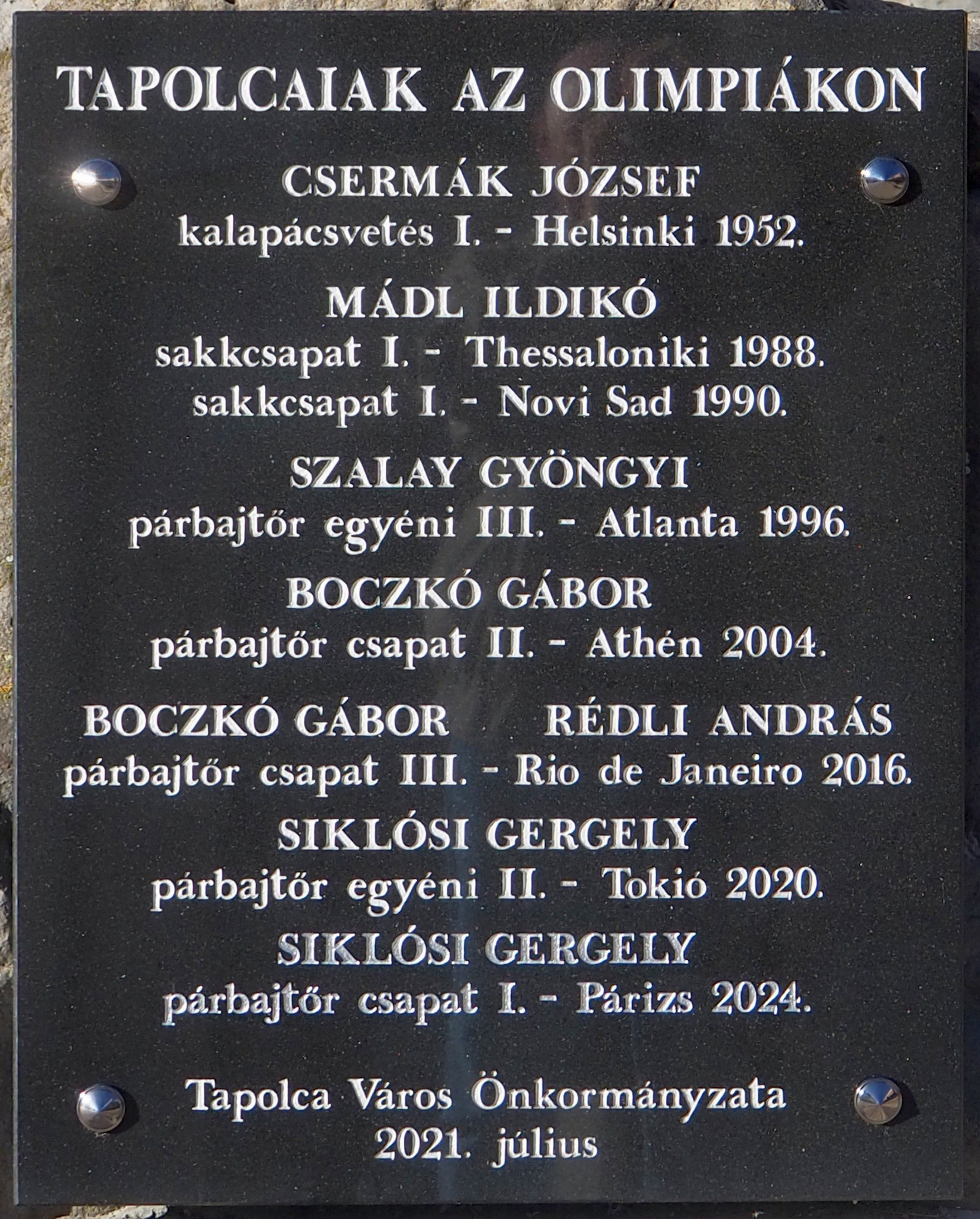
Csermák József Deák Ferenc utca 19.
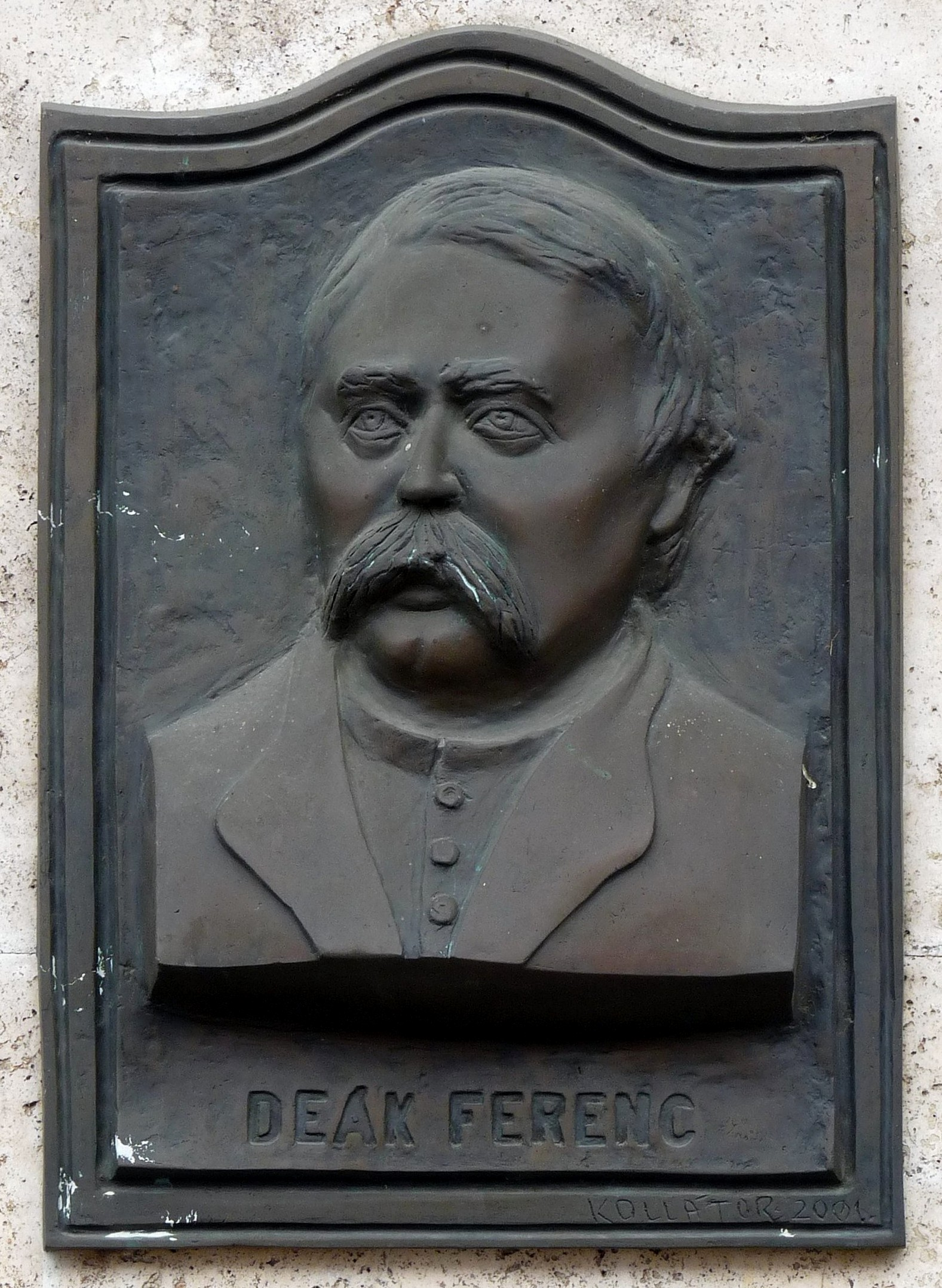
Deák Ferenc Deák Ferenc utca 21. alkotó: Kollátor János
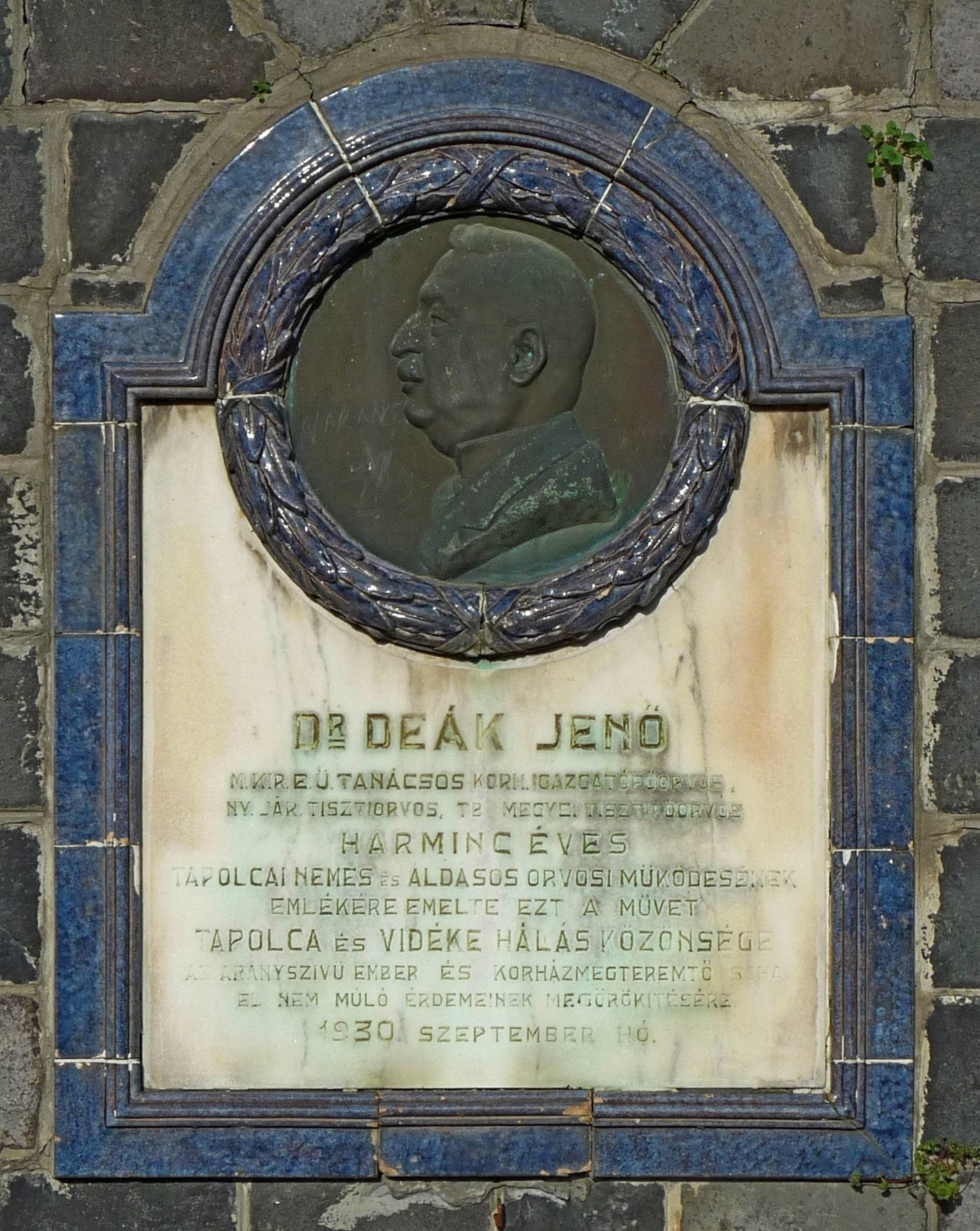
Deák Jenő Ady Endre utca 1. alkotó: Csiszár Gyula
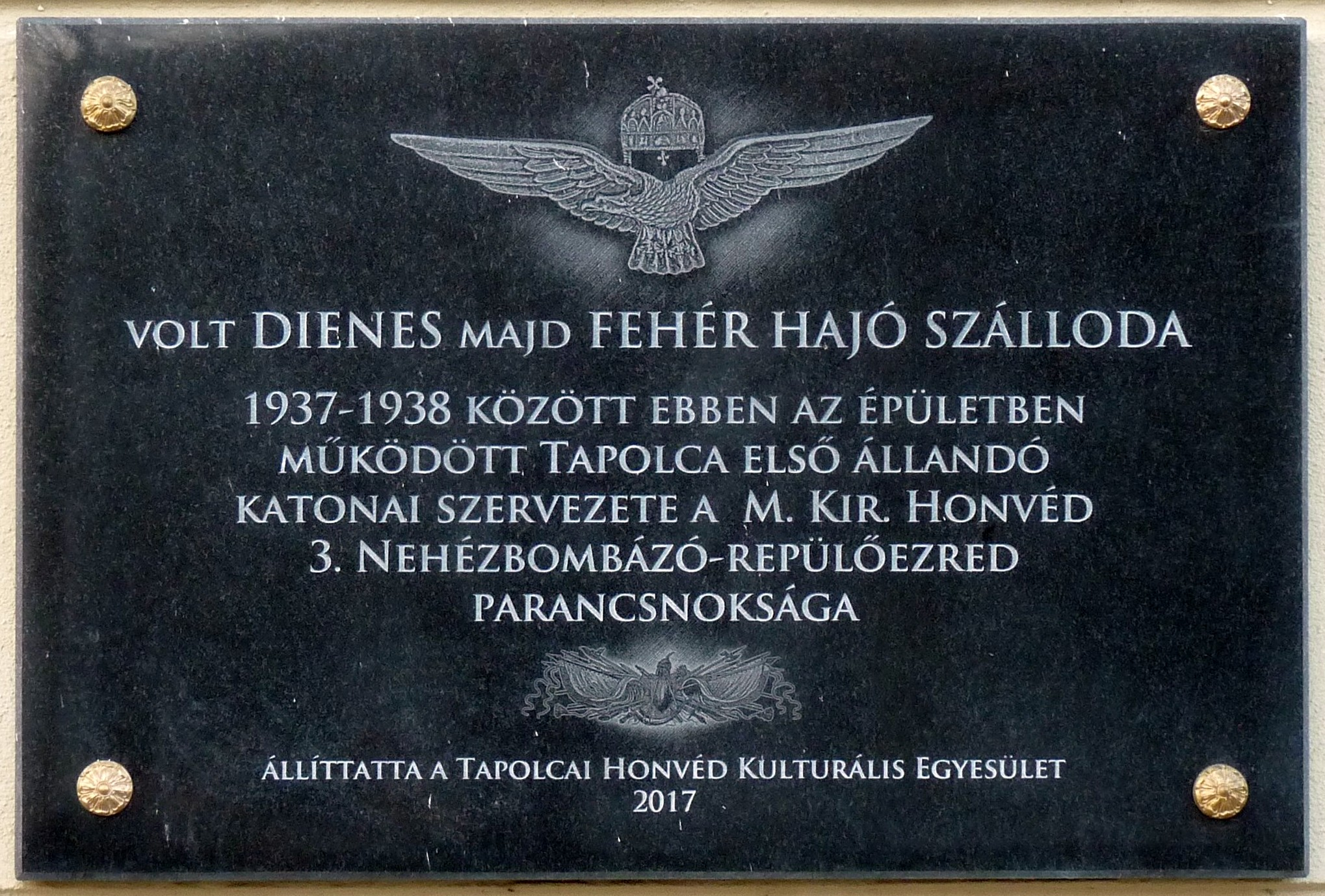
Fehér Hajó szálloda Hősök tere 15.
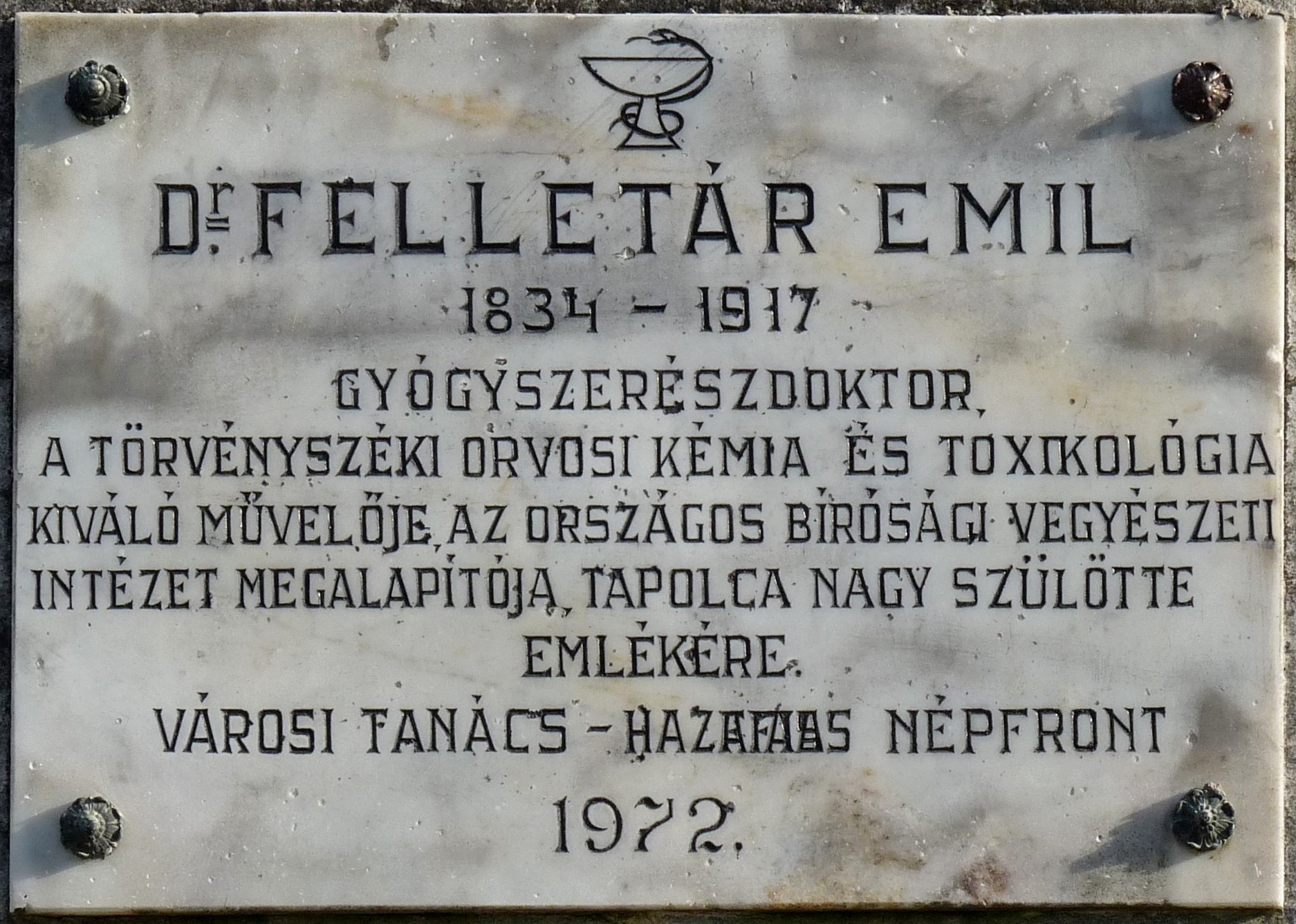
Felletár Emil Batsányi János tér
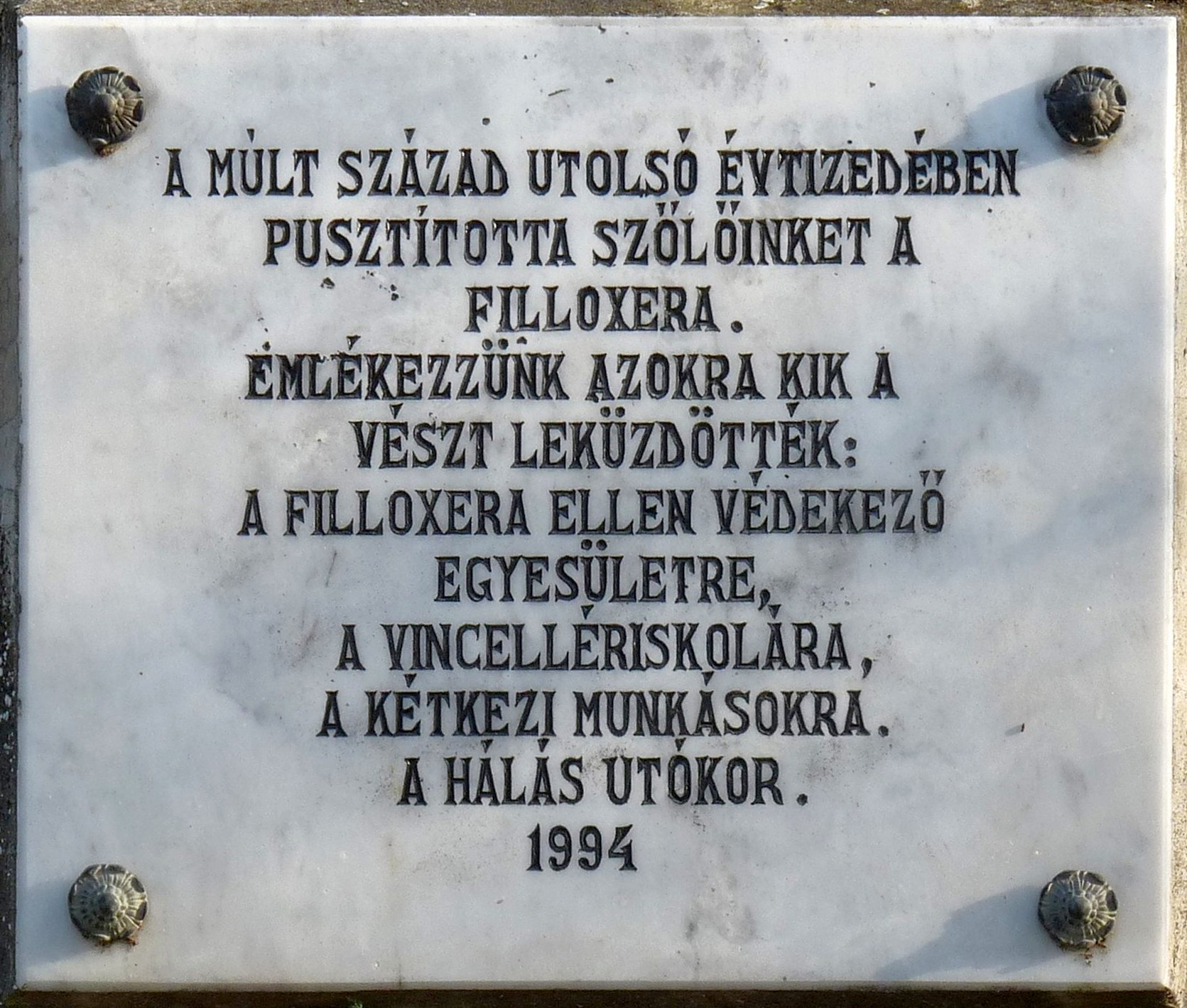
a filoxéra ellen küzdők Batsányi János tér alkotó: Gelencsér Ferenc
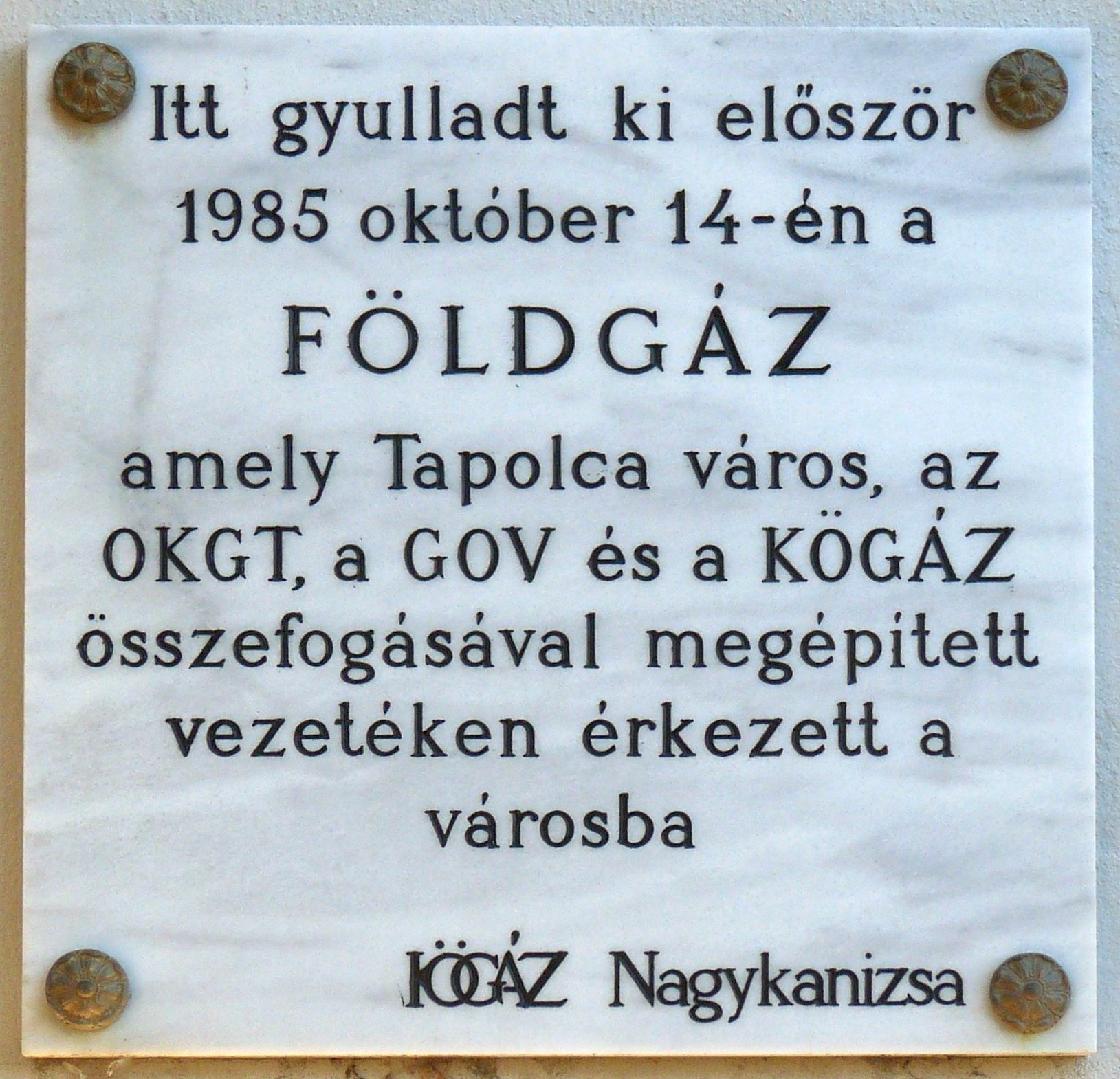
a földgáz bevezetése Móricz Zsigmond utca 8.
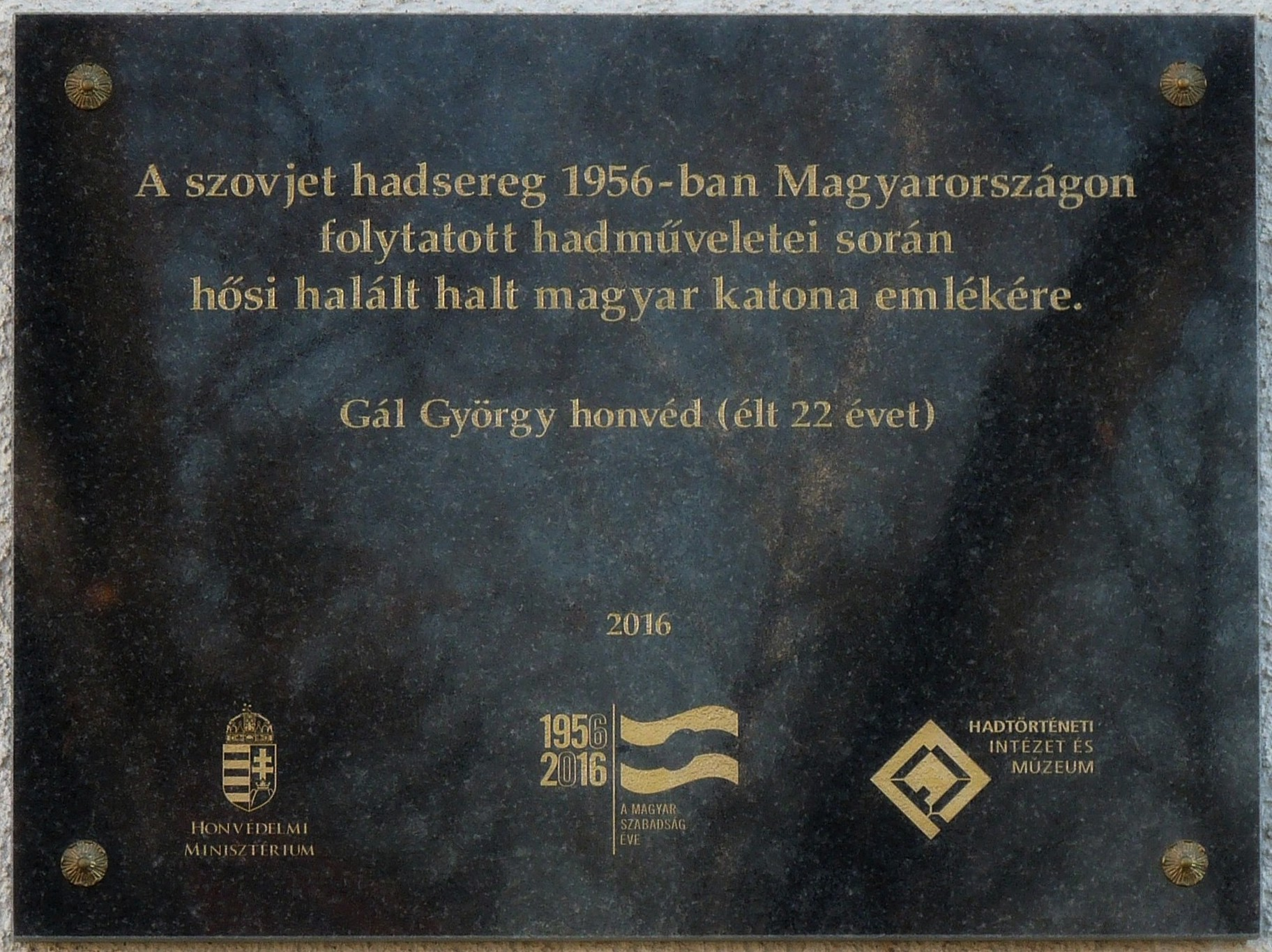
Gál György Ady Endre utca 1.
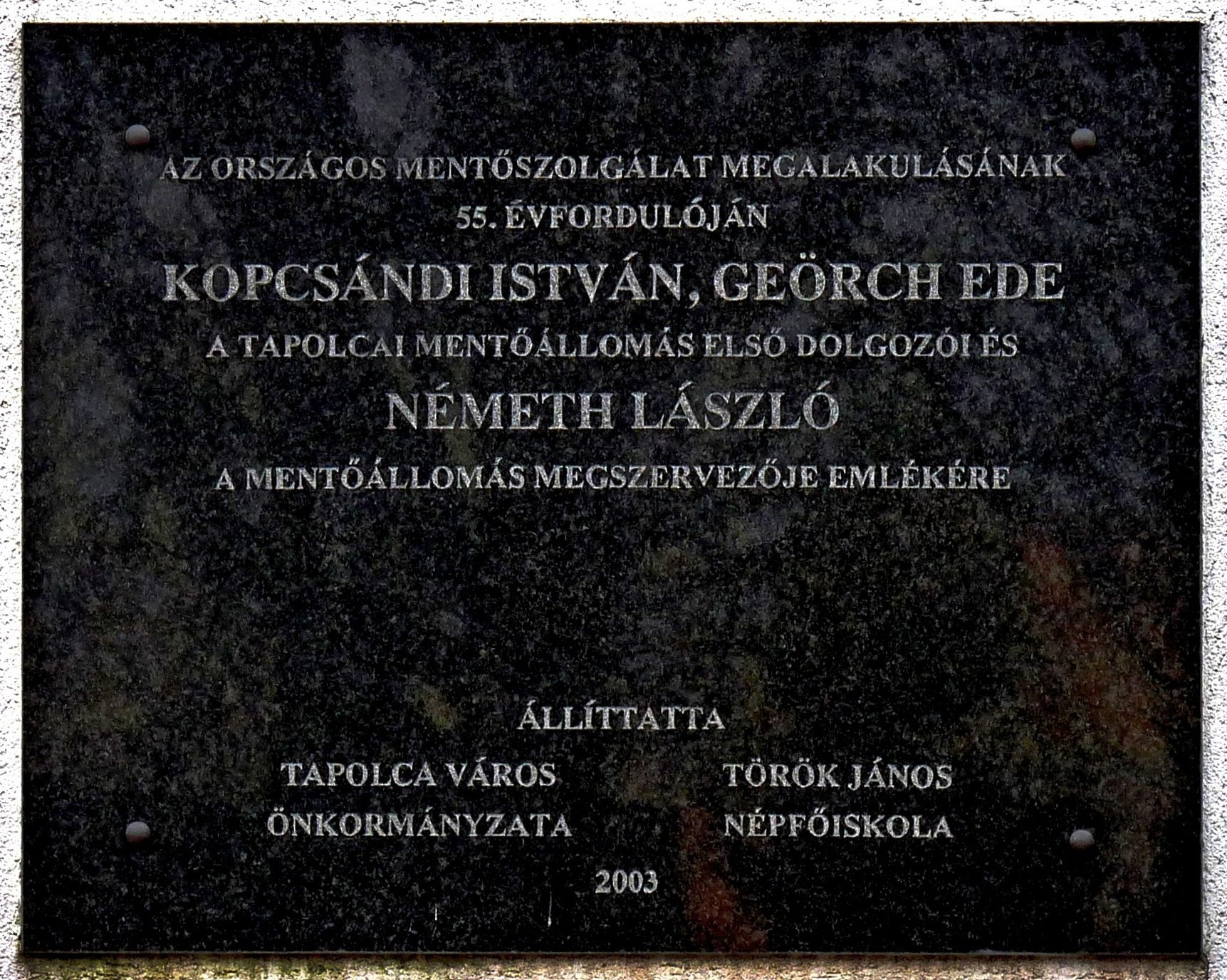
Geörch Ede Ady Endre utca 1.
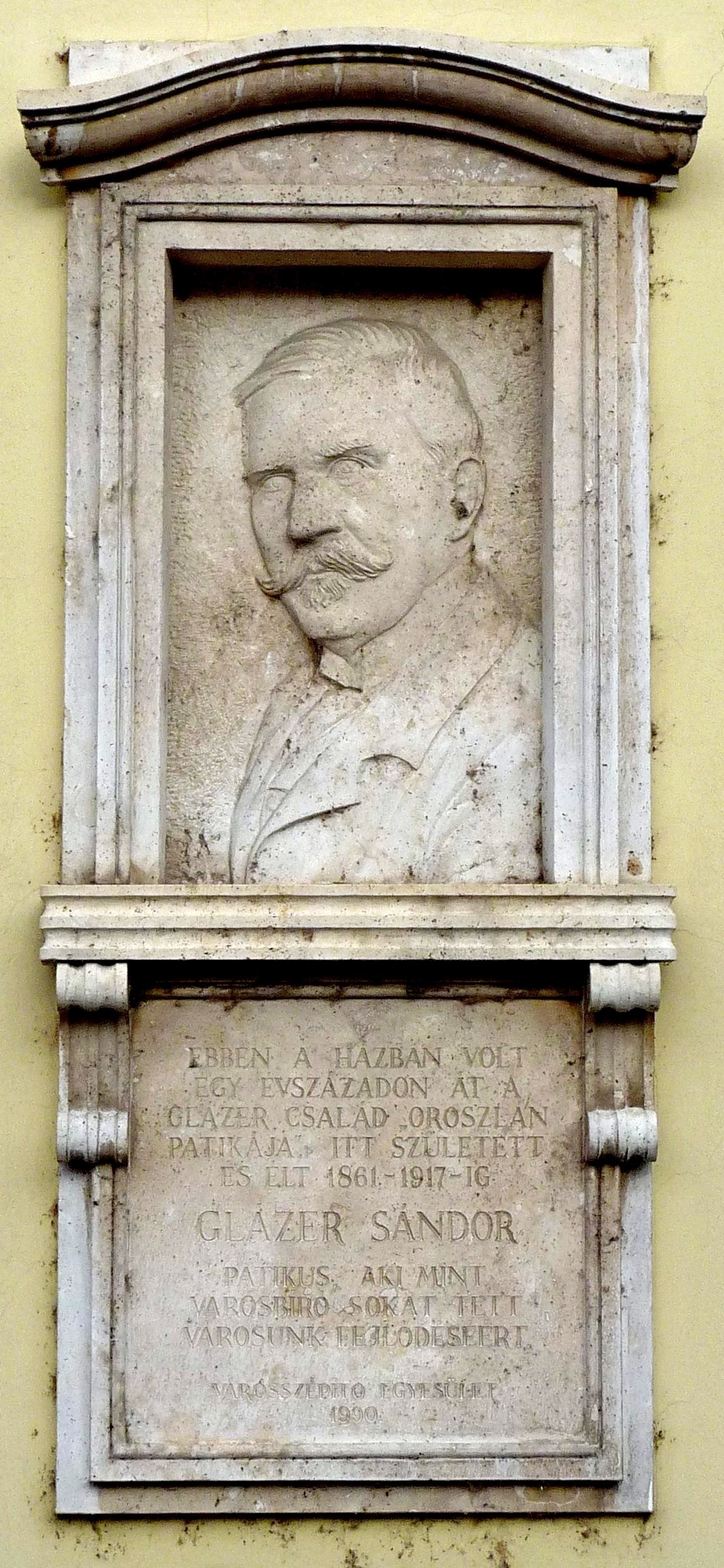
Glázer Sándor Fő tér 15. alkotó: Mayer István
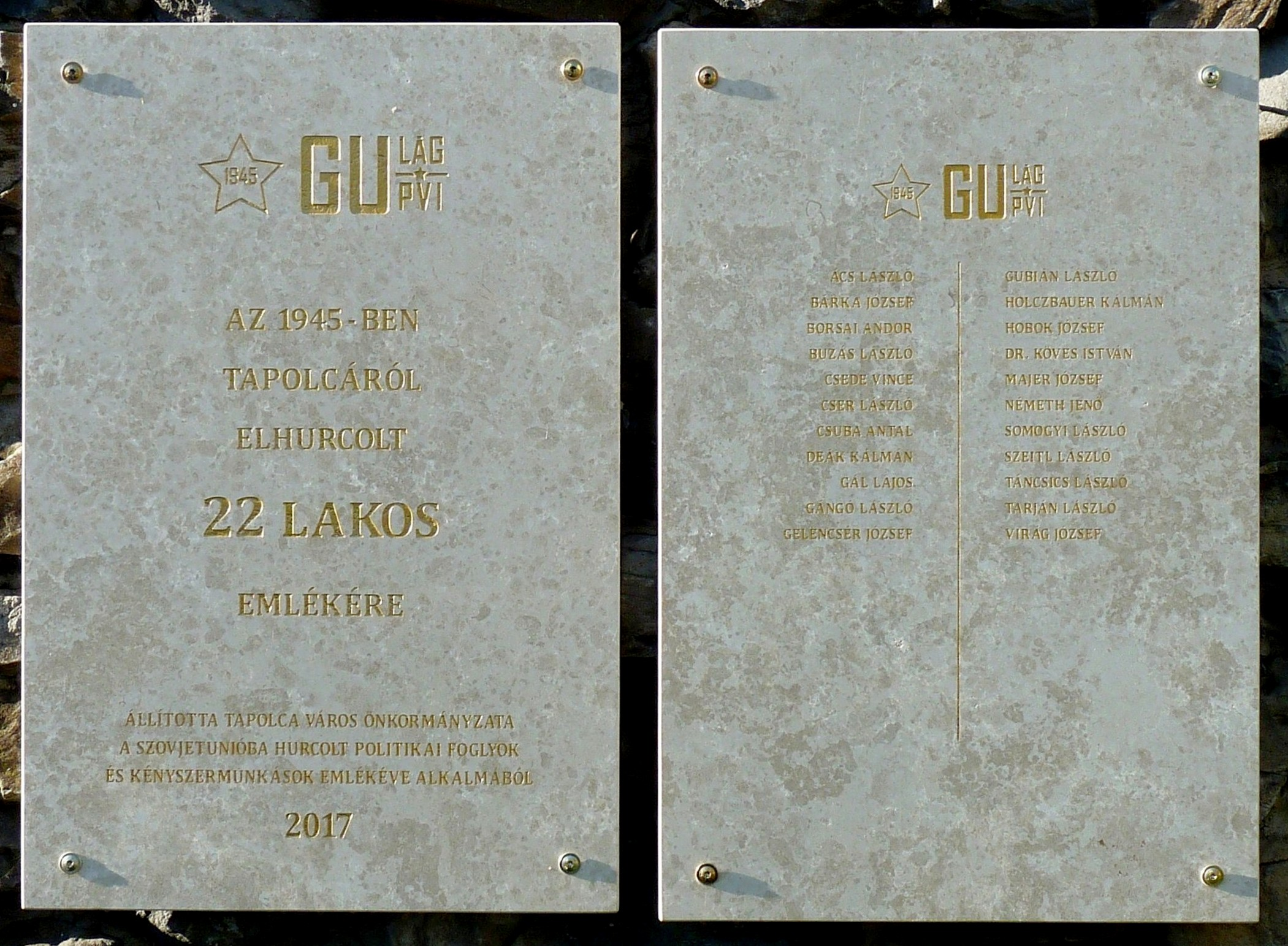
Gulagra hurcoltak Hősök tere
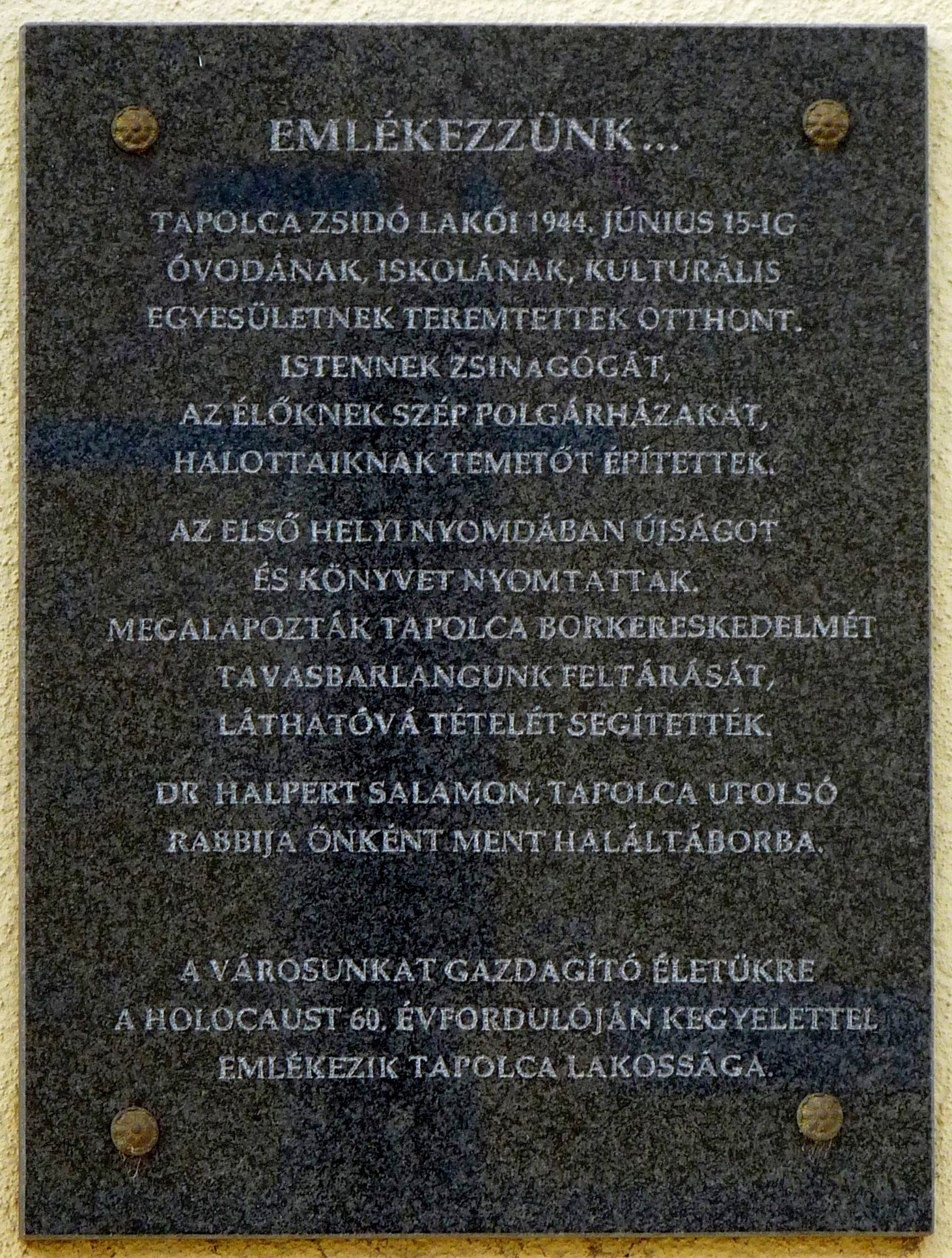
Halpert Salamon Kossuth Lajos utca 11.
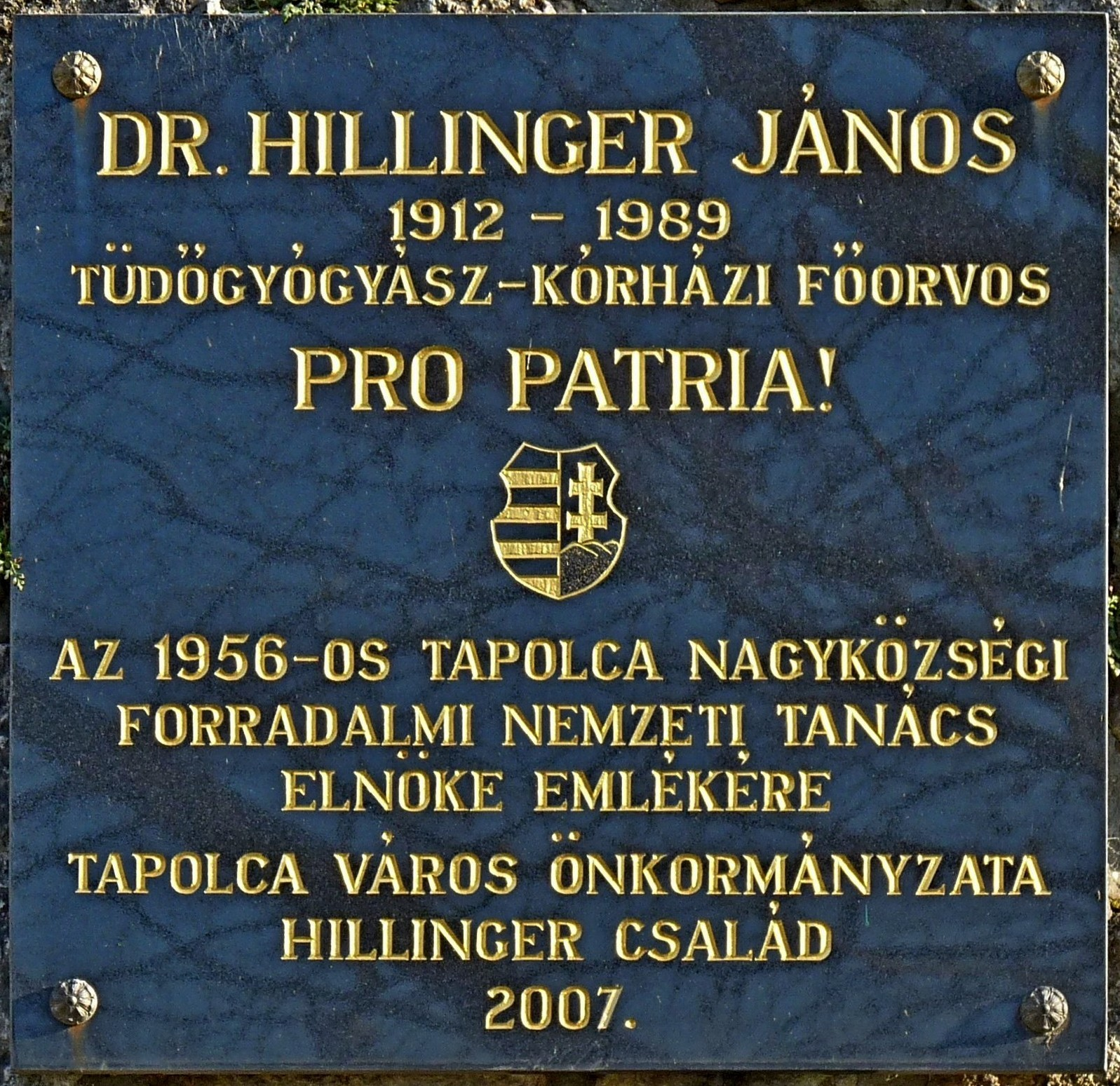
Hillinger János Batsányi János tér
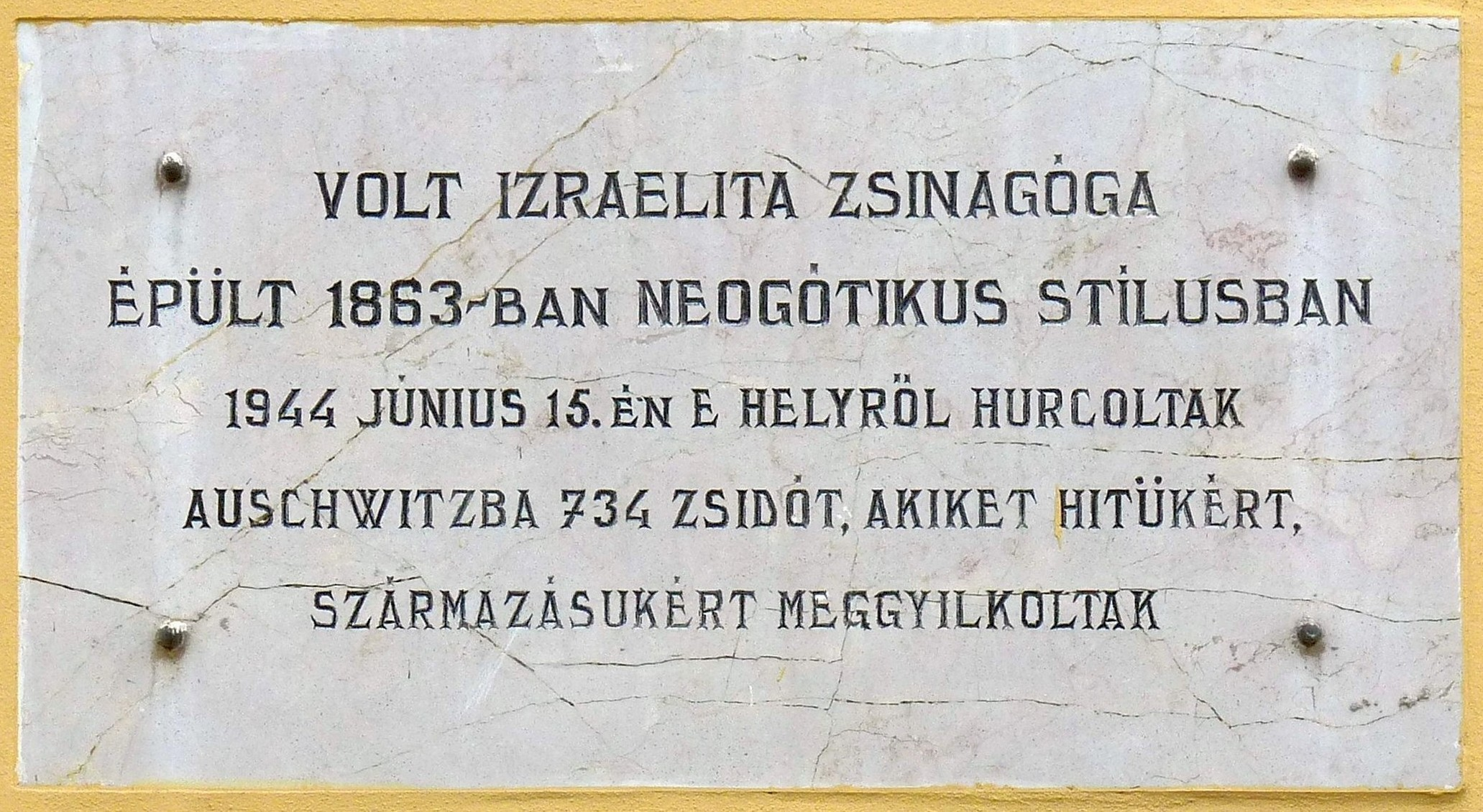
a holokauszt áldozatai Iskola utca
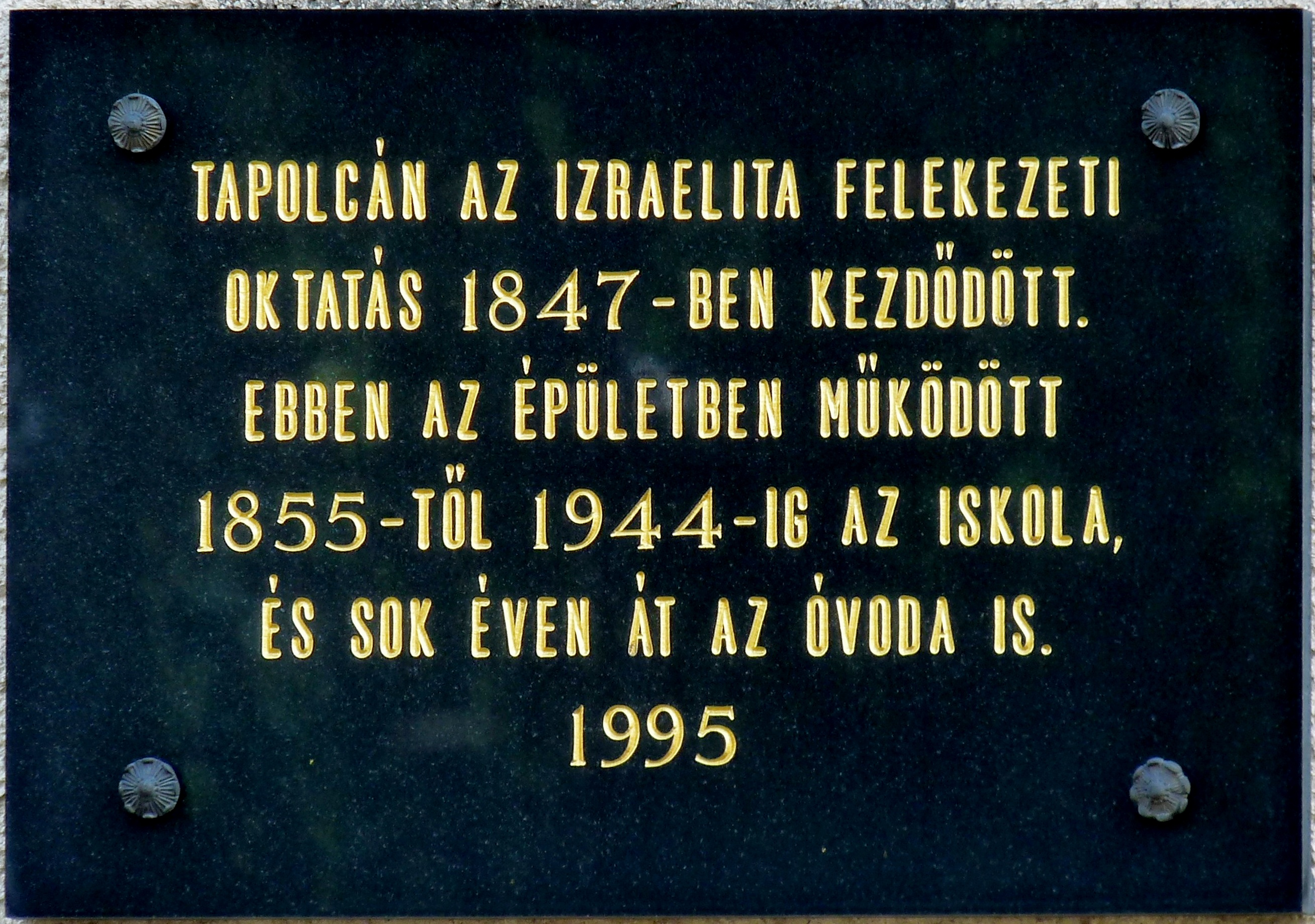
izraelita felekezeti iskola és óvoda Iskola utca 5.
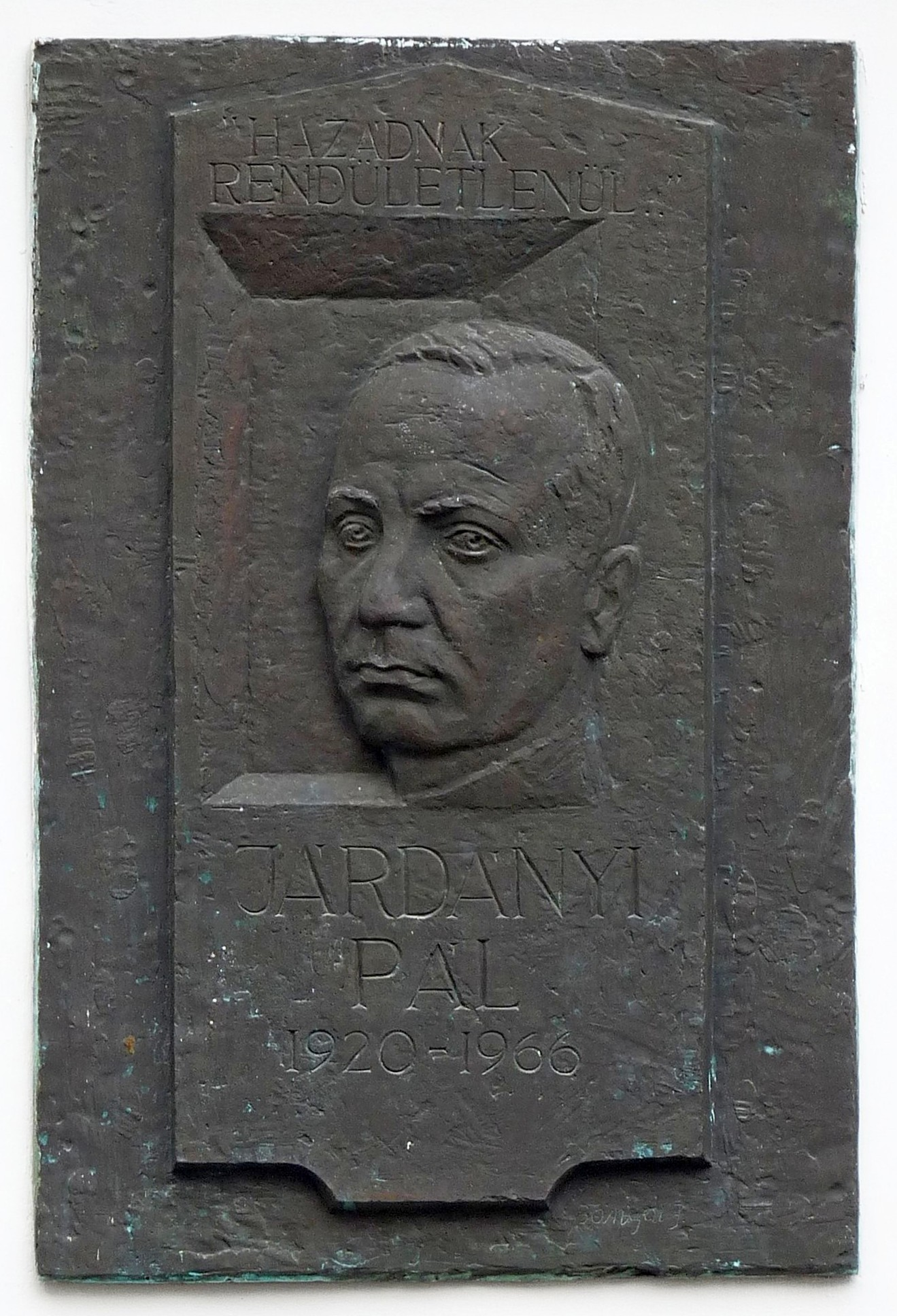
Járdányi Pál Deák Ferenc utca 16. alkotó: Bányai József
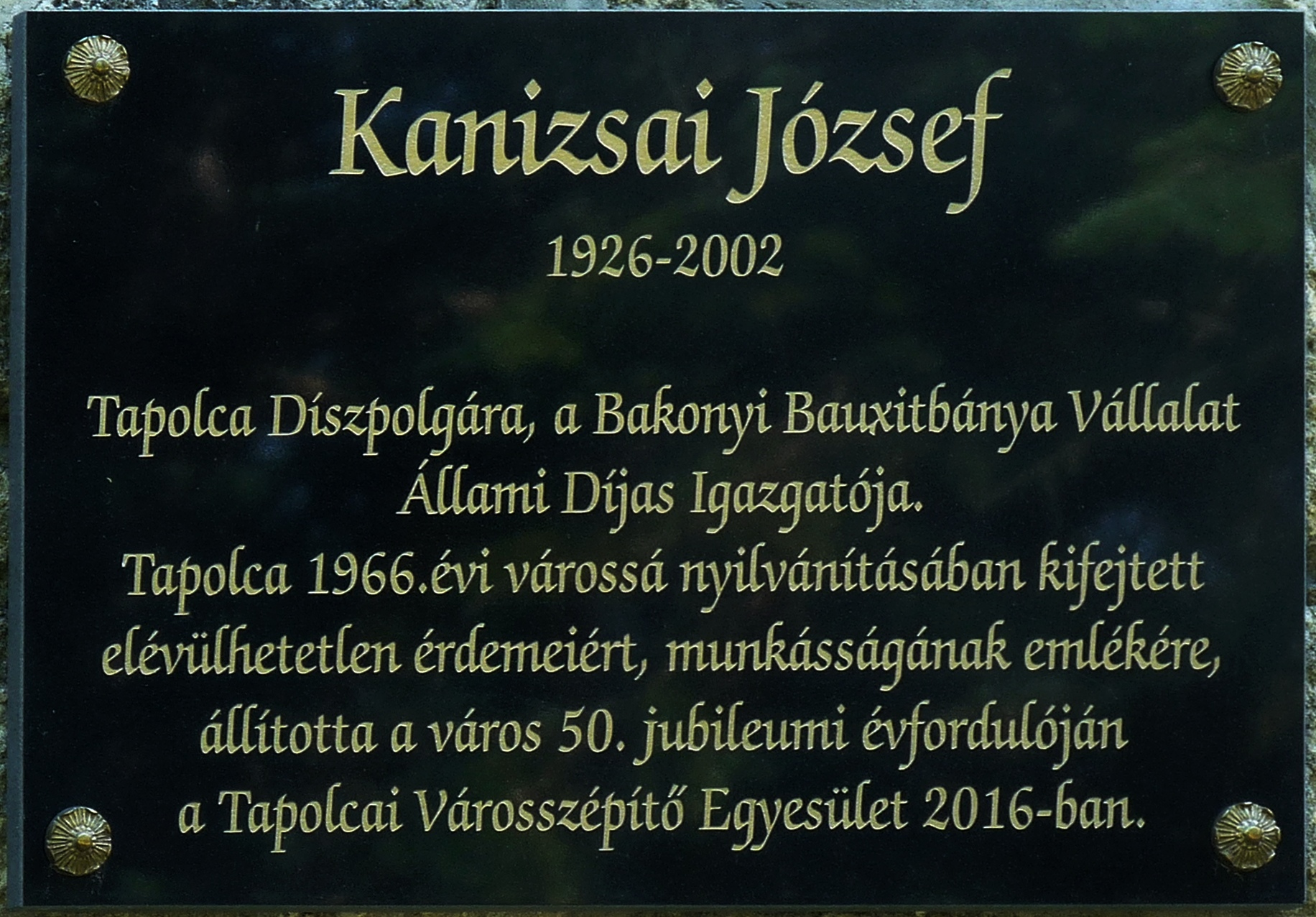
Kanizsai József Batsányi János tér
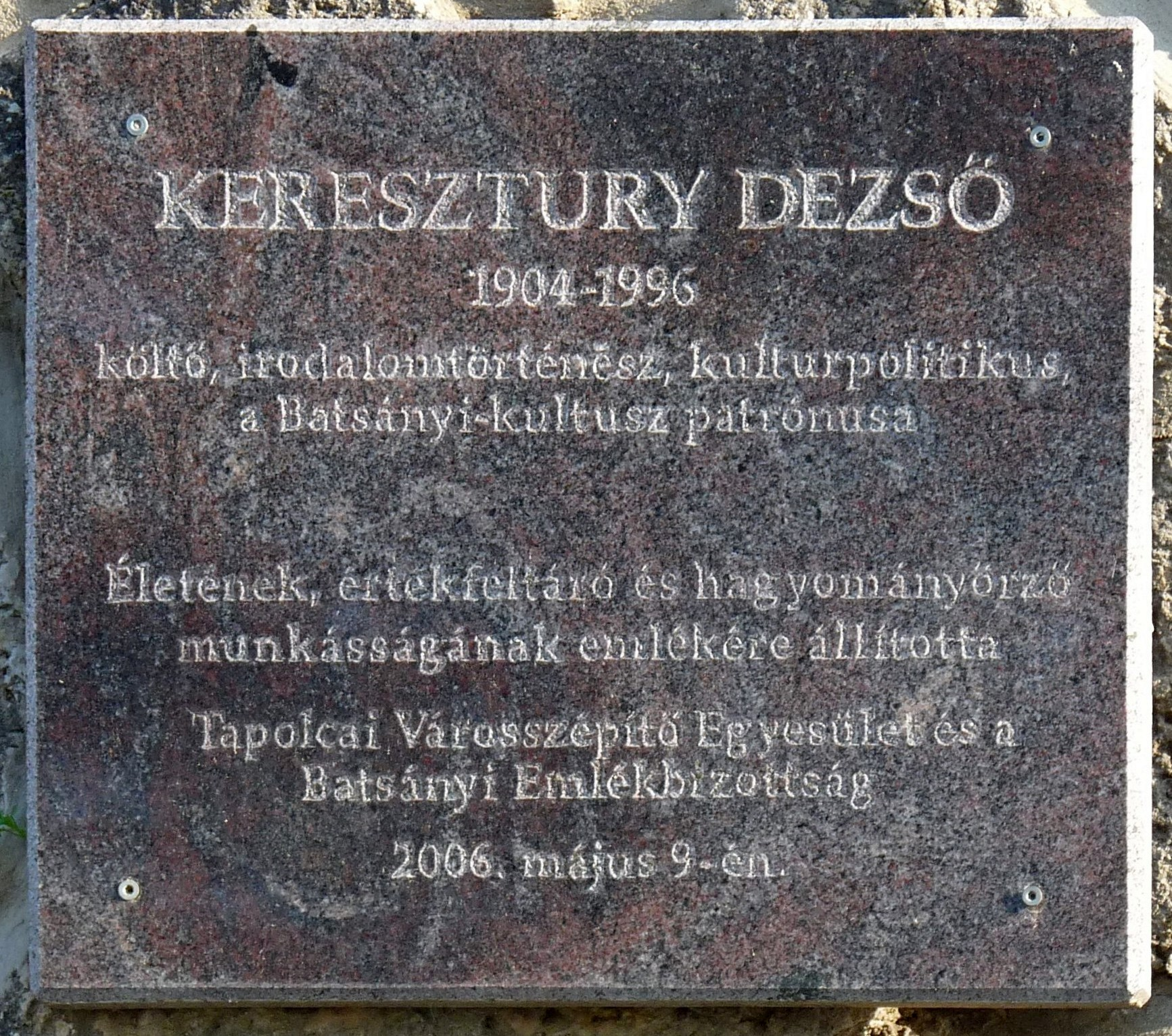
Keresztury Dezső Batsányi János tér
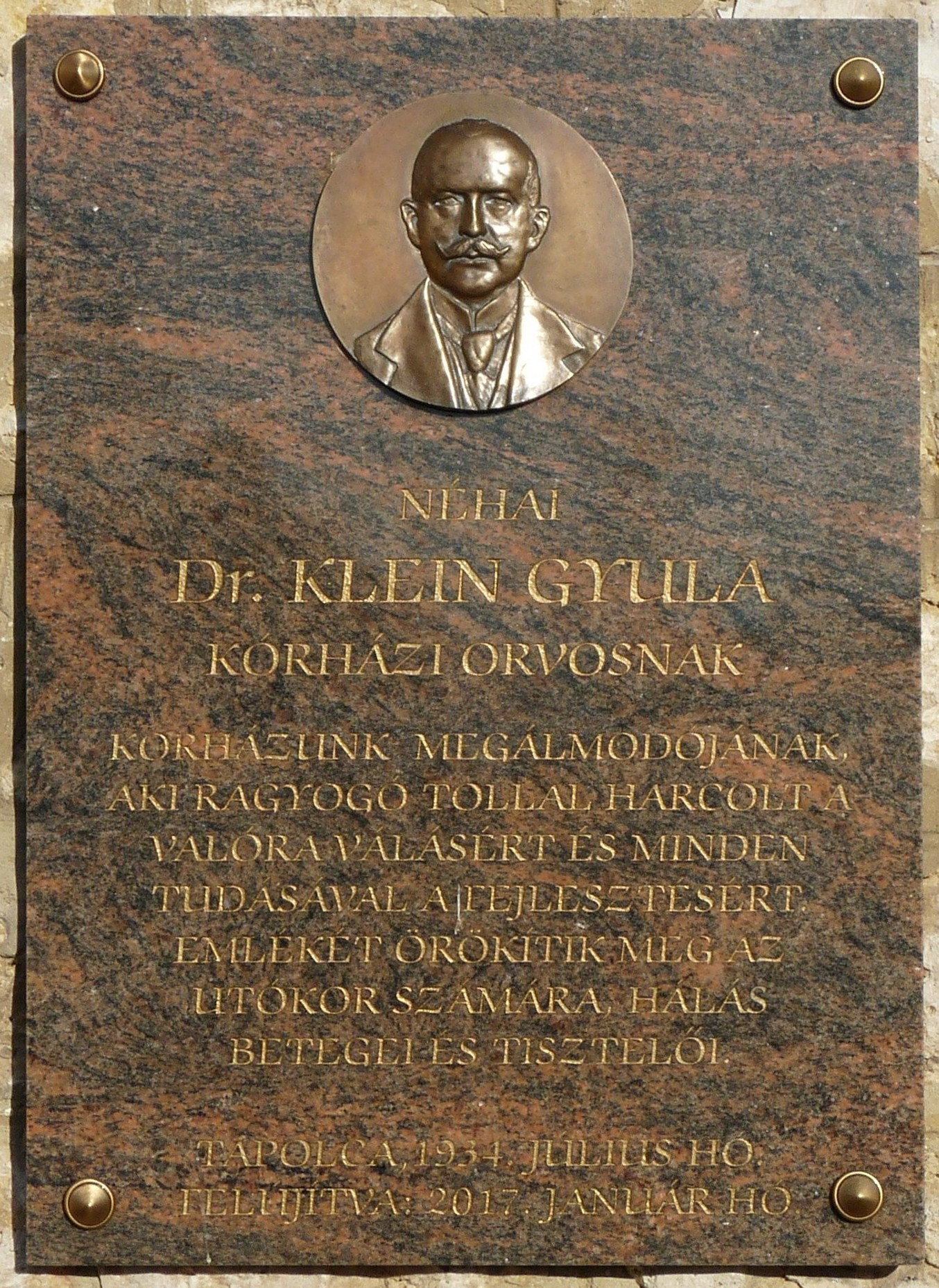
Klein Gyula Ady Endre utca 1. alkotó: Gerenday Béla
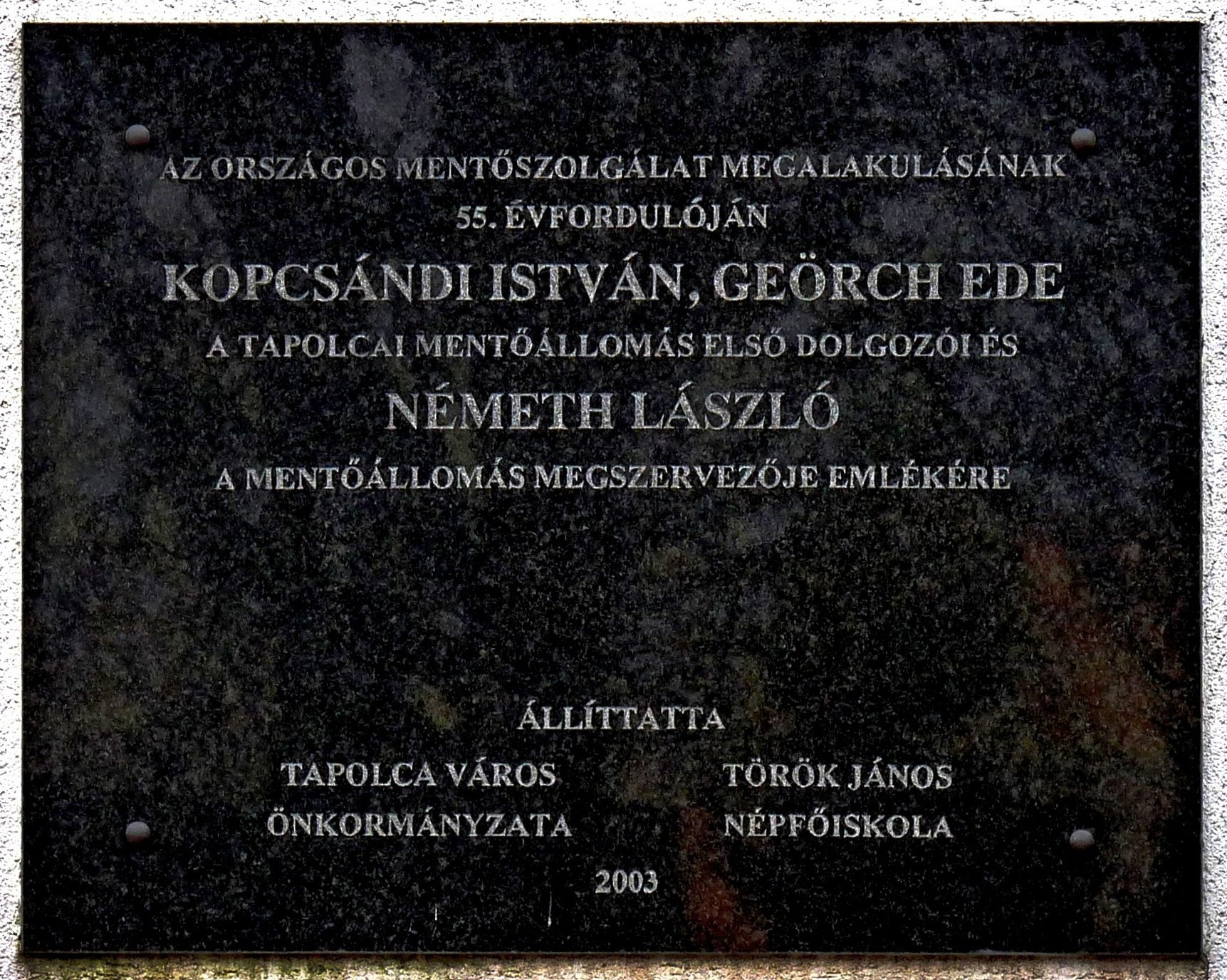
Kopcsándi István Ady Endre utca 1.
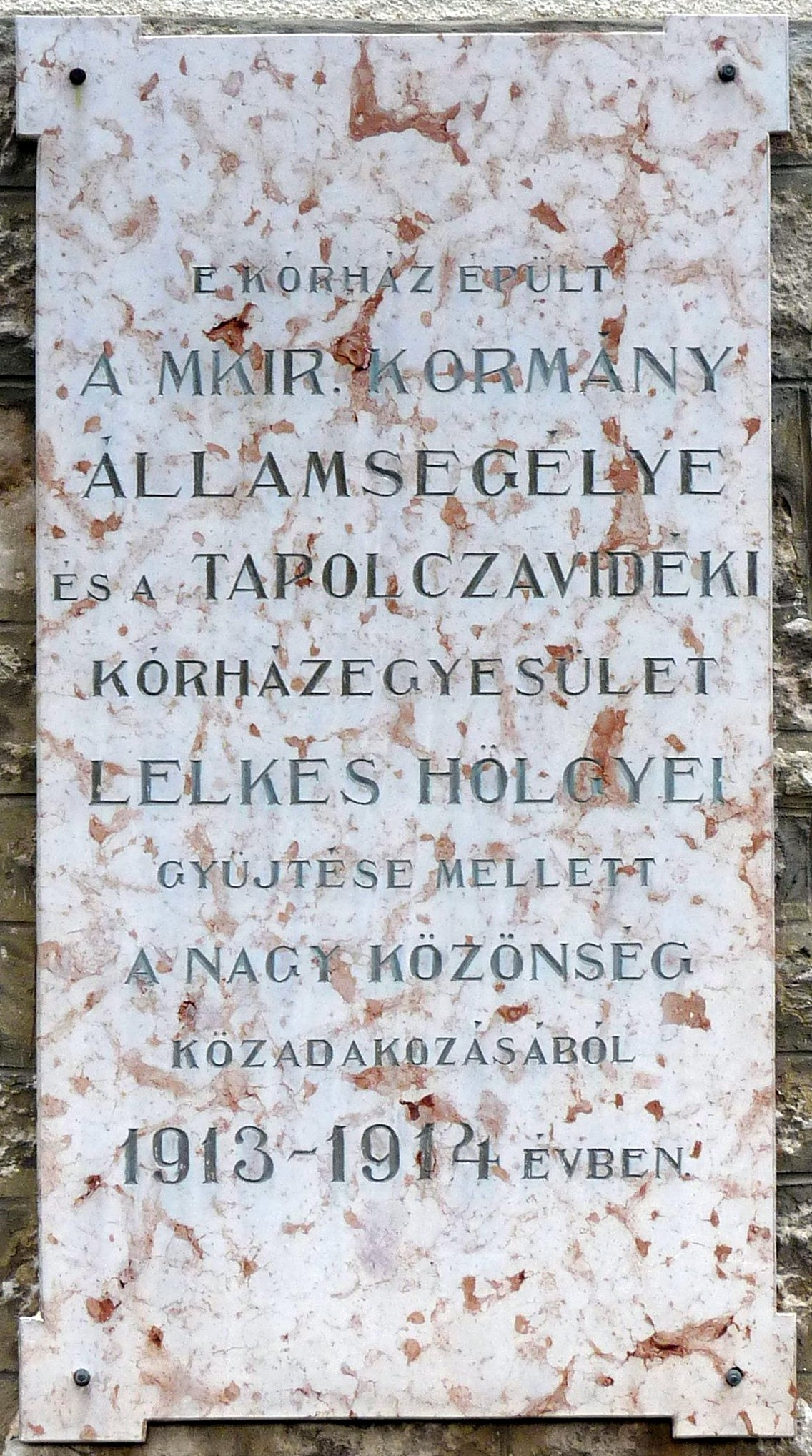
kórházépítés Ady Endre utca 1.
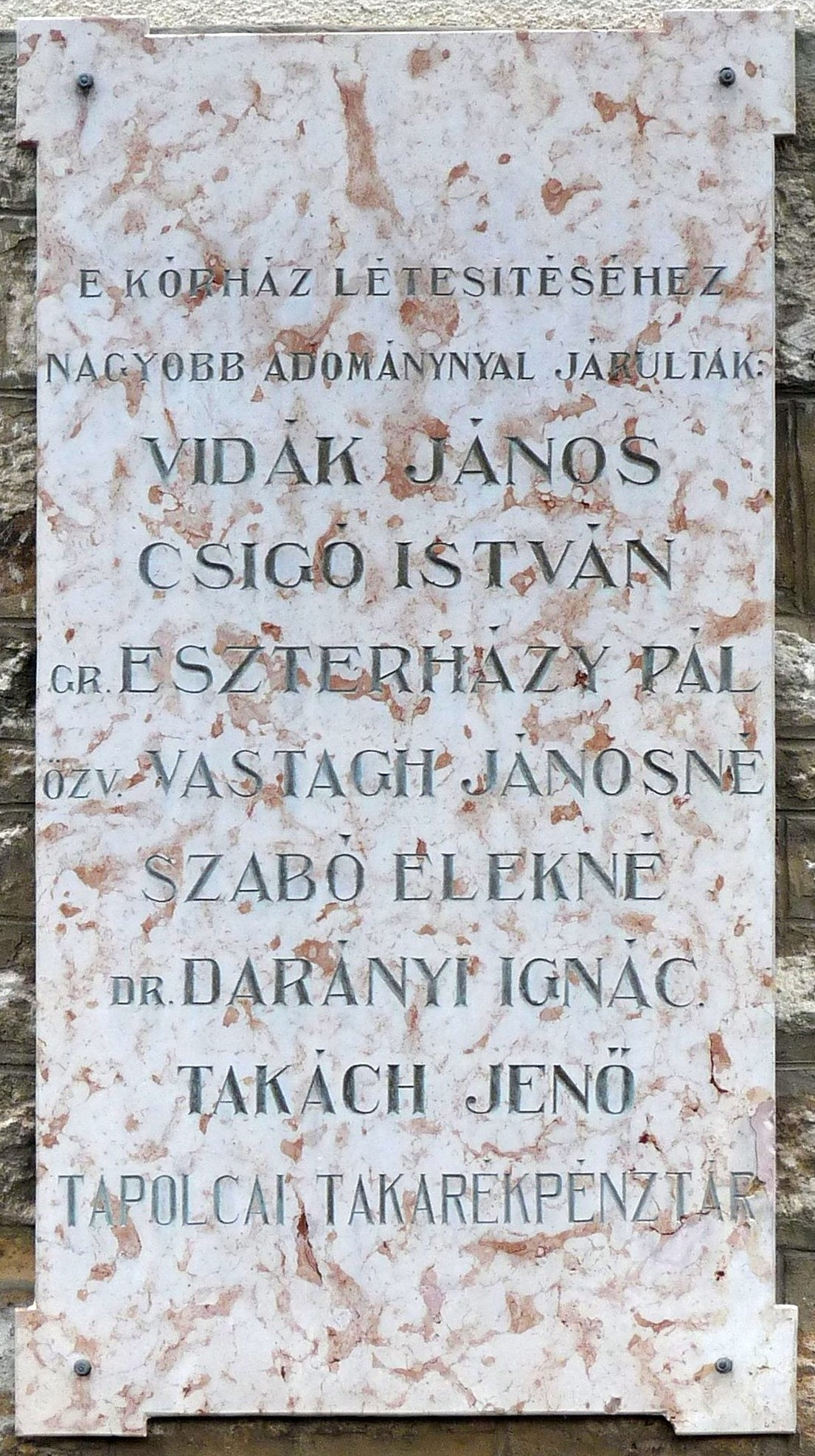
kórházépítésre adományozók Ady Endre utca 1.
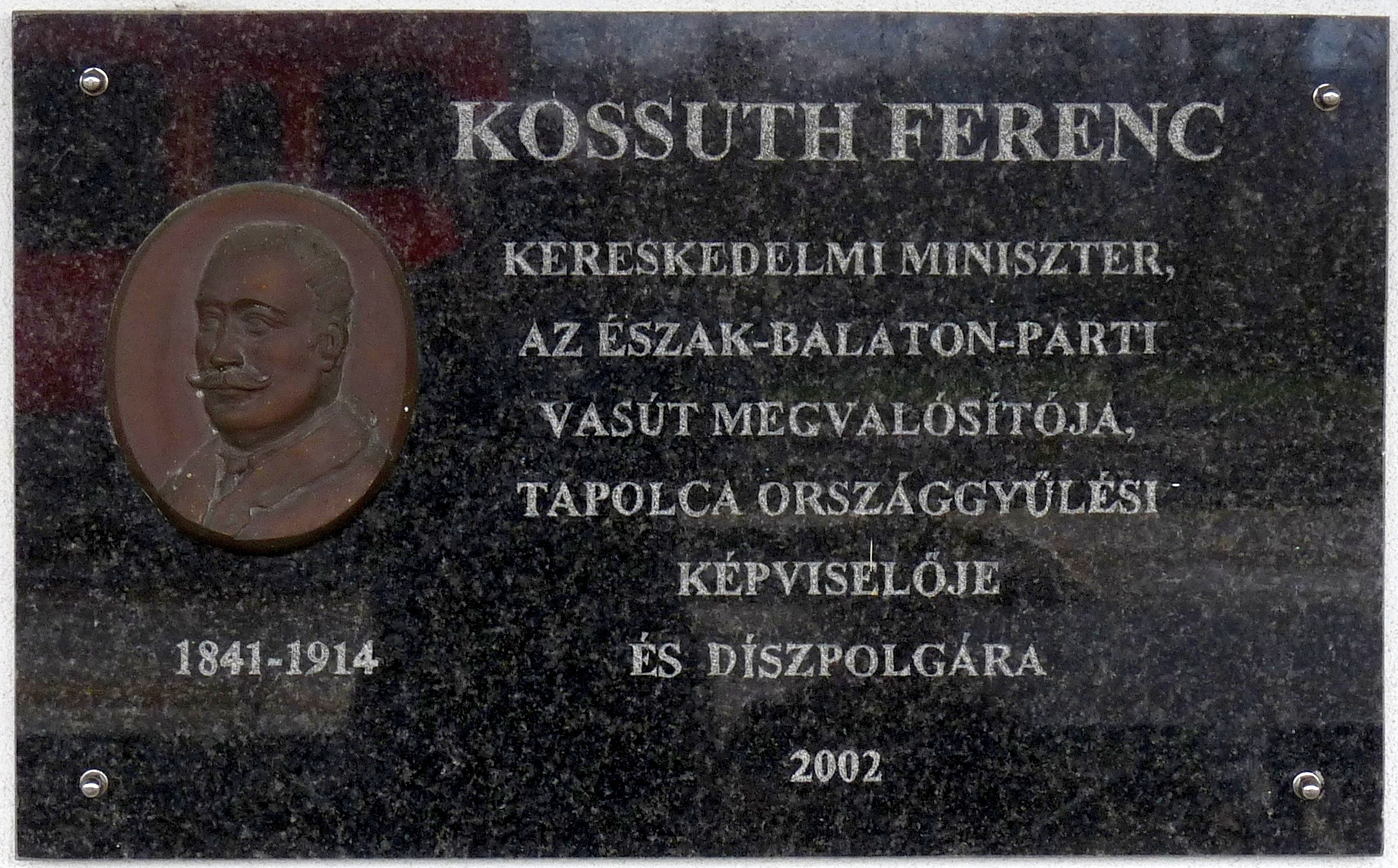
Kossuth Ferenc[1] Dózsa György út 7. alkotó: Tóth József
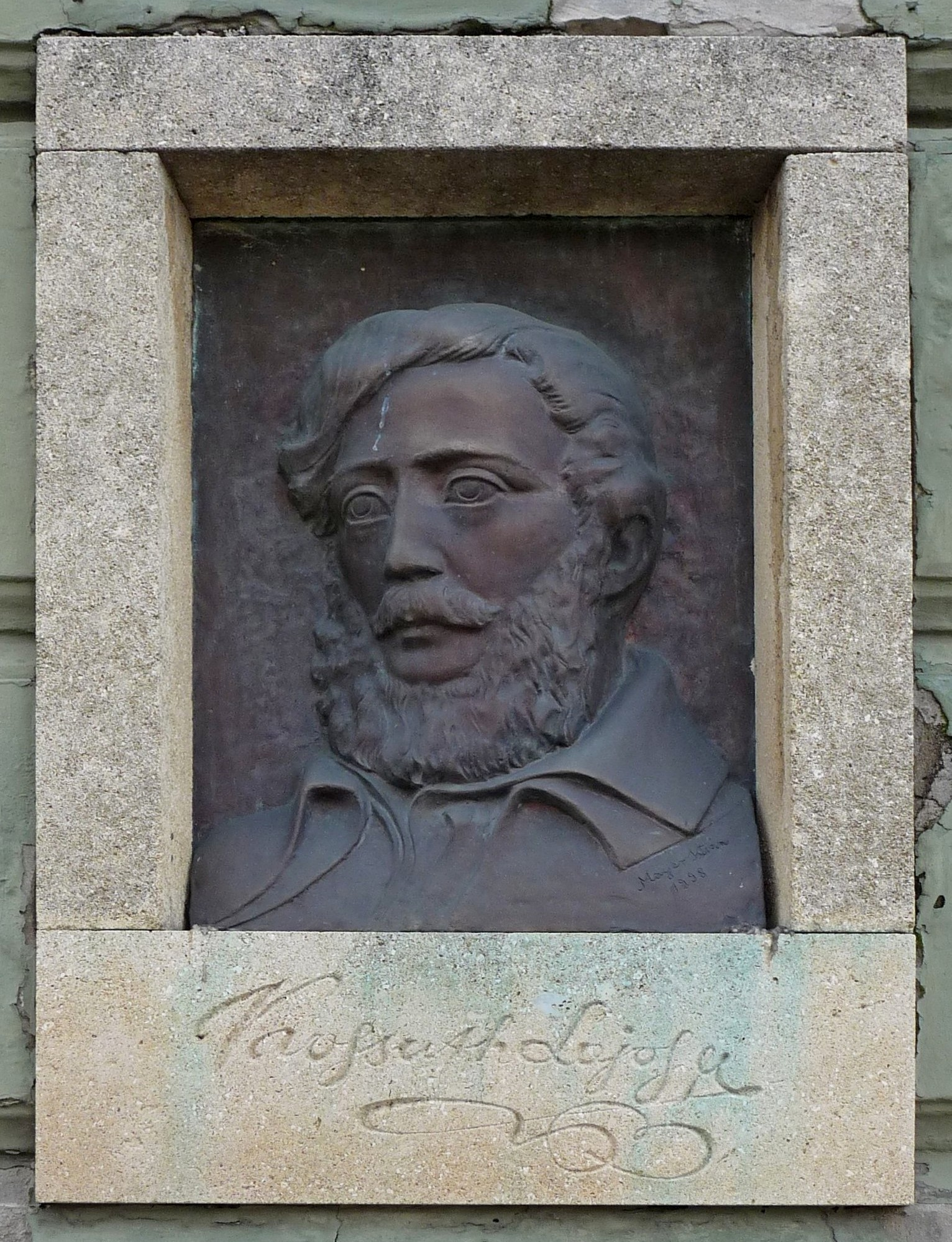
Kossuth Lajos Kossuth Lajos utca 1. alkotó: Mayer István
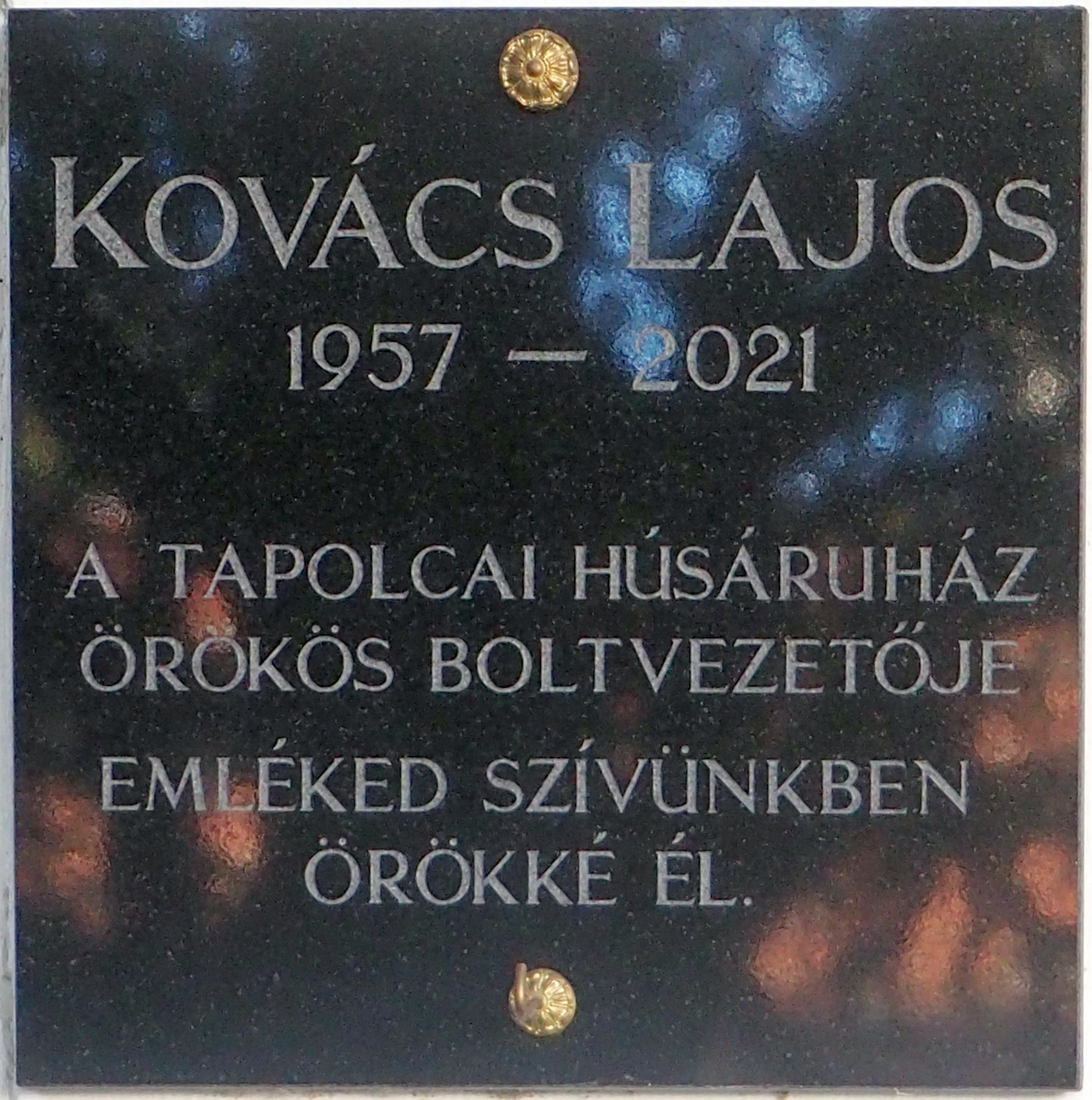
Kovács Lajos Batsányi János utca 5.
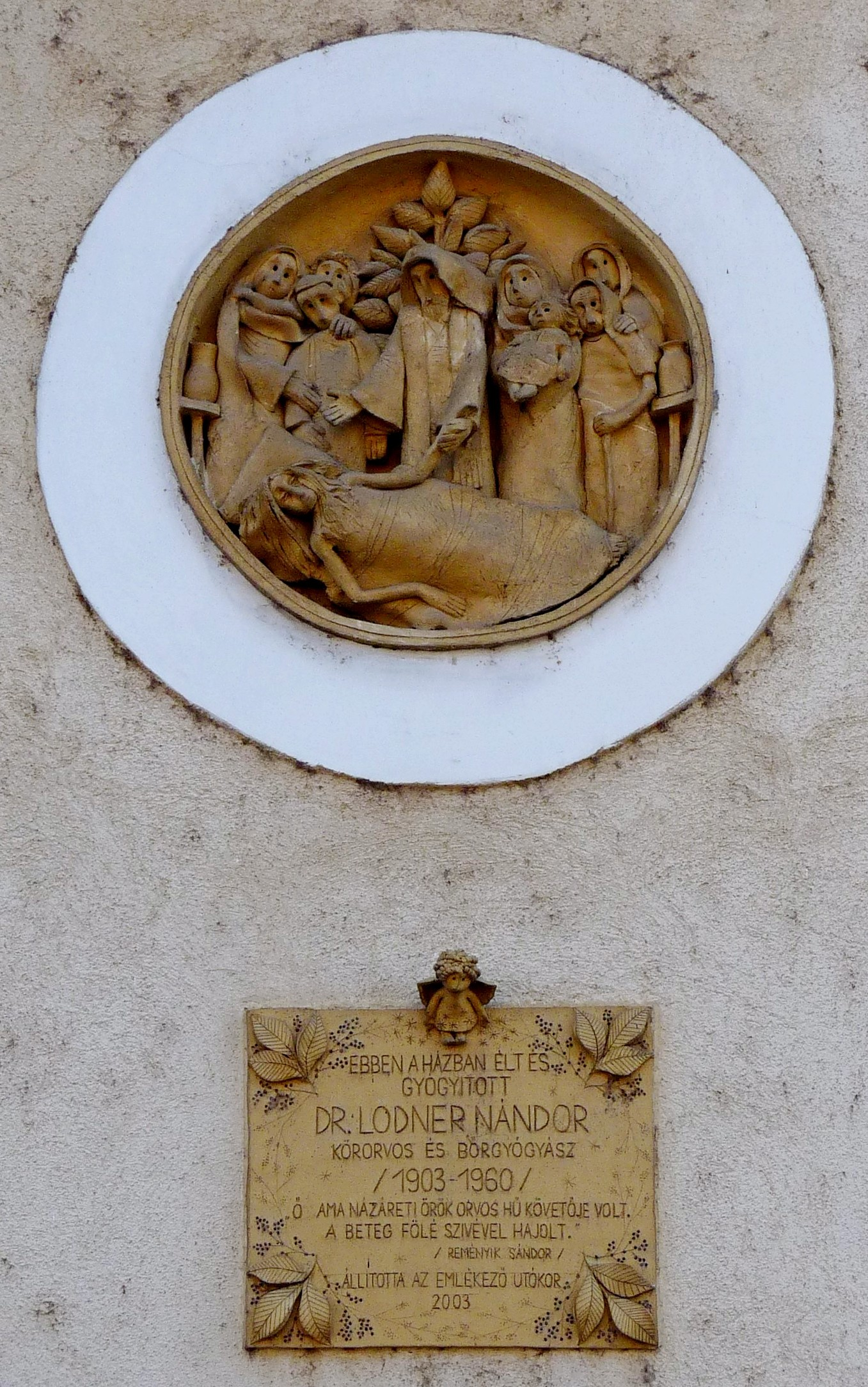
Lodner Nándor Csobánc utca 5. alkotó: Csavlek Etelka
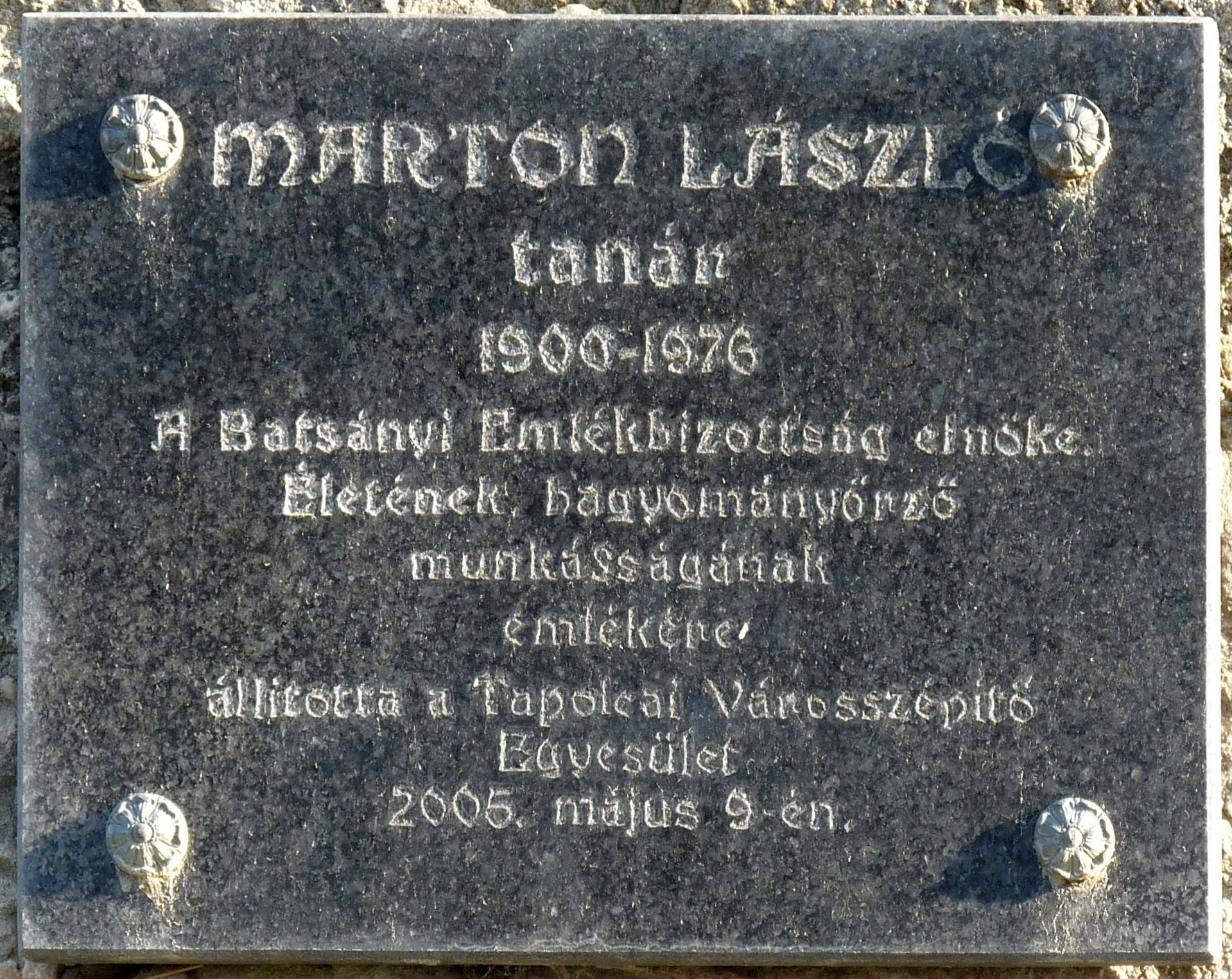
Marton László Batsányi János tér
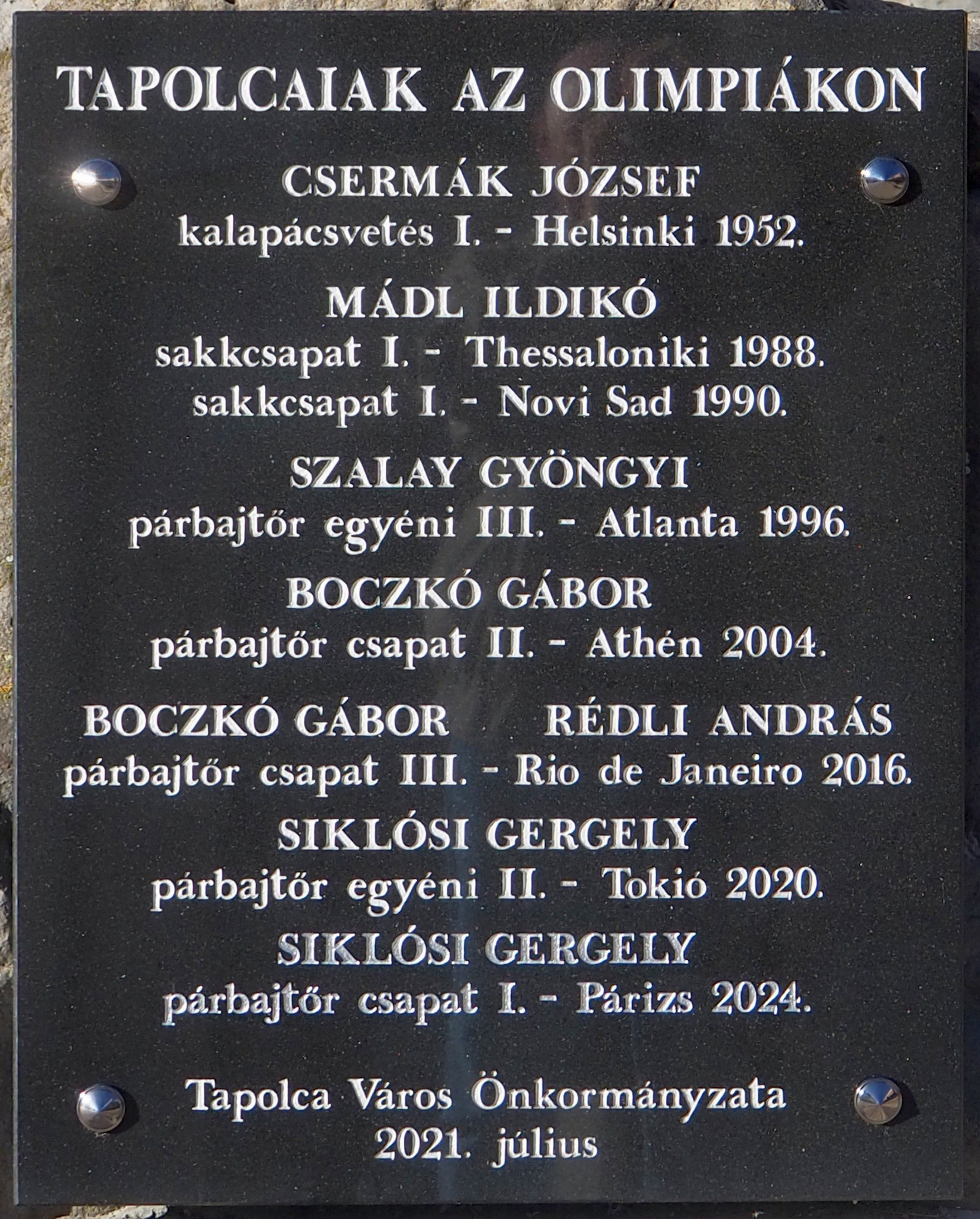
Mádl Ildikó Deák Ferenc utca 19.
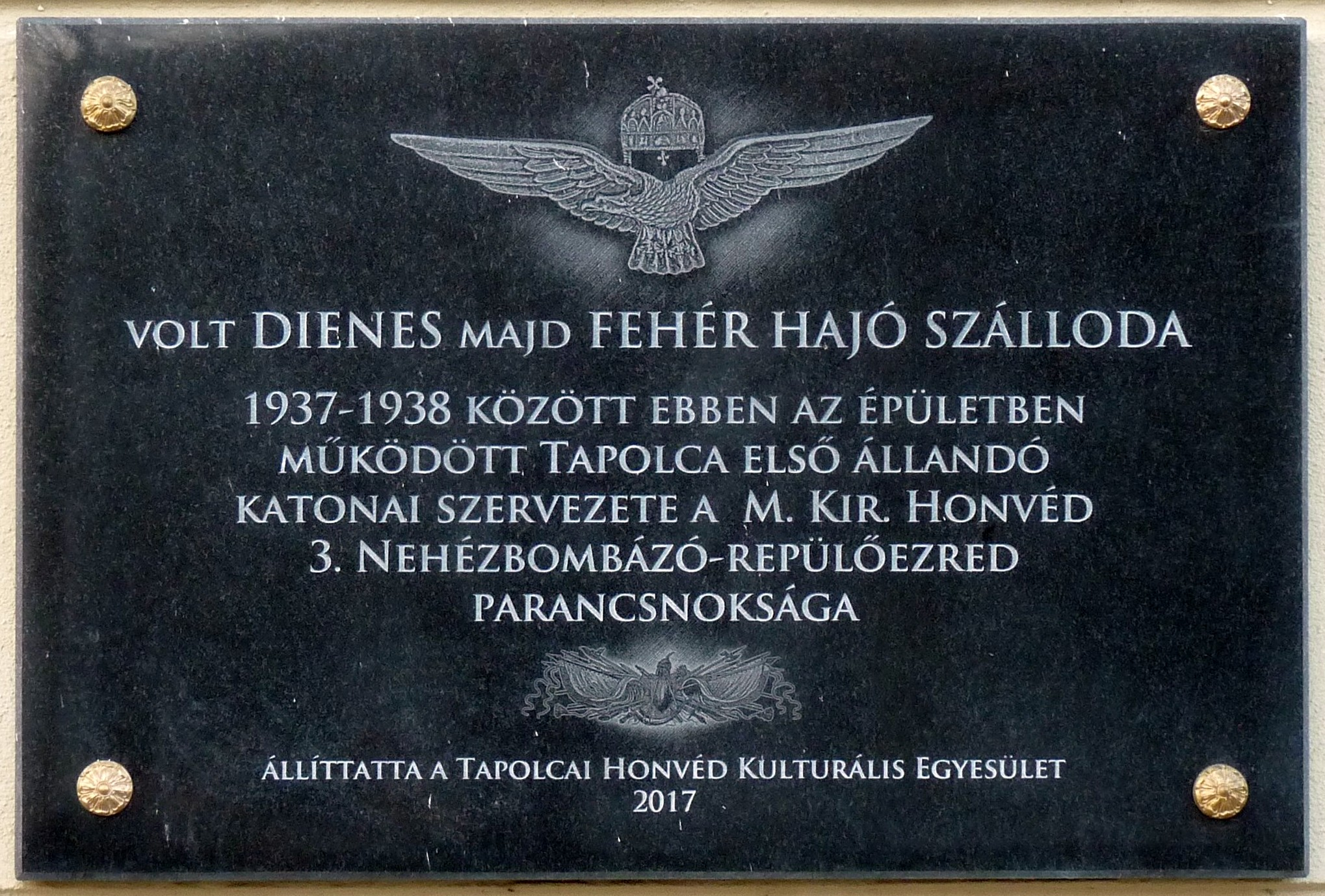
M. kir. honvéd 3. nehézbombázó repülőezred parancsnoksága Hősök tere 15.
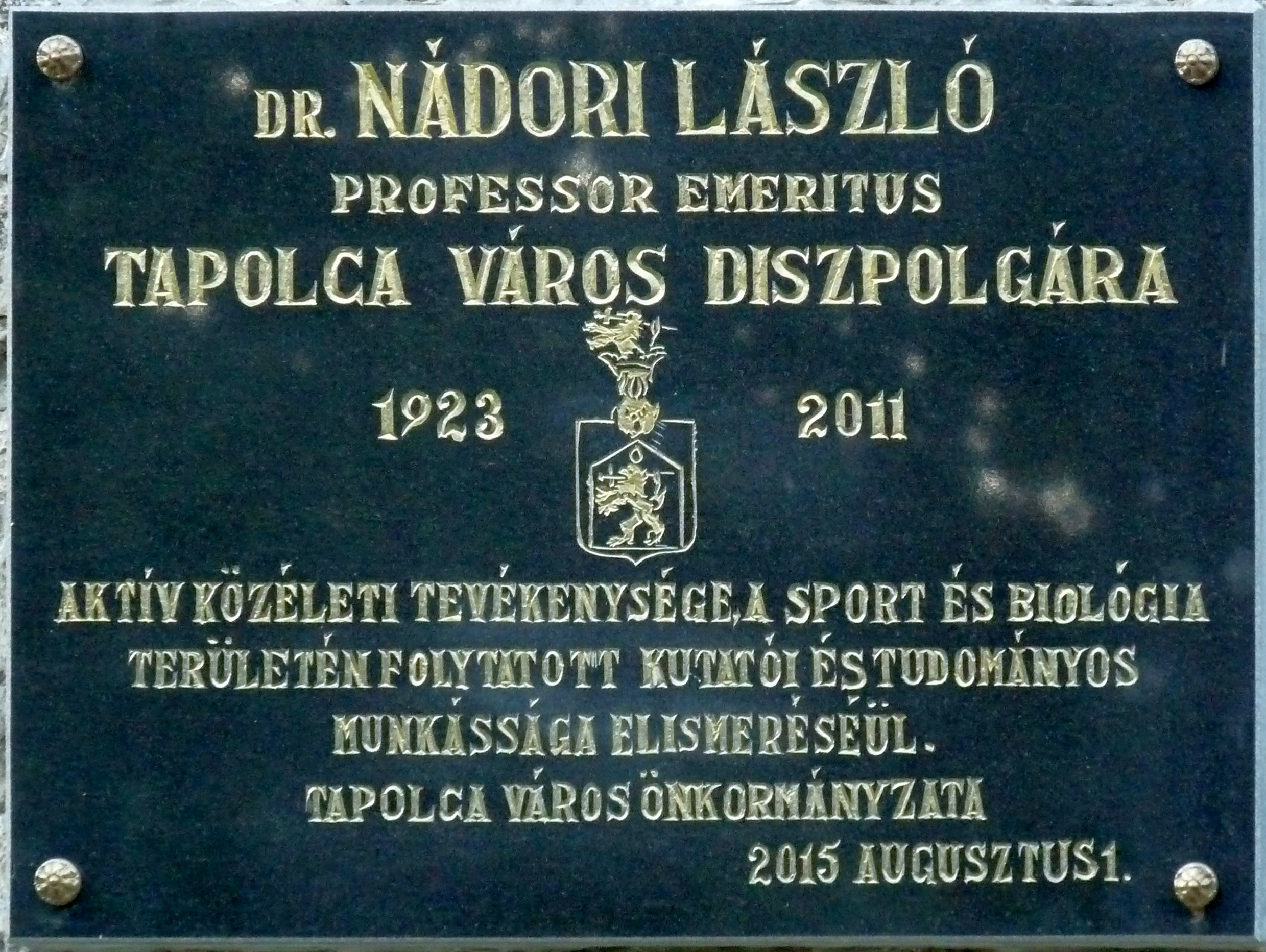
Nádori László Batsányi János tér
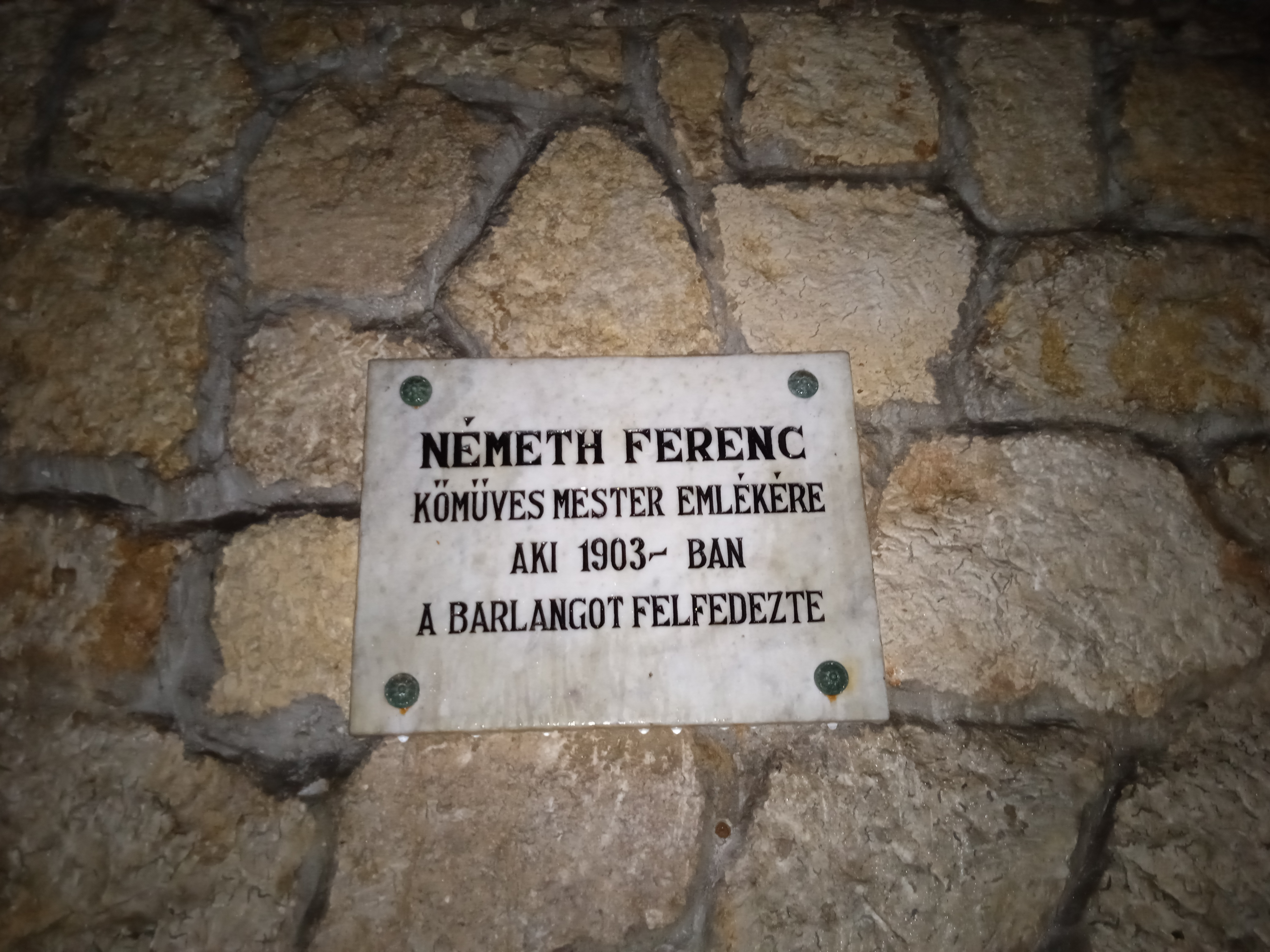
Németh Ferenc Kisfaludy Sándor utca 3. (Tapolcai-tavasbarlang)
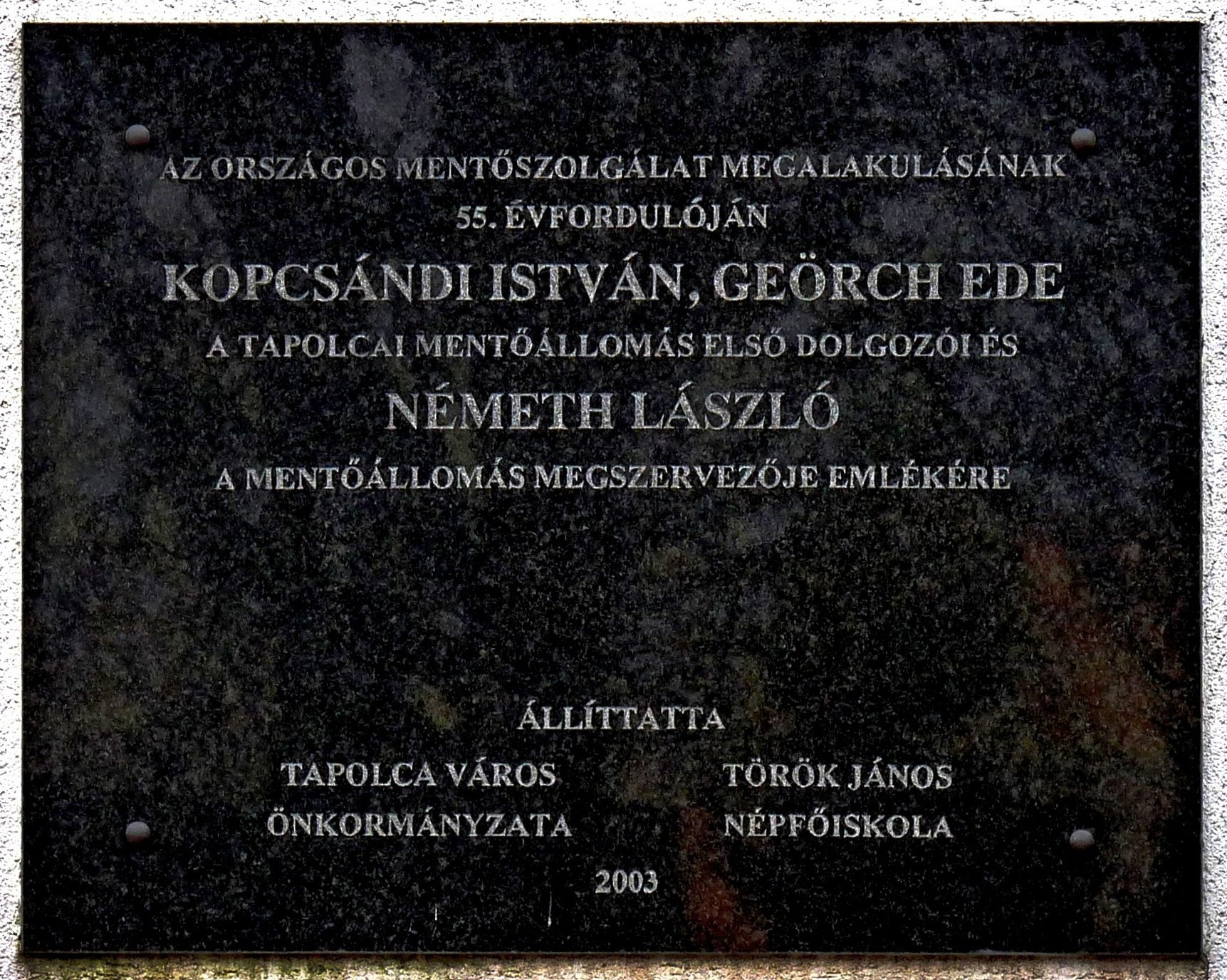
Németh László Ady Endre utca 1.
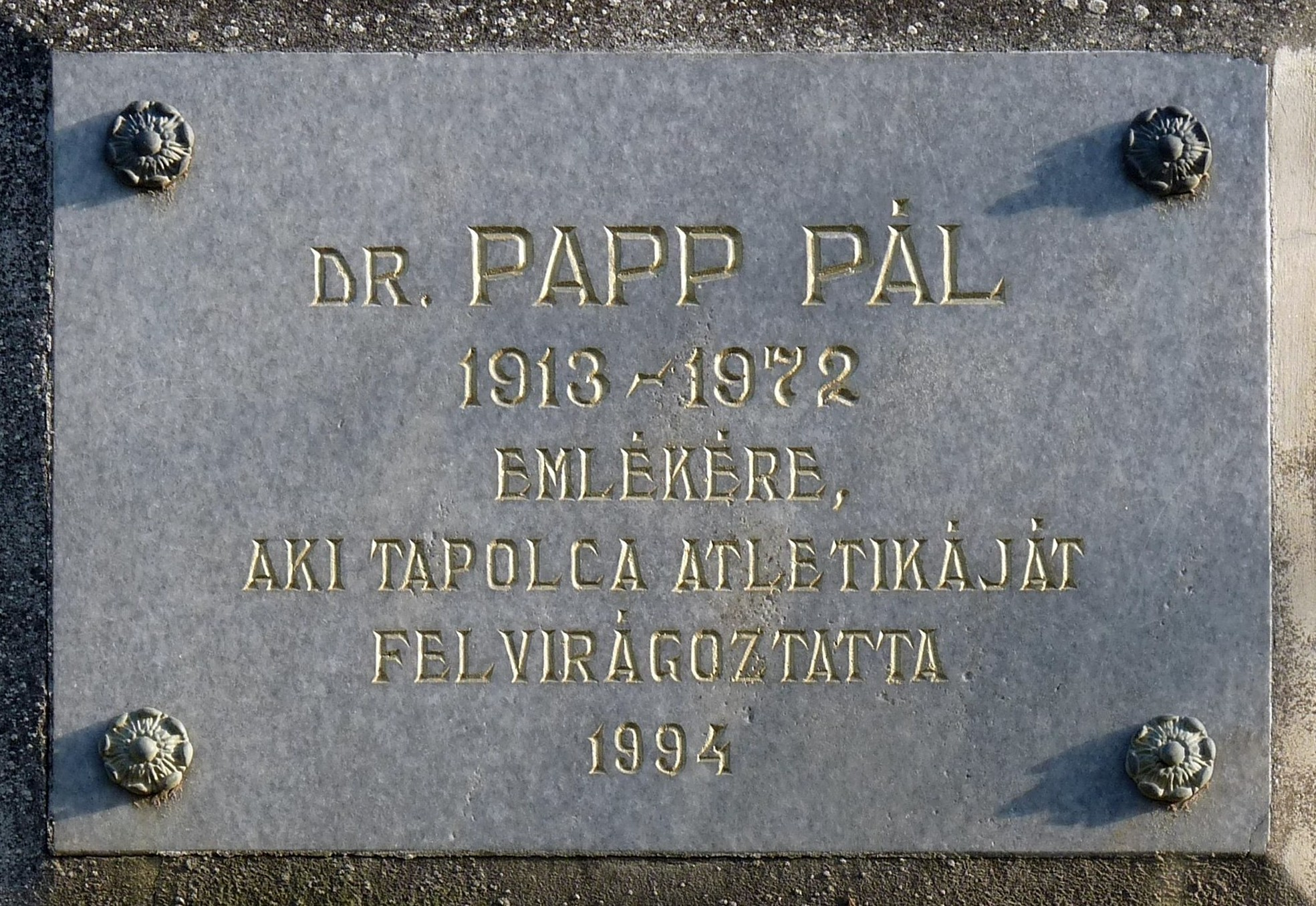
Papp Pál [5] Batsányi János tér
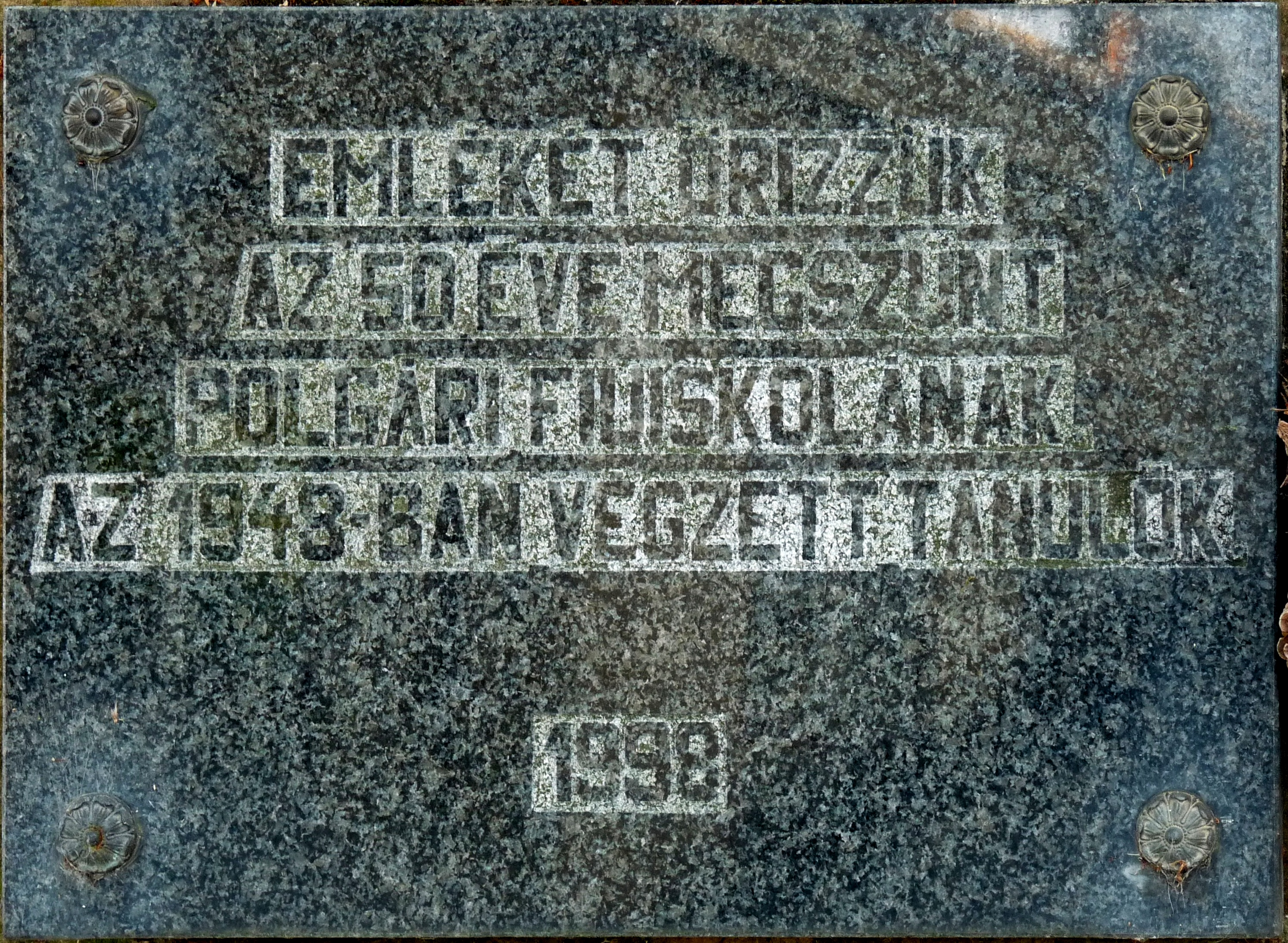
polgári fiúiskola Kossuth Lajos utca 15.
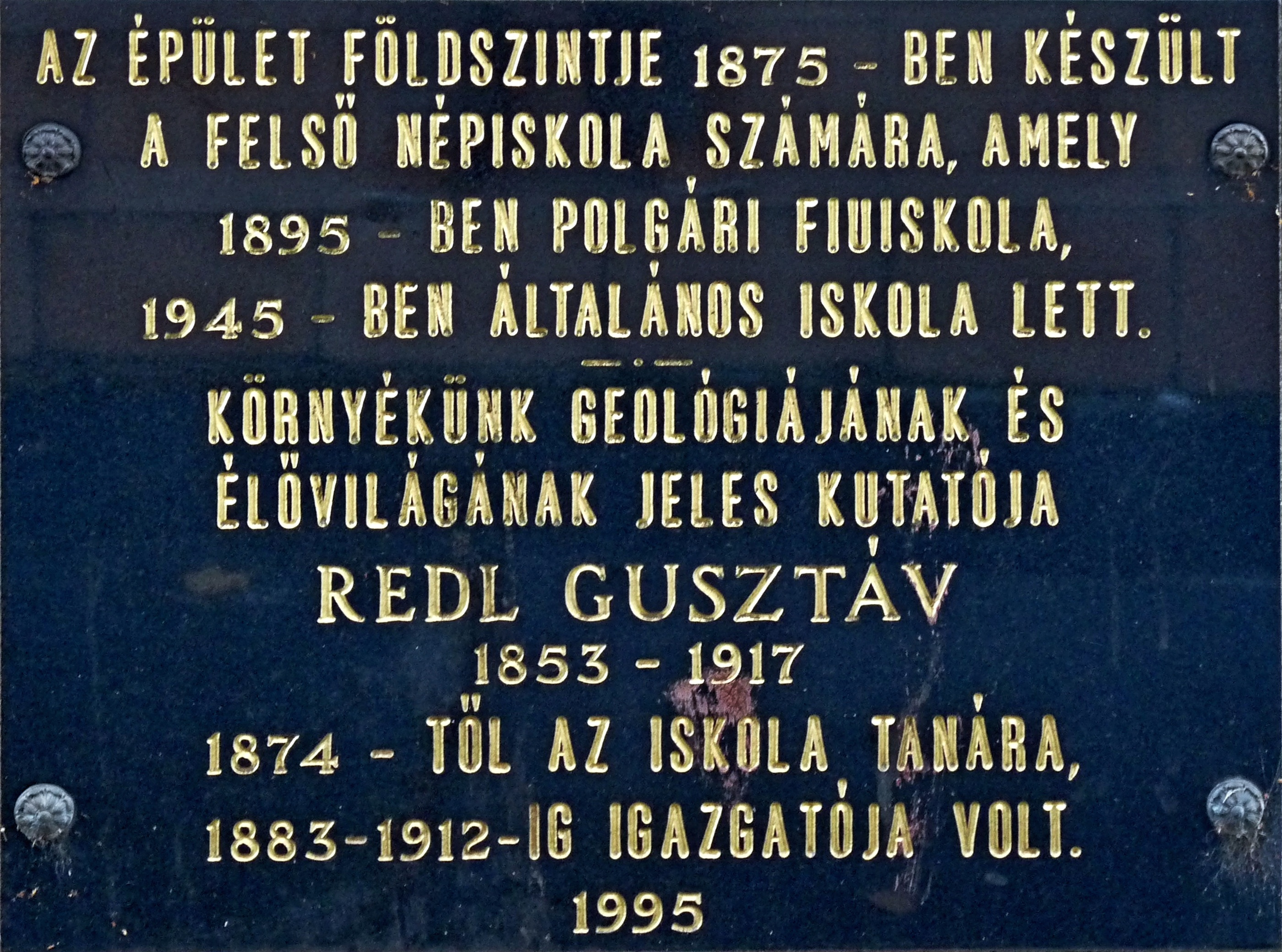
Redl Gusztáv Kossuth Lajos utca 15.
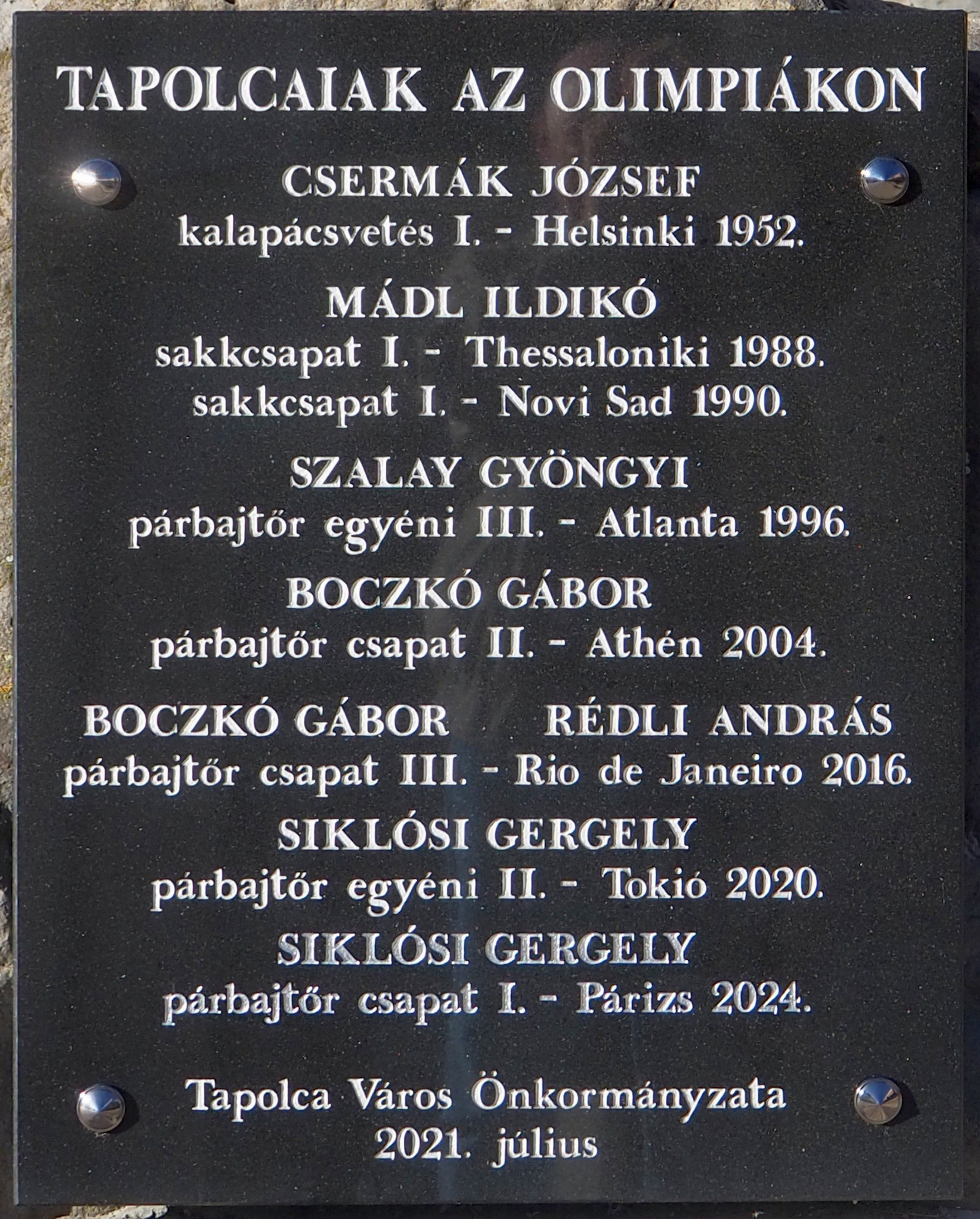
Rédli András Deák Ferenc utca 19.
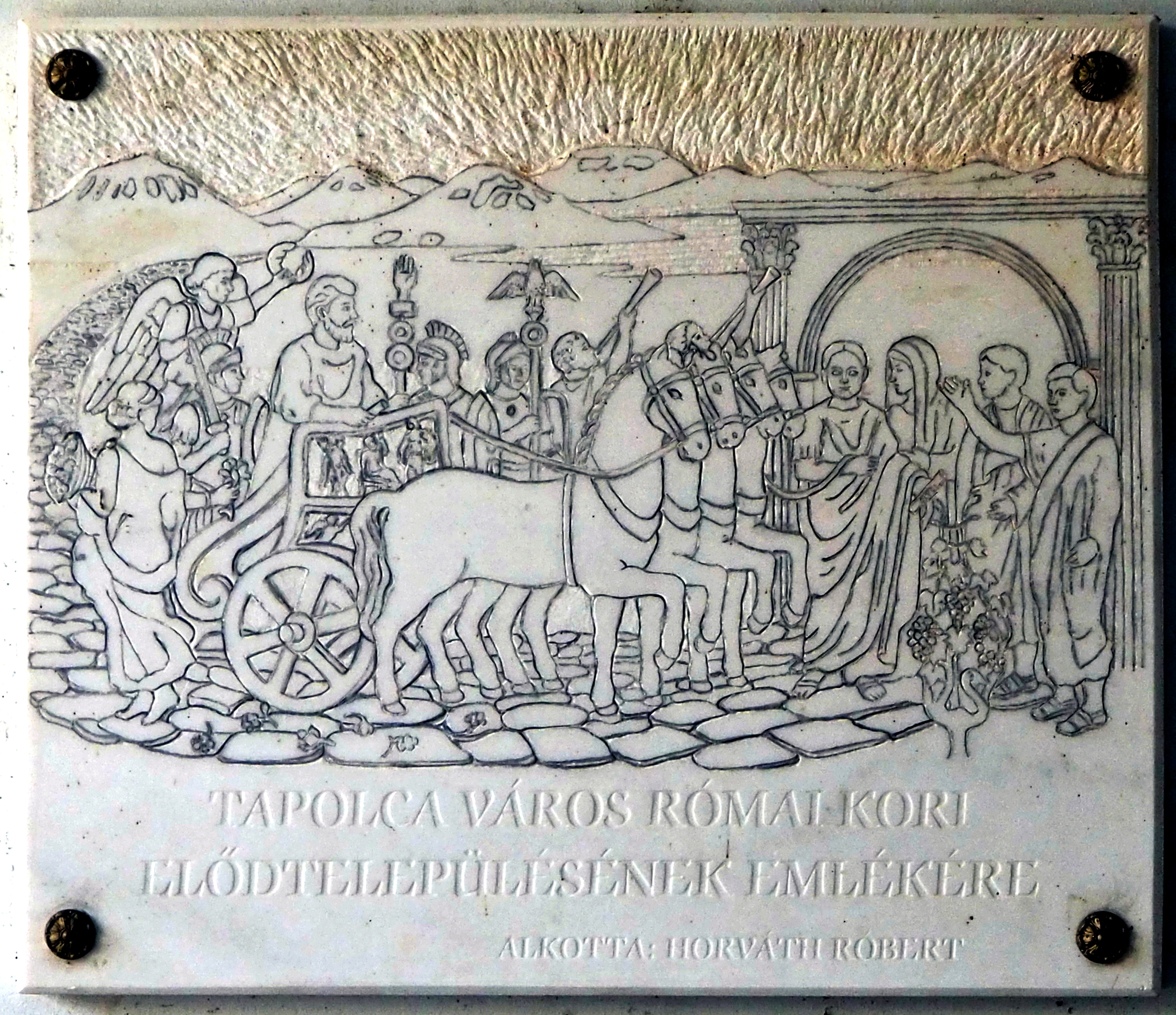
Római kori település Fő tér 8. alkotó: Horváth Róbert
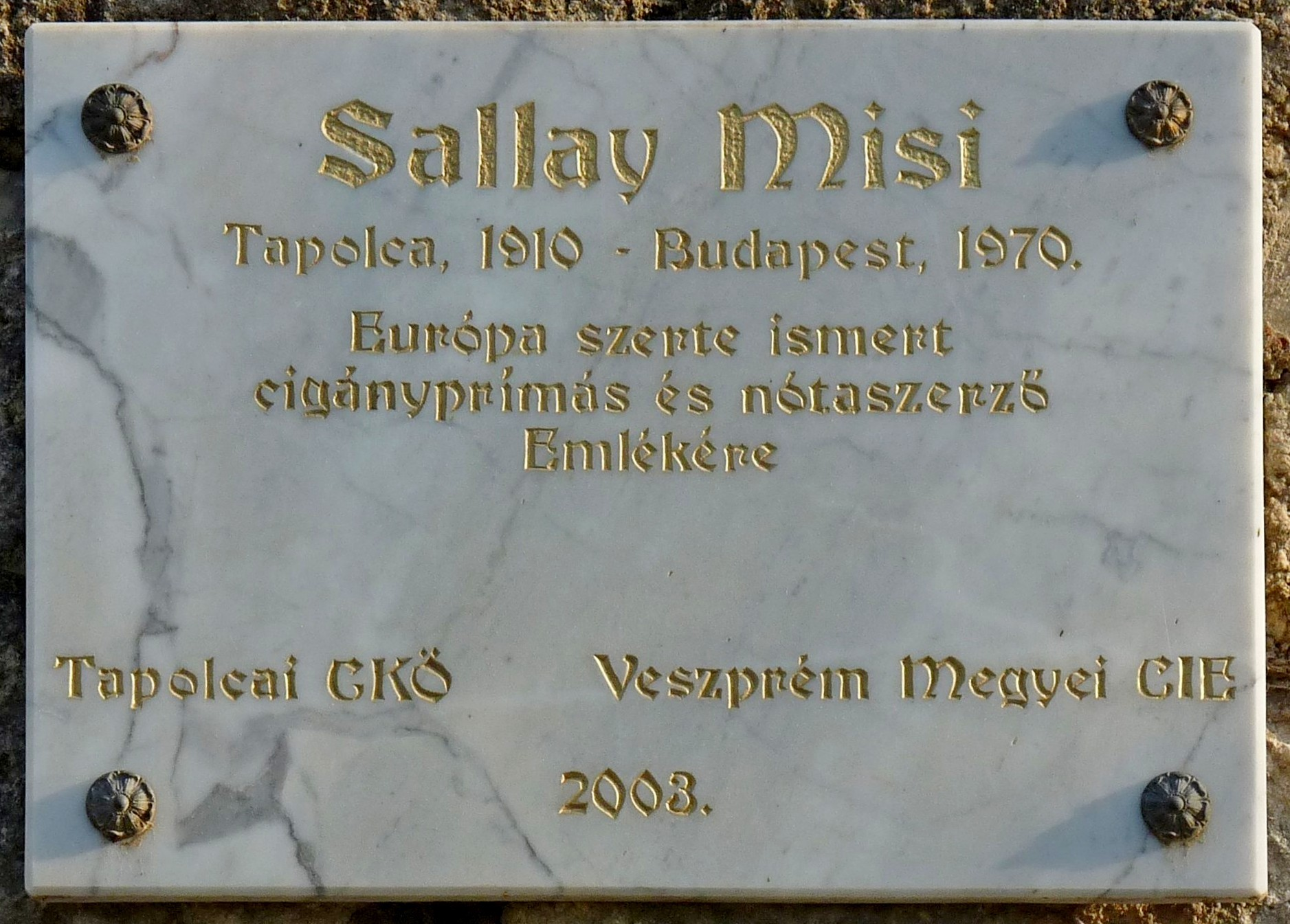
Sallay Misi Batsányi János tér
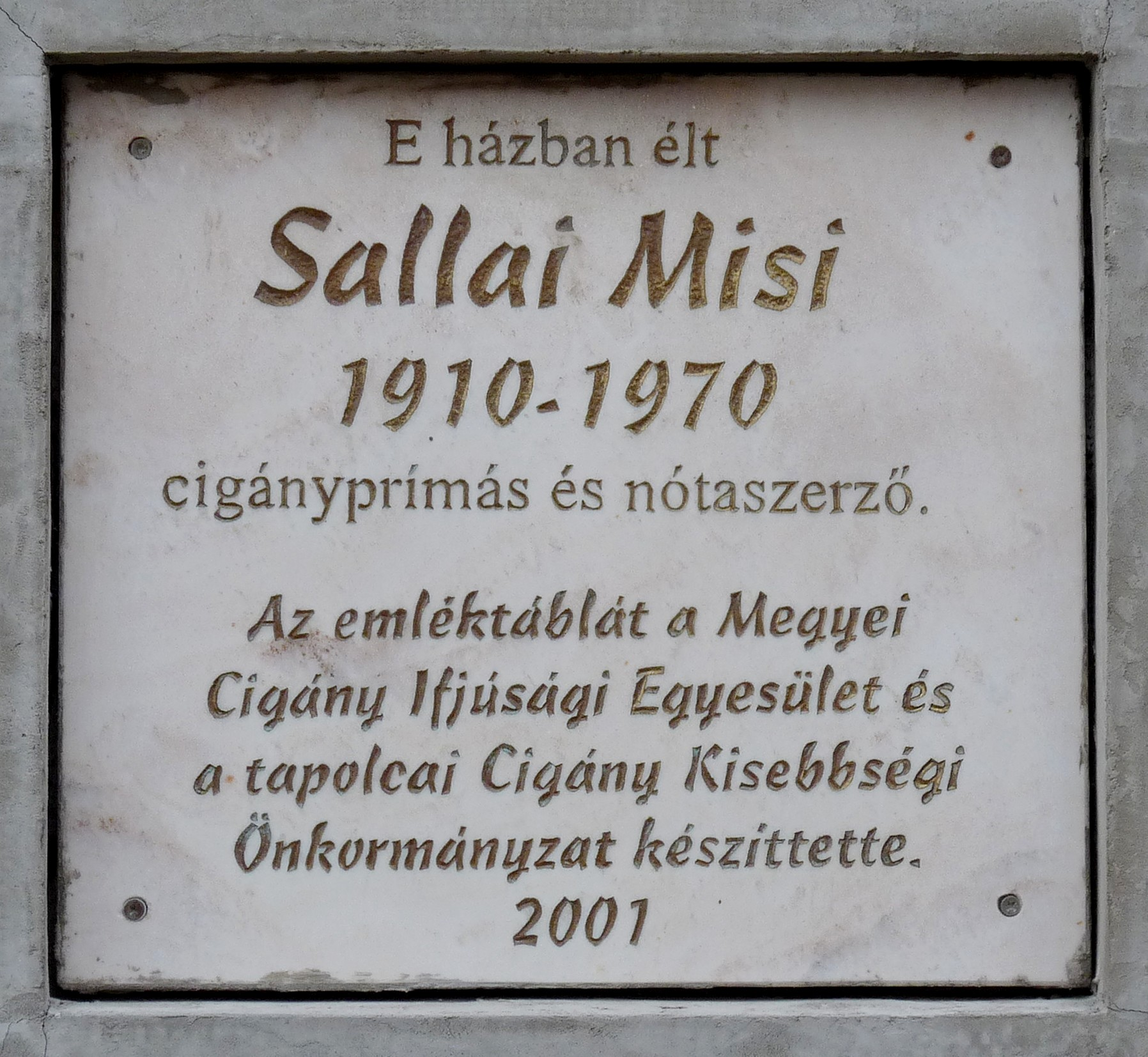
Sallay Misi Szegfű utca 3.
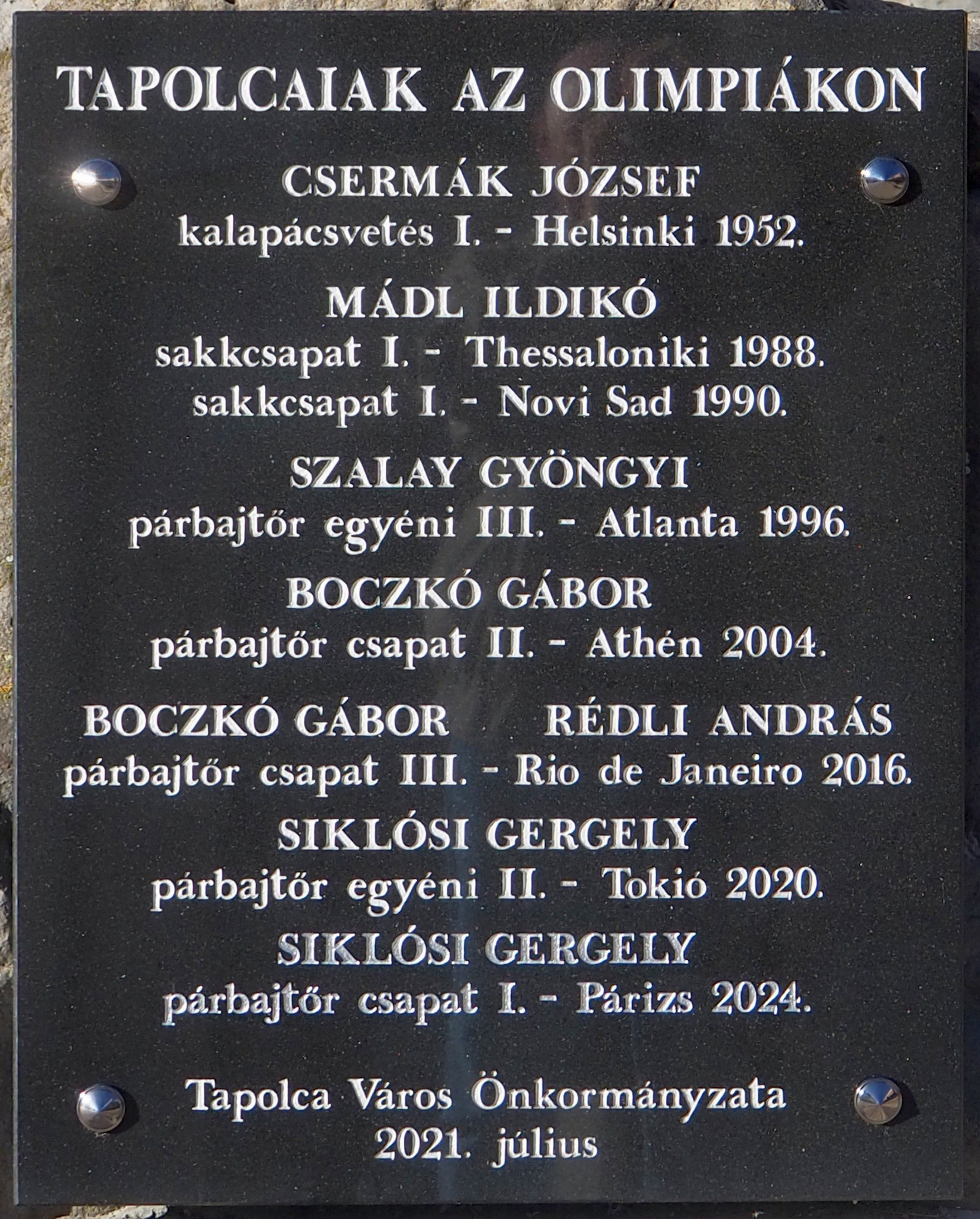
Siklósi Gergely Deák Ferenc utca 19.
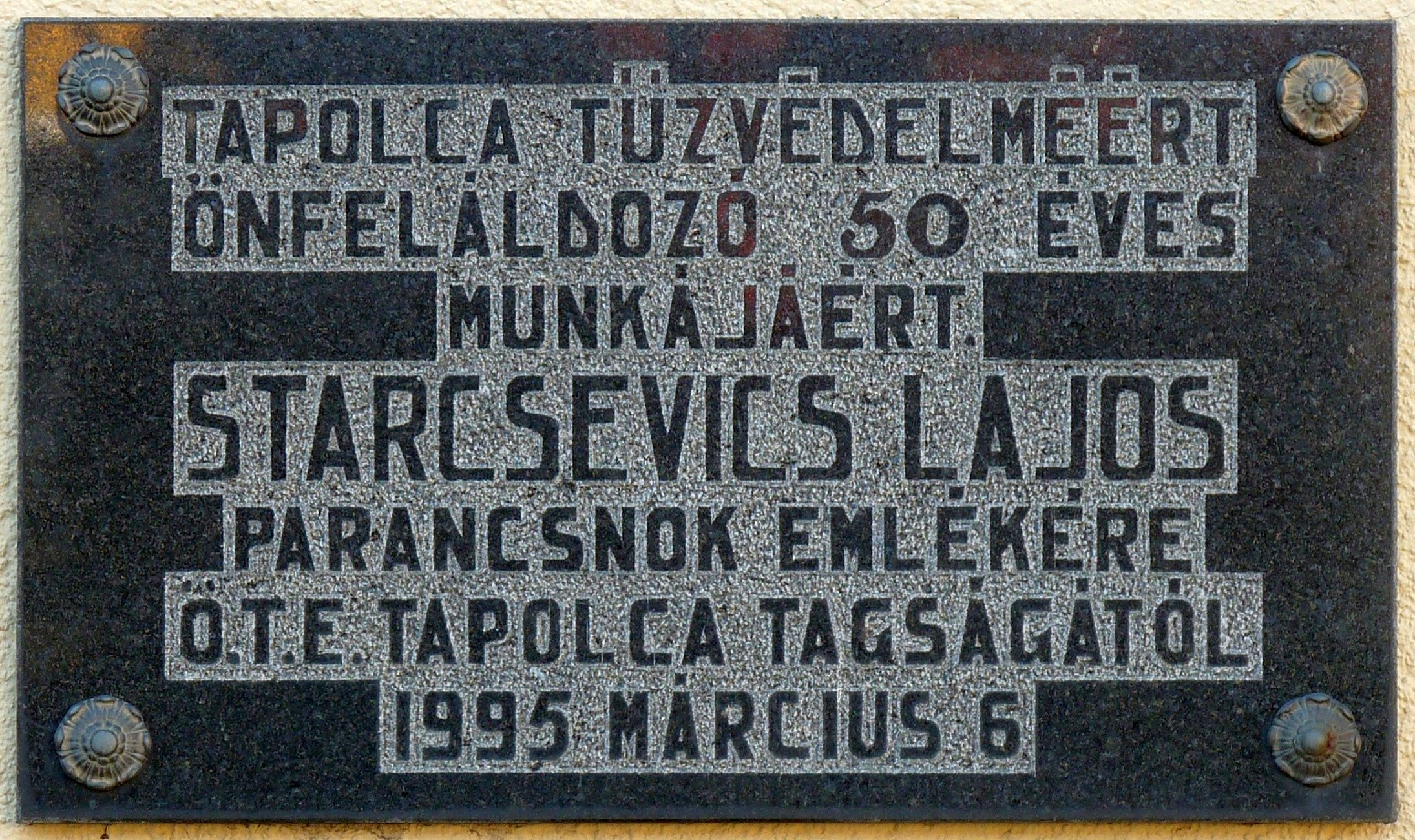
Starcsevics Lajos Hősök tere 11.
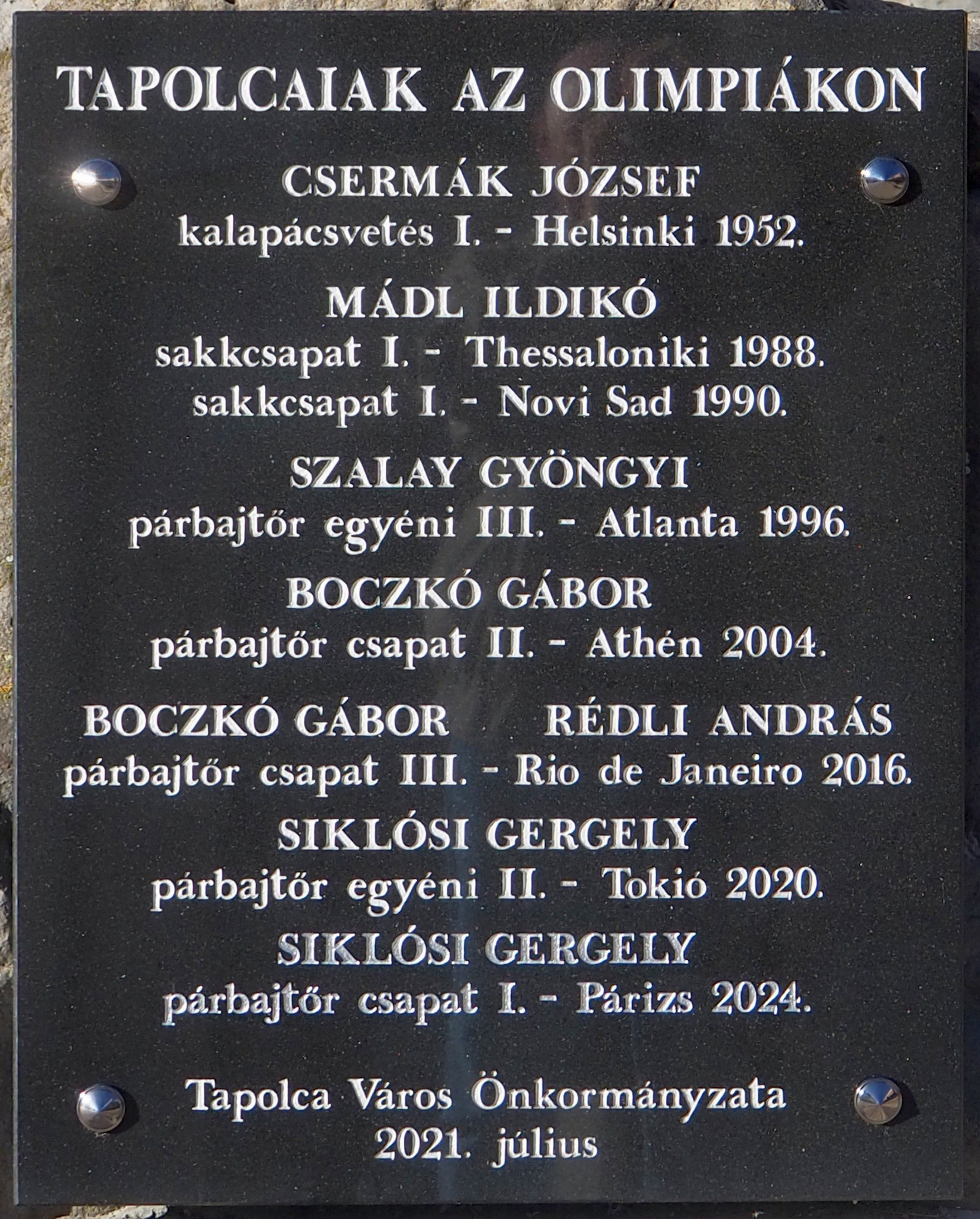
Szalay Gyöngyi Deák Ferenc utca 19.
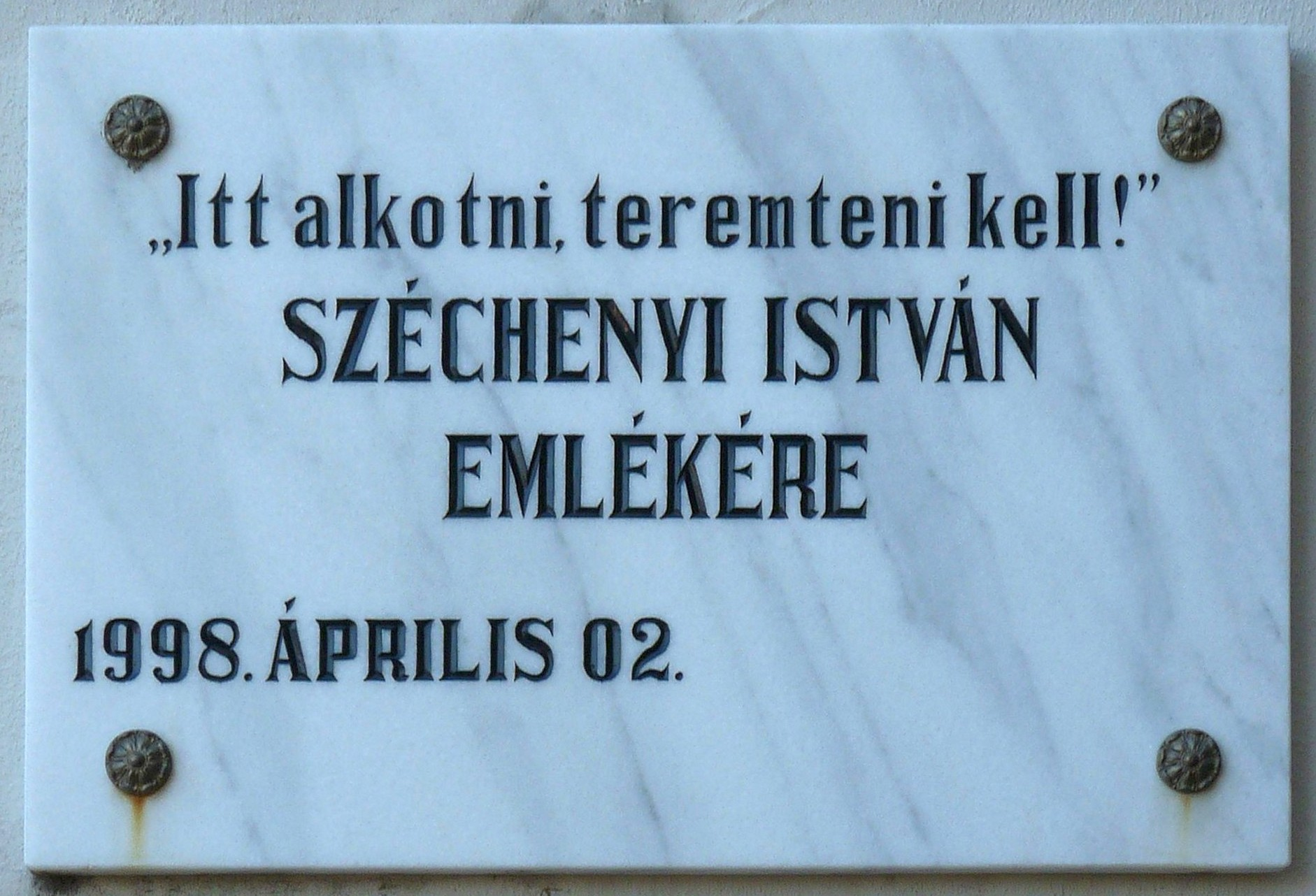
Széchenyi István Móricz Zsigmond utca 8.
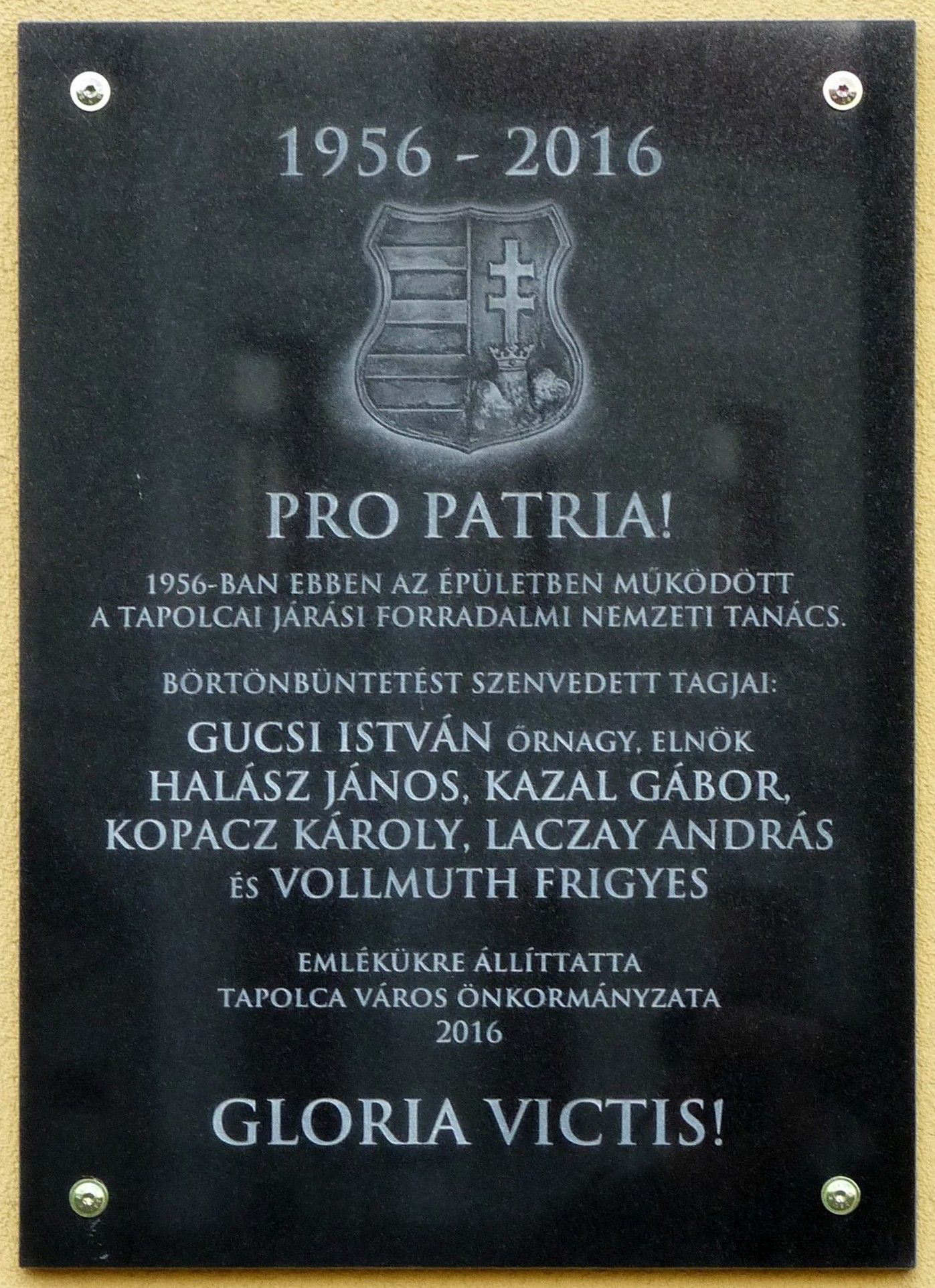
Tapolcai Járási Forradalmi Nemzeti Tanács Hősök tere 11.
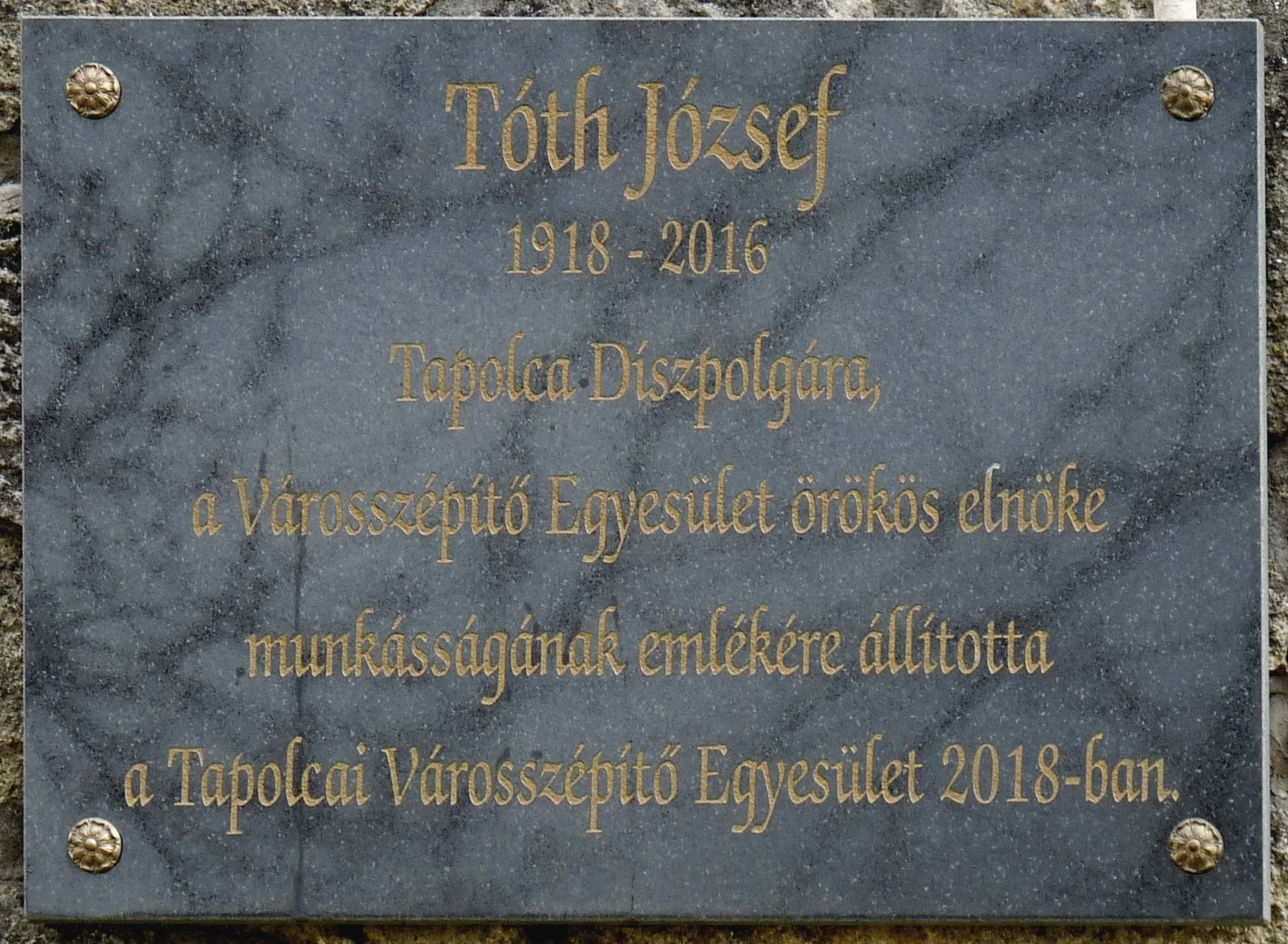
Tóth József Batsányi János tér
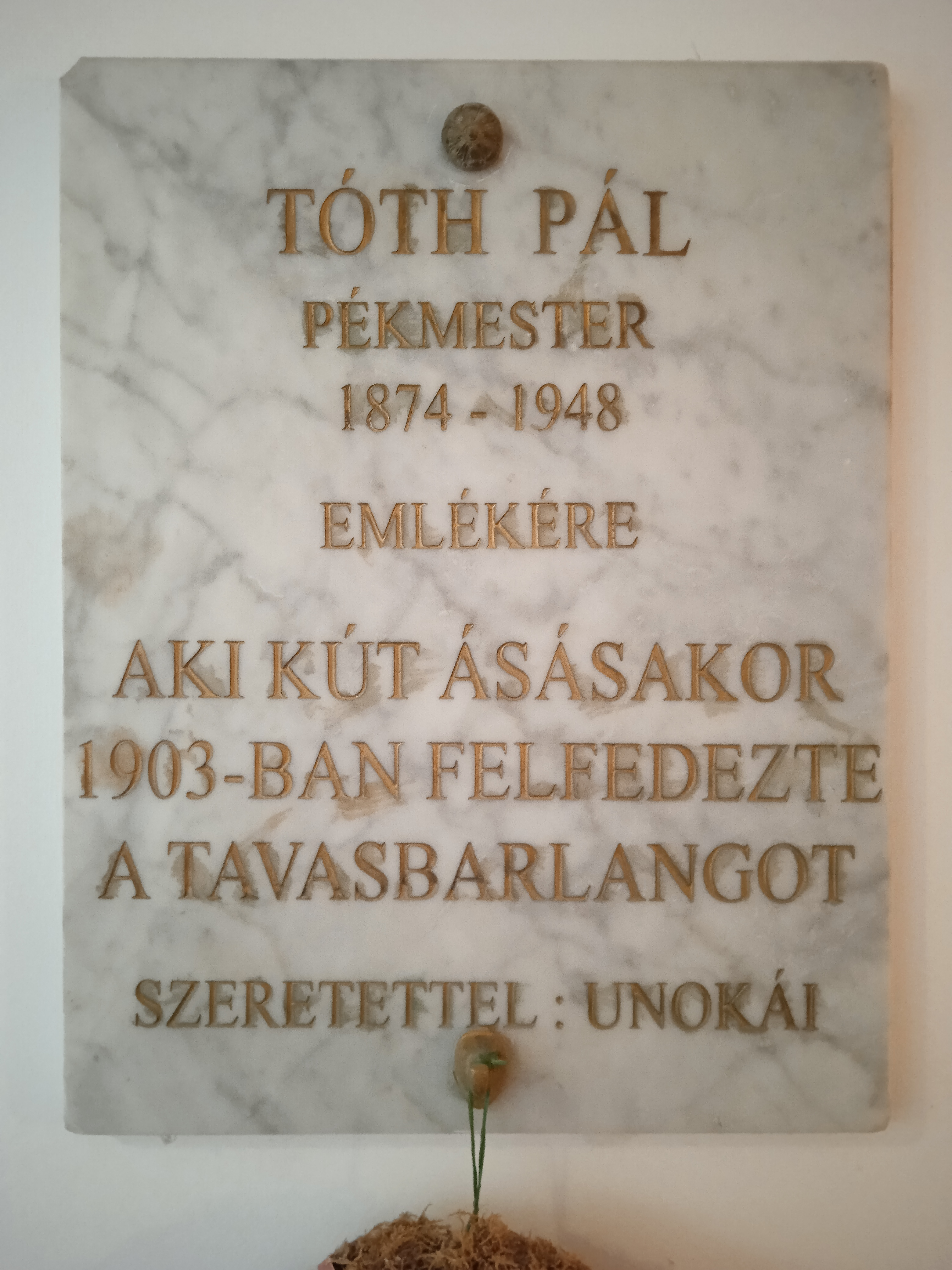
Tóth Pál Kisfaludy Sándor utca 3. (Tapolcai-tavasbarlang)
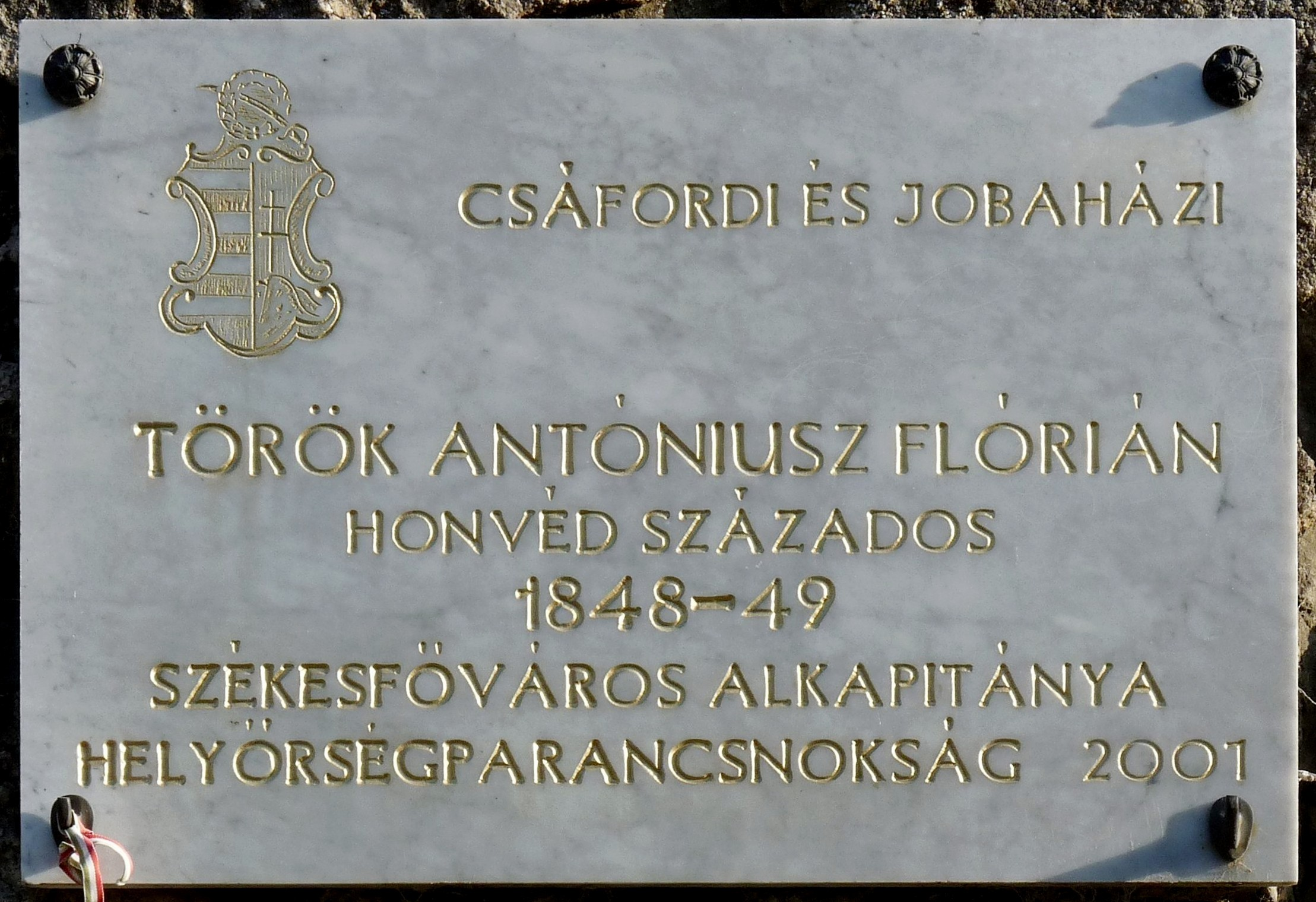
Török Flóris Batsányi János tér
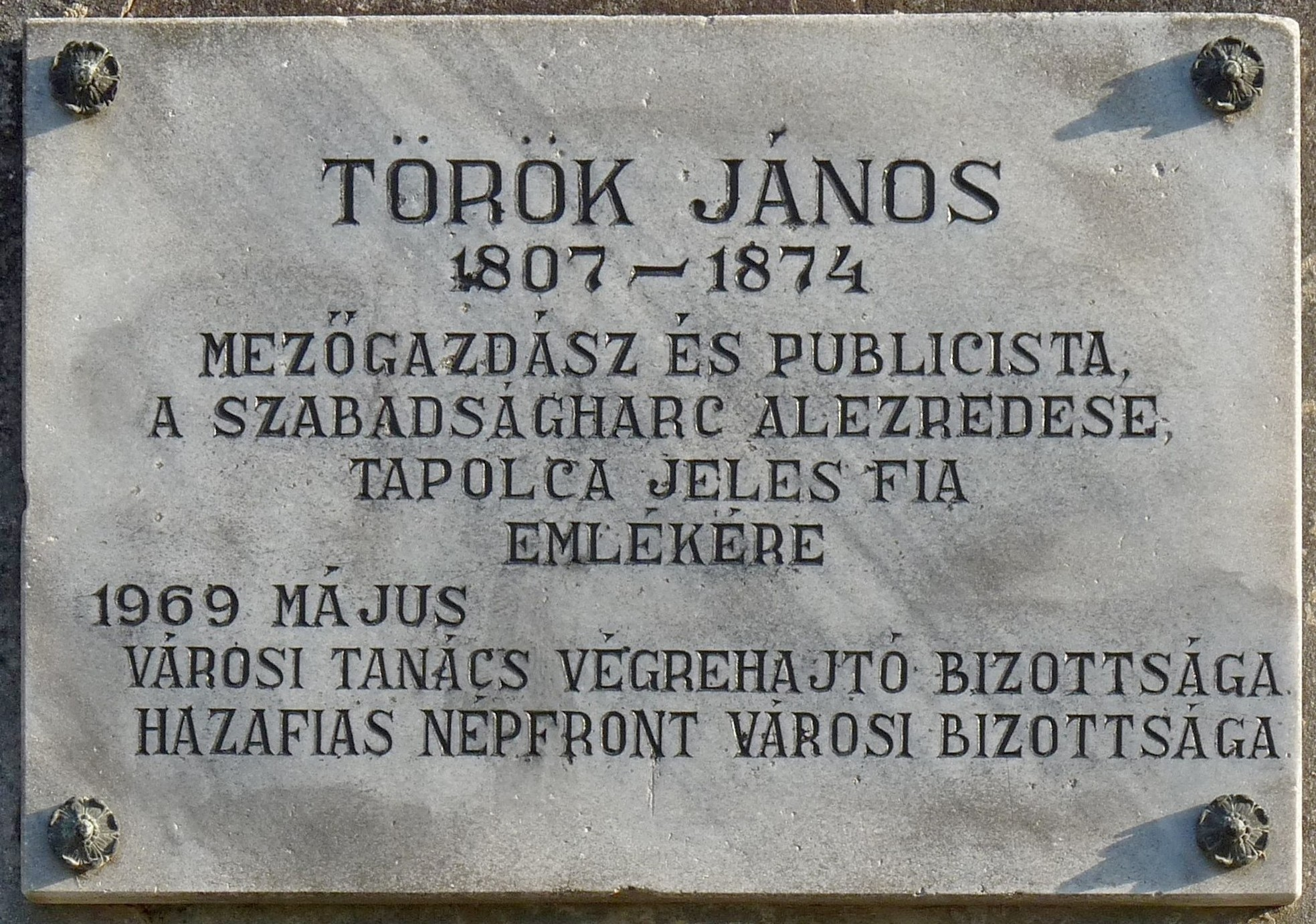
Török János Batsányi János tér
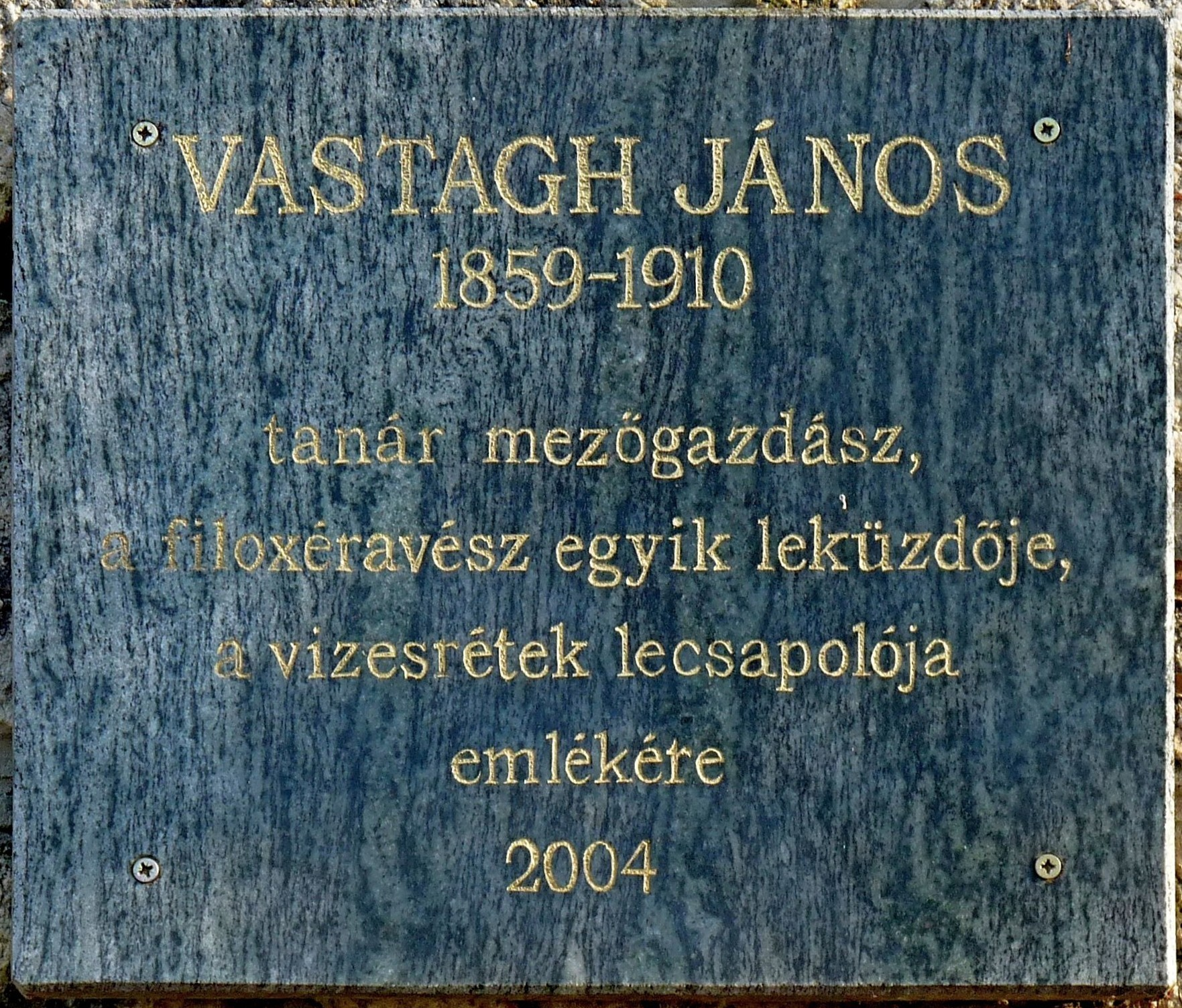
Vastagh János Batsányi János tér
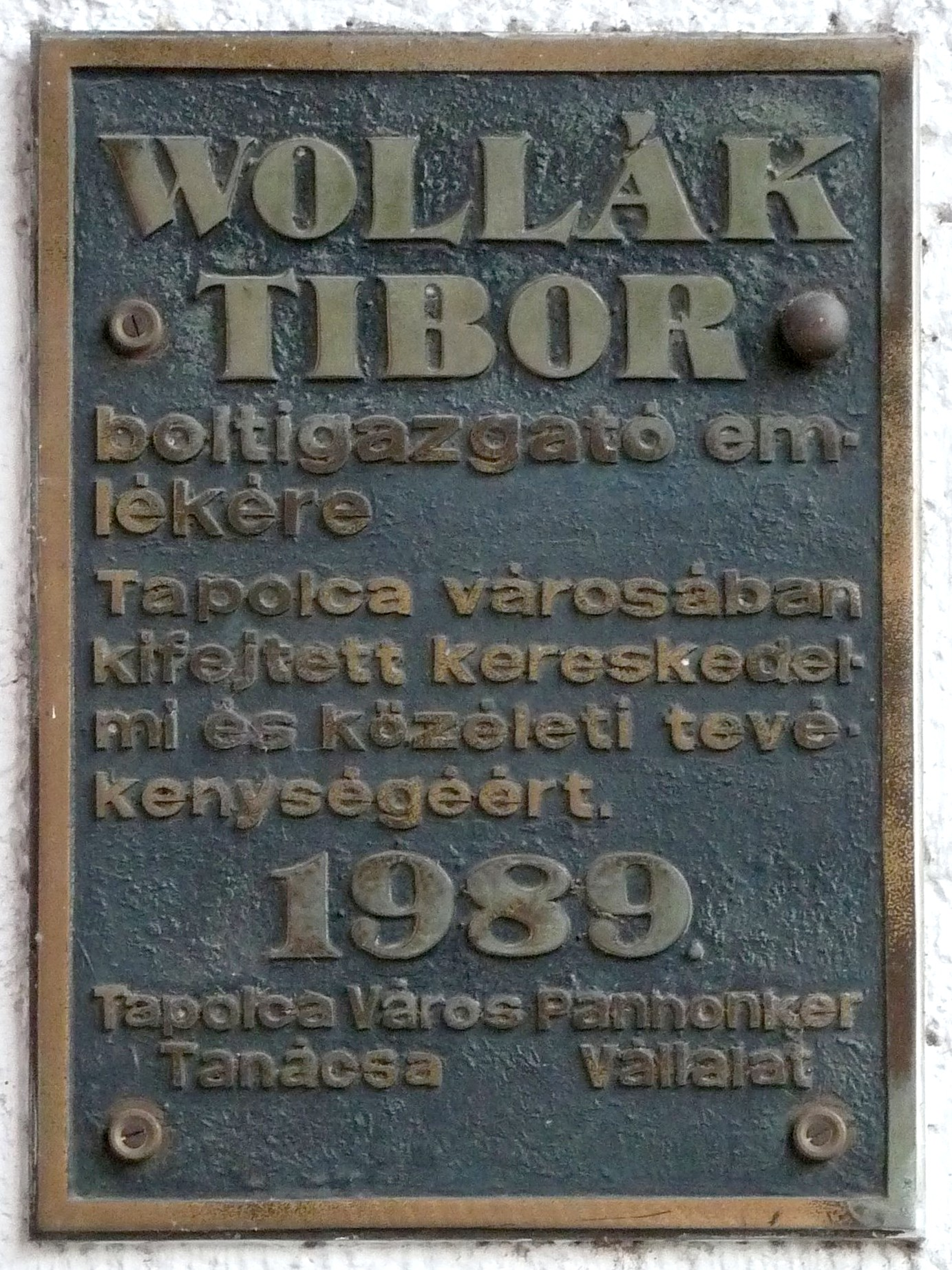
Wollák Tibor Deák Ferenc utca 6.
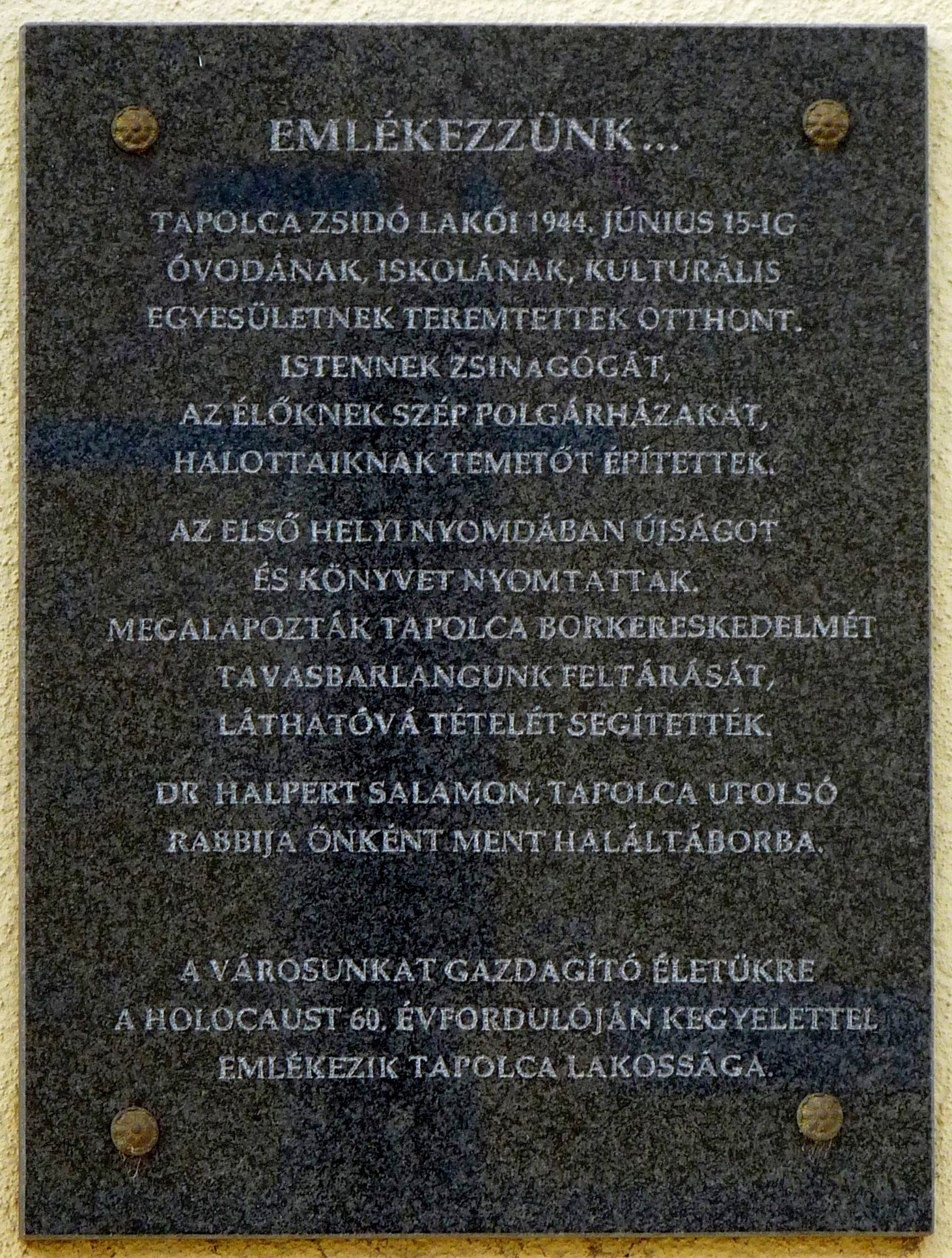
zsidó lakosság Kossuth Lajos utca 11.
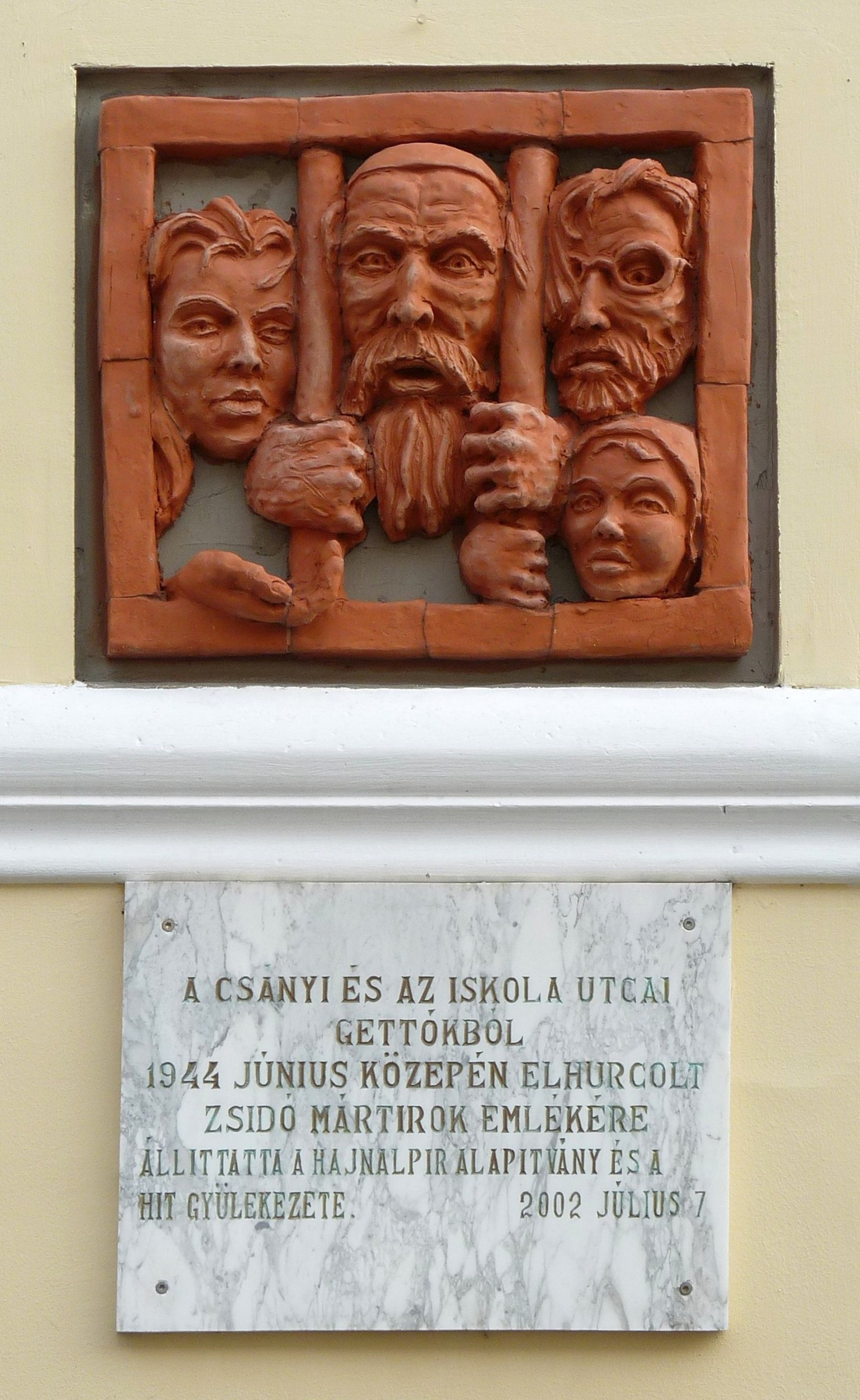
zsidó mártírok
Kossuth Lajos utca 13.[2]
alkotó: Kolop József

## Utcaindex
| Ady Endre utca (1.) Deák Jenő, Geörch Ede, Gál György, Klein Gyula, Kopcsándi István, kórházépítés, kórházépítésre adományozók, Németh László Batsányi János tér (–) 1848-as forradalom 100. évf., Csermák József, Felletár Emil, a filoxéra ellen küzdők, Hillinger János, Kanizsai József, Keresztury Dezső, Marton László, Nádori László, Papp Pál, Sallay Misi, Tóth József, Török Flóris, Török János, Vastagh János Batsányi János utca (5.) Kovács Lajos (12.) Batsányi János Csobánc utca (5.) Lodner Nándor Deák Ferenc utca (6.) Wollák Tibor (16.) Járdányi Pál (19.) Boczkó Gábor, Csermák József, Mádl Ildikó, Rédli András, Siklósi Gergely, Szalay Gyöngyi (21.) Deák Ferenc Dózsa György út (5.) a cigány holokauszt áldozatai (7.) 100 éves a Budapest-Székesfehérvár-Tapolca vasútvonal, 100 éves a tapolcai pályaudvar, Kossuth Ferenc Fő tér (7.) Berger Károly (8.) Római kori település (15.) Glázer Sándor | Hősök tere (–) Gulagra hurcoltak (11.) Starcsevics Lajos, Tapolcai Járási Forradalmi Nemzeti Tanács (15.) Fehér Hajó szálloda, M. kir. honvéd 3. nehézbombázó repülőezred parancsnoksága Iskola utca (–) a holokauszt áldozatai (5.) izraelita felekezeti iskola és óvoda Kisfaludy Sándor utca (3.) (Tapolcai-tavasbarlang) Németh Ferenc, Tóth Pál Kossuth Lajos utca (1.) Kossuth Lajos (11.) Halpert Salamon, zsidó lakosság (13.) zsidó mártírok (15.) polgári fiúiskola, Redl Gusztáv Móricz Zsigmond utca (8.) 100 éves a tanoncképzés, 100 éves a tanoncképzés, a földgáz bevezetése Szegfű utca (3.) Sallay Misi Templomdomb (8.) Batsányi János |